# Liste der Biografien/Pat
Liste der Biografien |
Portal Biografien |
Personensuche
# |
A |
B |
C |
D |
E |
F |
G |
H |
I |
J |
K |
L |
M |
N |
O |
P |
Q |
R |
S |
T |
U |
V |
W |
X |
Y |
Z |
?
 
Pa |
Pc |
Pe |
Pf |
Ph |
Pi |
Pj |
Pk |
Pl |
Pm |
Pn |
Po |
Pr |
Ps |
Pt |
Pu |
Pv |
Pw |
Py
 
Paa |
Pab |
Pac |
Pad |
Pae |
Paf |
Pag |
Pah |
Pai |
Paj |
Pak |
Pal |
Pam |
Pan |
Pao |
Pap |
Paq |
Par |
Pas |
Pat |
Pau |
Pav |
Paw |
Pax |
Pay |
Paz
Die Liste der Biografien führt alle Personen auf, die in der deutschsprachigen Wikipedia einen Artikel haben. Dieses ist eine Teilliste mit 1006 Einträgen von Personen, deren Namen mit den Buchstaben „Pat“ beginnt.

## Pat
- Pat (* 1989), deutscher Schlagersänger
- Pat the Bunny, US-amerikanischer Musiker, Singer-Songwriter, und Produzent

### Pata
- Pata (* 1965), japanischer Gitarrist
- Patà, Cherubino (1827–1899), Schweizer Maler des Realismus
- Pata, Ian Andrey (* 2006), ecuadorianischer Leichtathlet
- Páta, Josef (1886–1942), tschechischer Slawist mit den Schwerpunkten Sorabistik und Bulgaristik
- Pata, Miller (* 1988), vanuatuische Beachvolleyballspielerin
- Pata, Tetjana (1884–1976), ukrainische Malerin, Vertreterin der Petrykiwka-Malerei
- Patacca, Matteo (* 2004), italienischer Motorradrennfahrer
- Patachich, Adam (1716–1784), adeliger kroatischer römisch-katholischer Bischof und Erzbischof
- Patachich, Iván (1922–1993), ungarischer Komponist und Dirigent
- Patachou (1918–2015), französische Sängerin und Schauspielerin
- Patackas, Algirdas Vaclovas (1943–2015), litauischer Politiker
- Patai, Daphne (* 1943), US-amerikanische Literaturwissenschaftlerin
- Patai, Raphael (1910–1996), US-amerikanischer Orientalist und Anthropologe
- Patak, Erna (1871–1955), österreichisch-israelische Sozialarbeiterin und Zionistin
- Pataki, Andrew (1927–2011), US-amerikanischer Geistlicher, Bischof der Eparchie Passaic
- Pataki, Ferenc (1917–1988), ungarischer Turner
- Pataki, George (* 1945), US-amerikanischer Politiker (Republikaner)
- Pataki, Heidi (1940–2006), österreichische Lyrikerin und Essayistin
- Pataki, István (1914–1944), ungarischer Widerstandskämpfer
- Pataki, James (1925–2004), kanadischer Geiger und Bratschist ungarischer Herkunft
- Pataki, Jarg (1962–2021), Schweizer Opern- und Schauspielregisseur
- Pataki, Károly (* 1965), österreichisch-ungarischer Manager und Unternehmer
- Pataki, Michael (1938–2010), US-amerikanischer Schauspieler und Filmregisseur
- Pataki, Mihály (1893–1977), ungarischer Fußballspieler und -trainer
- Patakia, Daphné (* 1992), griechisch-belgische SchauspielerinDaphné Patakia (* 1992)

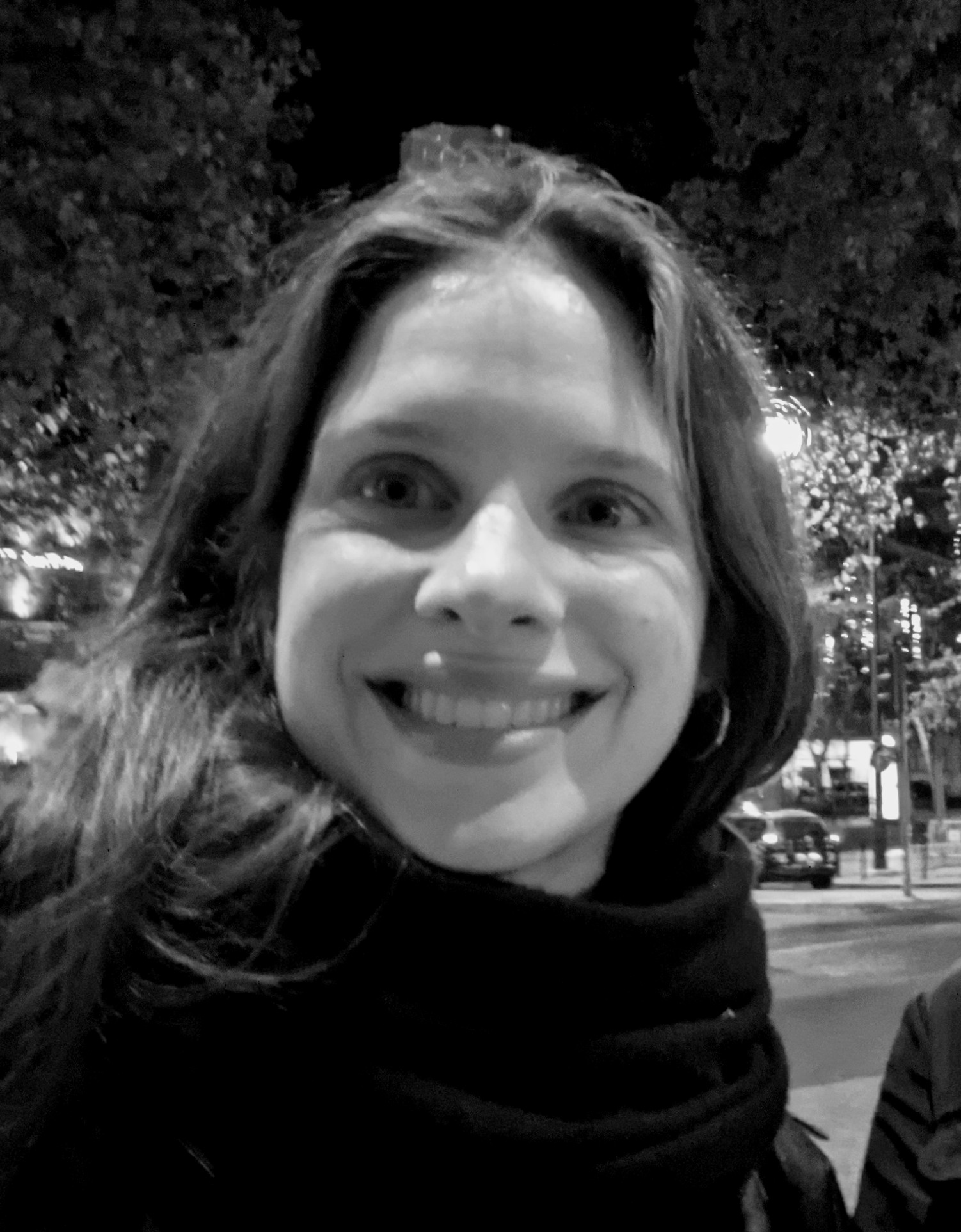
Daphné Patakia (* 1992)

- Pataky, András (1932–2013), ungarisch-kroatischer Lehrer und Heimatforscher
- Pataky, Carl (1844–1914), ungarischer Verleger in Wien und Berlin
- Pataky, Daniel (* 1996), australischer Eishockeyspieler
- Pataky, Dénes (1916–1987), ungarischer Eiskunstläufer
- Pataky, Elsa (* 1976), spanische Schauspielerin, Filmproduzentin und SängerinElsa Pataky (* 1976)

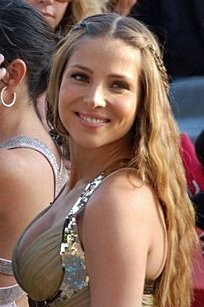
Elsa Pataky (* 1976)

- Pataky, Koloman von (1896–1964), ungarischer Opernsänger (Tenor)
- Pataky, Sophie (1860–1915), österreichische Bibliografin
- Pataky, Wilhelm (1862–1927), ungarischer Patentanwalt in Berlin und Den Haag
- Patalas, Enno (1929–2018), deutscher Filmhistoriker und -kritiker
- Patalin, Didier (* 1967), französischer Fußballspieler
- Patalong, Frank (* 1963), deutscher Journalist
- Patama, Sirisriro, thailändische Badmintonspielerin
- Patan, Ana (* 1976), deutsche Fusionmusikerin (Gesang, Bass, Songwriting)
- Pățan, Ion (* 1926), rumänischer Politiker (PCR)
- Patanapong Sripramote (* 1974), thailändischer Fußballtrainer und ehemaliger Fußballspieler
- Patanchon, Fabien (* 1983), französischer Radrennfahrer
- Patanè, Giuseppe (1932–1989), italienischer Opern-Dirigent
- Patané, Lorenzo (* 1976), deutsch-italienischer Schauspieler
- Patani, Disha (* 1992), indische Schauspielerin und Model
- Patania, Giuseppe (1780–1852), italienischer Maler in Palermo
- Patanjali, indischer GelehrterPatanjali

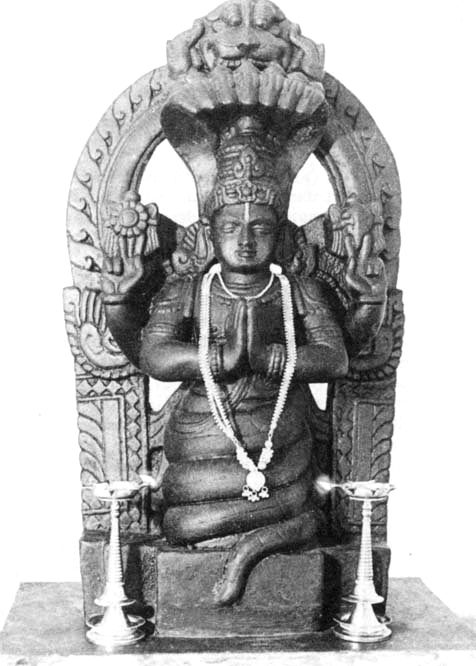
Patanjali

- Patankar, Suhas V. (* 1941), indischer Ingenieur
- Patapi, Dimitra (* 1992), griechische Radrennfahrerin
- Patapoutian, Ardem (* 1967), libanesisch-amerikanischer Molekularbiologe und Neurowissenschaftler
- Patard, Antonio, italienischer Trompeter und Komponist
- Patarkazischwili, Badri (1955–2008), georgisch-russischer Geschäftsmann
- Patarroyo, Manuel Elkin (1946–2025), kolumbianischer Immunologe
- Patas d’Illiers, Florent (1926–2015), französischer Flottillenadmiral
- Pataschinski, Alexander Sacharowitsch (1936–2020), sowjetischer bzw. US-amerikanischer Physiker
- Pataschou, Aljaksandr (* 1962), sowjetisch-belarussischer Geher
- Patashnik, Oren (* 1954), US-amerikanischer Informatiker
- Patasoni, Amisoli (1901–1962), US-amerikanischer Langstreckenläufer
- Patassé, Ange-Félix (1937–2011), zentralafrikanischer Politiker, Präsident der Zentralafrikanischen Republik
- Patat, Franz (1906–1982), österreichisch-deutscher Chemiker
- Pätau, Klaus (1908–1975), deutsch-amerikanischer Humangenetiker
- Pataudi, Mansur Ali Khan (1941–2011), indischer Cricketspieler
- Pataut, Marc (* 1952), französischer Fotograf
- Patavino, Francesco, italienischer Komponist der Renaissance
- Patavoukas, Konstantinos (* 1966), griechischer Basketballspieler
- Patawary, Ragna Biskopstø (* 1980), färöische Fußballspielerin
- Patay, Franz (* 1961), österreichischer Kulturmanager und Rektor
- Patay, Marius (1860–1944), französischer Techniker und Unternehmer
- Patay, Pál (1914–2020), ungarischer Archäologe, Prähistoriker und Museumskurator

### Patc
- Patch, Alexander M. (1889–1945), US-amerikanischer Lieutenant General im Zweiten Weltkrieg
- Patch, Benjamin (* 1994), US-amerikanischer Volleyballspieler
- Patch, Diana Craig, US-amerikanische Ägyptologin
- Patch, Harry (1898–2009), britischer Veteran des Ersten WeltkriegsHarry Patch (1898–2009)

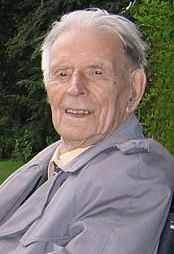
Harry Patch (1898–2009)

- Patch, Hubert (1904–1987), britischer Offizier der Luftstreitkräfte des Vereinigten Königreichs
- Patch, Joseph D. (1885–1966), US-amerikanischer Offizier, Generalmajor der US Army
- Patch, Laura (* 1980), britische Schauspielerin
- Patch, Thomas († 1789), britischer Maler
- Patchanee Kithavorn, thailändische Diplomatin und Botschafterin
- Patcharapol Intanee (* 1998), thailändischer Fußballspieler
- Patcharapol Ussamalee (* 1998), thailändischer Fußballspieler
- Patcharin Suksai (* 1981), thailändischer Fußballspieler
- Patchen, Kenneth (1911–1972), US-amerikanischer Dichter, Schriftsteller und Maler
- Patchett, Ann (* 1963), US-amerikanische SchriftstellerinAnn Patchett (* 1963)

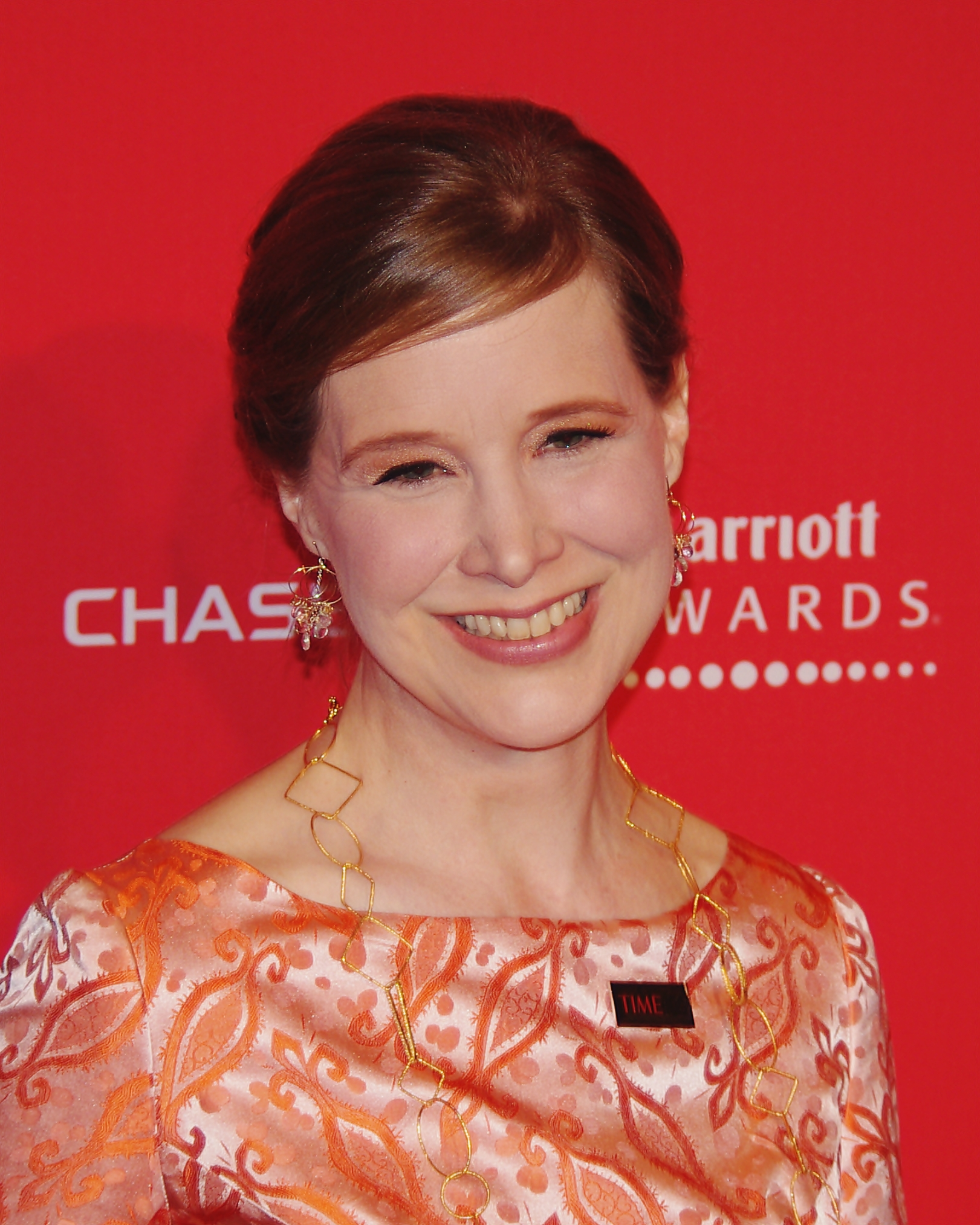
Ann Patchett (* 1963)

- Patchett, Arthur A. (1929–2022), US-amerikanischer Chemiker
- Patchett, Brian (* 1939), britischer Überläufer des Intelligence Corps
- Patching, George (1886–1944), südafrikanischer Sprinter
- Patching, Glenn (* 1958), australischer Schwimmer

### Pate
- Pate, Amber (* 1995), australische Radrennfahrerin
- Paté, Amedée (1846–1914), deutsch-französischer Politiker
- Pate, Danny (* 1979), US-amerikanischer Radrennfahrer
- Pate, David (* 1962), US-amerikanischer Tennisspieler
- Pate, Jerry (* 1953), US-amerikanischer Golfer
- Pate, Jonas (* 1970), US-amerikanischer Drehbuchautor, Filmregisseur und Filmproduzent
- Pate, Josh (* 1970), US-amerikanischer Drehbuchautor, Filmregisseur und Filmproduzent
- Pate, Maurice (1894–1965), US-amerikanischer Geschäftsmann und Wohltäter
- Pate, Michael (1920–2008), australischer Schauspieler, Drehbuchautor und ProduzentMichael Pate (1920–2008)

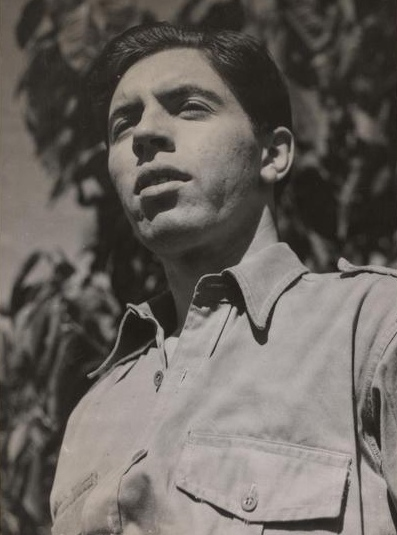
Michael Pate (1920–2008)

- Pate, Michael David (* 1980), deutscher Regisseur, Filmproduzent und Drehbuchautor
- Pate, Miguel (* 1979), US-amerikanischer Weitspringer
- Pate, Randolph M. (1898–1961), US-amerikanischer General, Commandant des US Marine Corps
- Pate, Stephen (* 1964), australischer Radrennfahrer
- Pate, Whitley (* 2003), US-amerikanische Tennisspielerin
- Paté-Cornell, Elisabeth (* 1948), US-amerikanische Ingenieurin und Risikoforscherin
- Pategg, Max (1855–1936), deutscher Theaterschauspieler und -regisseur
- Pateitschuk, Andrei (* 1989), russischer Pokerspieler
- Patek, Adolf (1900–1982), österreichischer Fußballspieler und -trainer
- Patěk, Alois (* 1945), tschechischer Badmintonspieler
- Patek, Antoni (1812–1877), polnisch-schweizerischer Unternehmer
- Patek, Hans (1857–1937), österreichischer Opernsänger (Tenor)
- Patek, Maria (* 1958), österreichische Beamtin und Politikerin
- Patek, Patricia (* 1968), deutsches Fotomodell und Schönheitskönigin
- Patek, Stanisław (1866–1944), polnischer Jurist, Diplomat und Politiker
- Patek, Umar, Terrorist
- Patek-Hochenadl, Clara (* 1880), österreichische Journalistin, Fotografin, Schauspielerin, Tänzerin und Theaterleiterin
- Patekar, Edi (* 2000), kroatisch-österreichischer Basketballspieler
- Patel, Adam, Baron Patel of Blackburn (1940–2019), britischer Politiker
- Patel, Alka, US-amerikanische Kunsthistorikerin
- Patel, Ambalal Dahyabhai (1905–1969), indo-fidschianischer Politiker
- Patel, Amisha (* 1975), indische Schauspielerin
- Patel, Anandiben (* 1941), indische Politikerin
- Patel, Asher (* 2006), Leichtathlet aus Aruba
- Patel, Axar (* 1994), indischer Cricketspieler
- Patel, Bhav (* 1990), indischer Dartspieler
- Patel, Bhupendra (* 1962), indischer Politiker
- Patel, C. Kumar N. (* 1938), indischer Physiker
- Patel, Chirag Rashmikant (* 1984), norwegischer Rapper und Sänger
- Patel, Dev (* 1990), britischer Schauspieler
- Patel, Dinshaw (* 1942), US-amerikanischer Chemiker, Biophysiker und Hochschullehrer indischer Abstammung
- Patel, Ebrahim (* 1962), südafrikanischer Politiker
- Patel, Himesh (* 1990), britischer SchauspielerHimesh Patel (* 1990)

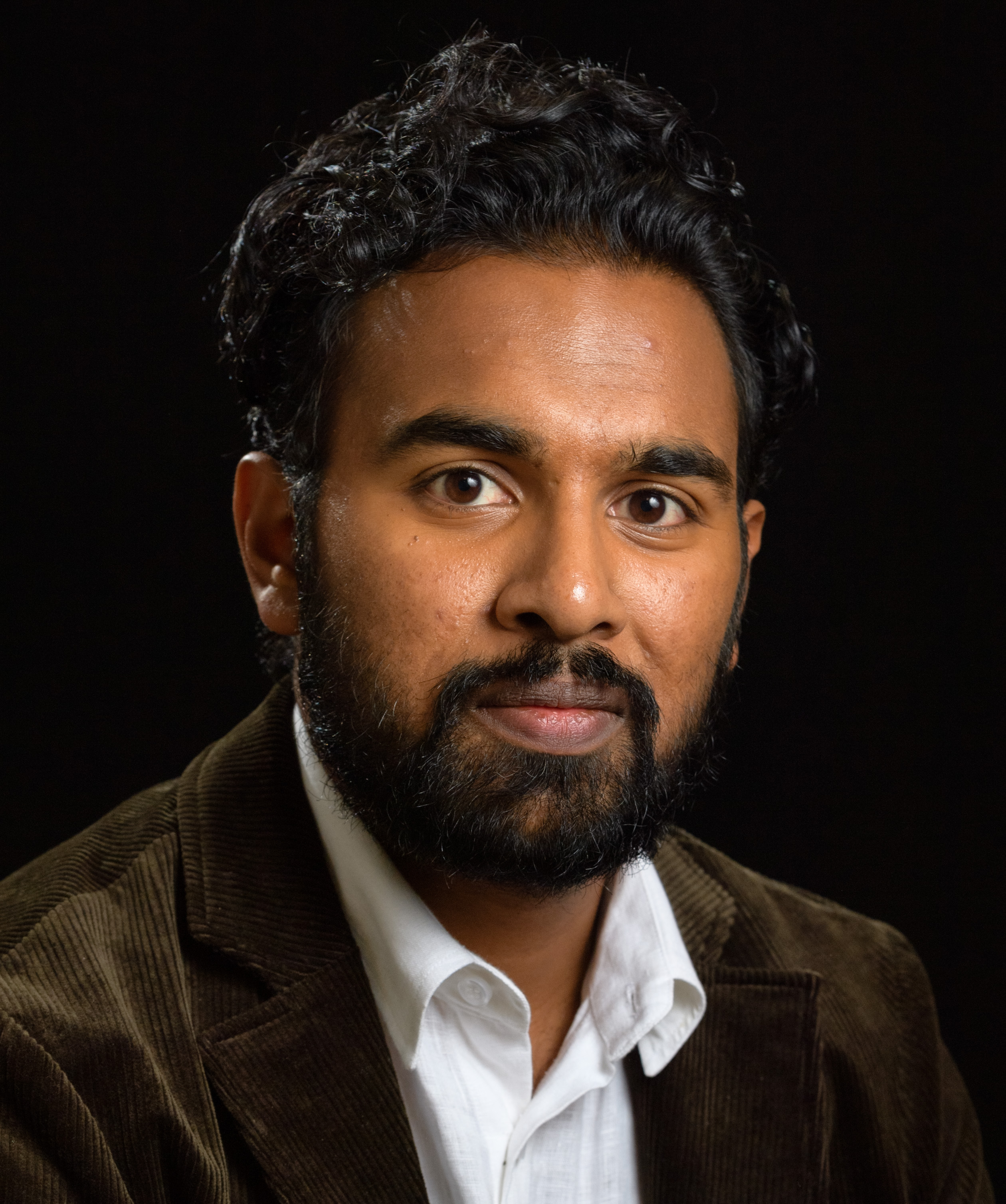
Himesh Patel (* 1990)

- Patel, Hirubhai M. (1904–1993), indischer Politiker
- Patel, Ishu (* 1942), indisch-kanadischer Animator
- Patel, Jabbar (* 1942), indischer Theater- und Filmregisseur und Kinderarzt
- Patel, Joseph, US-amerikanischer Filmproduzent und -regisseur, und Journalist sowie Drehbuchautor
- Patel, Kamlesh, Baron Patel of Bradford (* 1960), indisch-britischer Politiker
- Patel, Kash (* 1980), US-amerikanischer Anwalt und designierter Direktor des FBIKash Patel (* 1980)

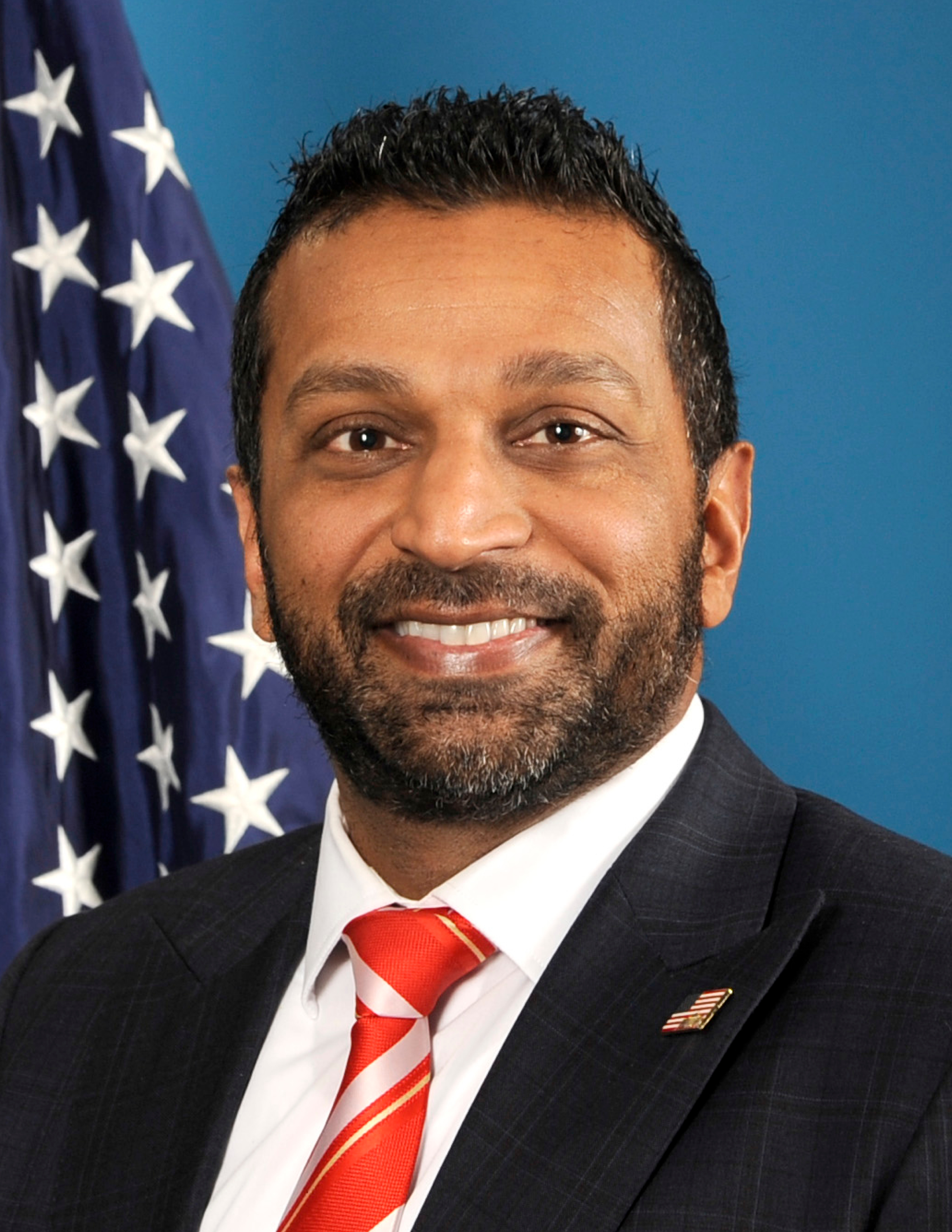
Kash Patel (* 1980)

- Patel, Keshubhai (1930–2020), indischer Politiker
- Patel, Kiran Klaus (* 1971), deutsch-britischer Historiker
- Patel, Martin (* 1966), deutscher Chemieingenieur
- Patel, Mohan (* 1952), neuseeländischer Hockeyspieler
- Patel, Monank (* 1993), indischer Cricketspieler
- Patel, Narendra, Baron Patel (* 1938), britischer Geburtshelfer und Life Peer
- Patel, Nilay, US-amerikanischer Journalist
- Patel, Nipam (* 1962), US-amerikanischer Entwicklungsbiologe und Meeresbiologe
- Patel, Paras (* 1986), US-amerikanischer Schauspieler
- Patel, Parthiv (* 1985), indischer Cricketspieler
- Patel, Pierre (1605–1676), französischer Maler
- Patel, Priti (* 1972), britische Politikerin und Ministerin für Arbeit
- Patel, Raj (* 1972), britischer Politikwissenschaftler, Autor und Aktivist
- Patel, Ramesh (* 1953), neuseeländischer Hockeyspieler
- Patel, Raojibhai Dahyabhai, fidschianischer Politiker
- Patel, Ravi (* 1978), US-amerikanischer Schauspieler
- Patel, Ricken (* 1977), kanadisch-britischer Umwelt-, Friedens- und Menschenrechtsaktivist
- Patel, Sanjay (* 1974), britisch-US-amerikanischer Animator, Illustrator und Filmregisseur
- Patel, Sheela (* 1952), indische Aktivistin für Menschenrechte
- Patel, Shwetak (* 1981), US-amerikanischer Informatiker
- Patel, Vallabhbhai (1875–1950), indischer Politiker und StaatsmannVallabhbhai Patel (1875–1950)

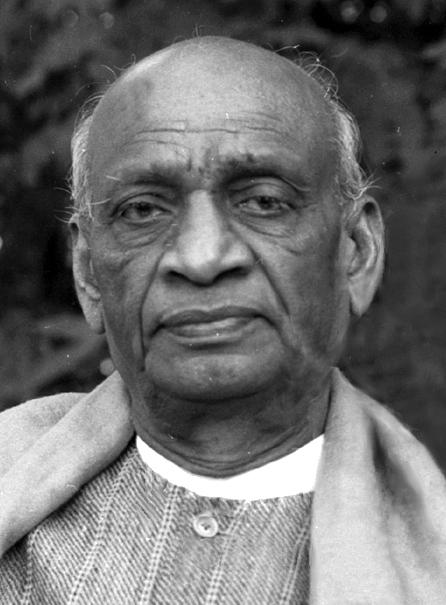
Vallabhbhai Patel (1875–1950)

- Patel, Vallabhbhai J. (1934–2017), deutscher Chirurg, Urologe und Kommunalpolitiker
- Patel-Mißfeldt, Ute (* 1940), deutsche Künstlerin
- Patellani, Federico (1911–1977), italienischer Fotograf
- Patelli, Alessandra (* 1991), italienische Ruderin
- Pateman, Carole (* 1940), britische Politikwissenschaftlerin
- Patenaude, Bertram (1909–1974), US-amerikanischer Fußballspieler
- Patenaude, Bertrand (* 1956), US-amerikanischer Historiker
- Patenaude, Ed (1949–2021), kanadischer Eishockeyspieler
- Patenaude, Ésioff-Léon (1875–1963), kanadischer Politiker, Vizegouverneur von Québec
- Patenka, Ihar (* 1969), sowjetisch-belarussischer Radrennfahrer
- Patenôtre, Jules (1845–1925), französischer Diplomat
- Patenôtre, Yves (* 1940), französischer Geistlicher, emeritierter Erzbischof von Sens und Prälat von Mission de France o Pontigny
- Pater Emmeram (1902–1994), deutscher Benediktinerpater
- Pater, Jean-Baptiste (1695–1736), französischer Maler
- Pater, Jerzy (* 1960), polnischer Judoka
- Pater, Siegfried (1945–2015), deutscher Journalist, Schriftsteller und Filmemacher
- Pater, Stefan (* 1960), deutscher Fußballspieler
- Pater, Walter (1839–1894), britischer Schriftsteller, KritikerWalter Pater (1839–1894)

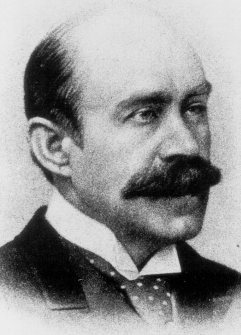
Walter Pater (1839–1894)

- Patera, Adolf (1819–1894), österreichischer Montanwissenschaftler und Chemiker
- Patera, Francesco (* 1993), belgischer Boxer
- Patera, Herbert Viktor (1900–1986), österreichischer Schriftsteller
- Patera, Jack (1933–2018), US-amerikanischer American-Football-Spieler und -Trainer
- Patera, Jiří (1936–2022), kanadischer mathematischer Physiker und Mathematiker
- Patera, Kenneth (* 1942), US-amerikanischer Gewichtheber und WrestlerKenneth Patera (* 1942)

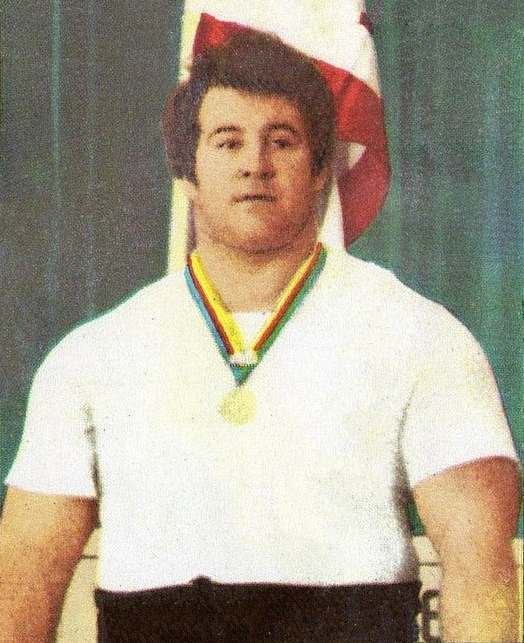
Kenneth Patera (* 1942)

- Patera, Paul (1917–2004), österreichischer Publizist und Theaterdirektor
- Patera, Pavel (* 1971), tschechischer Eishockeyspieler
- Pateras, Anthony (* 1979), australischer Jazz-Pianist und Neue Musik-Komponist
- Paterer, Johann (1712–1785), Tiroler Barockbildhauer
- Paterlini, Luigi (1923–1974), italienischer Sprinter
- Paterlini, Thierry (* 1975), Schweizer Eishockeyspieler
- Paterlini-Bréchot, Patrizia (* 1954), italienische Zellbiologin, Onkologin und Hochschullehrerin
- Patermann, Christian (* 1942), deutscher Jurist, EU-Beamter und Bioökonomieberater
- Patermann, Georg (1580–1628), deutscher Komponist und Organist
- Patermann, Servulus (1901–1943), deutscher römisch-katholischer Ordensbruder, Kapuziner und Märtyrer
- Paterna, Erich (1897–1982), deutscher Historiker
- Paterna, Peter (1937–2018), deutscher Politiker (SPD), MdB
- Paternain, Miguel (1894–1970), uruguayischer Ordensgeistlicher, Bischof von Florida
- Paternius Maternus, römischer Offizier (Kaiserzeit)
- Paternó di Manchi di Bilici, Gaetano (1879–1949), italienischer Diplomat
- Paterno, August (1935–2007), österreichischer Fernsehkaplan
- Paterno, Bill (* 1955), US-amerikanischer Basketballtrainer und ehemaliger -spieler
- Paternò, Emanuele (1847–1935), italienischer Chemiker
- Paternò, Giovanni († 1511), italienischer Geistlicher und Erzbischof von Palermo
- Paterno, Hugo (1896–1944), österreichischer Zollwachebeamter und Widerstandskämpfer im Dritten Reich
- Paternò, Ignazio (* 1980), italienischer Manager
- Paterno, Joe (1926–2012), US-amerikanischer Trainer im College FootballJoe Paterno (1926–2012)

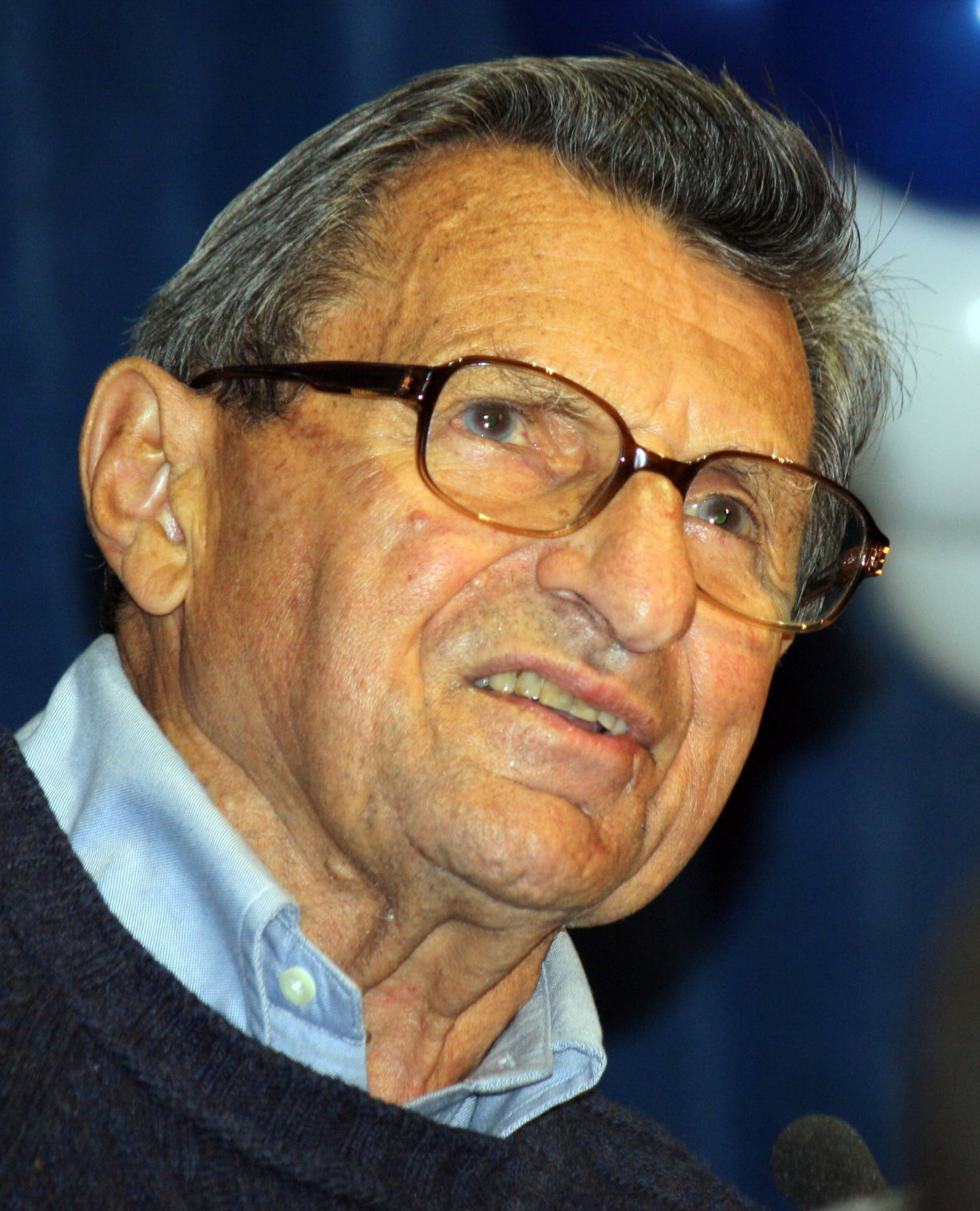
Joe Paterno (1926–2012)

- Paterno, Pedro (1857–1911), philippinischer Politiker, Unabhängigkeitsaktivist und Mitglied der Katipunan
- Paterno, Vicente (1925–2014), philippinischer Politiker und Wirtschaftsmanager
- Paternò-Castello, Antonino (1852–1914), italienischer Politiker
- Paternóster, Fernando (1903–1967), argentinischer Fußballspieler
- Paternóster, Henri (1908–2007), belgischer Florettfechter
- Paternoster, Letizia (* 1999), italienische Radsportlerin
- Paternostermaker, Hinrik († 1384), Lübecker Aufständischer, Führer der Knochenhauer
- Paternostro, Rob (* 1977), US-amerikanisch-italienischer Basketballspieler und -trainer
- Paternostro, Roberto (* 1957), österreichischer Dirigent
- Paternotte de la Vaillée, Alexandre (1923–2014), belgischer Diplomat
- Paternus Clementianus, Claudius, römischer Statthalter
- Paternus von Vannes, keltischer Heiliger
- Paterok, Tim (* 1992), deutscher Fußballspieler
- Paterski, Maciej (* 1986), polnischer Radrennfahrer
- Paterson, Ada Gertrude (1880–1937), neuseeländische Schulärztin und Direktorin der School Hygiene Devision des Department of Health
- Paterson, Alan (1928–1999), schottischer Hochspringer
- Paterson, Andrew Barton (1864–1941), australischer Dichter, Schriftsteller und Journalist
- Paterson, Basil (1926–2014), US-amerikanischer Jurist und Politiker (Demokratische Partei)
- Paterson, Ben (* 1982), amerikanischer Jazzmusiker (Piano, Orgel, Komposition)
- Paterson, Bill (1930–2002), schottischer Fußballspieler und -trainer
- Paterson, Bill (* 1945), britischer SchauspielerBill Paterson (* 1945)

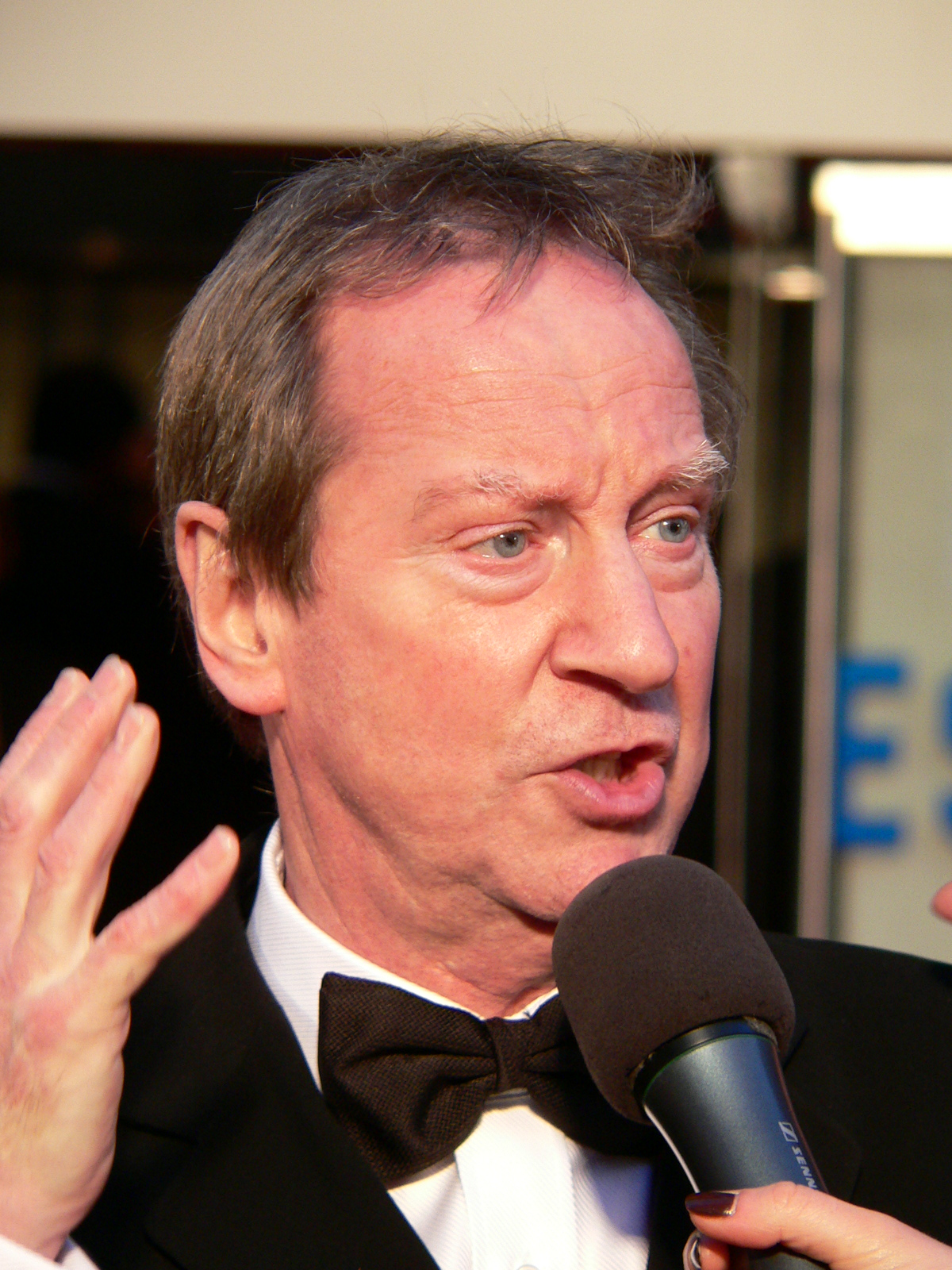
Bill Paterson (* 1945)

- Paterson, Callum (* 1994), schottischer Fußballspieler
- Paterson, Chris (* 1978), schottischer Rugbyspieler
- Paterson, Clifford Copland (1879–1948), englischer Elektrotechniker
- Paterson, David (* 1954), US-amerikanischer Politiker
- Paterson, David L. (* 1966), US-amerikanischer Drehbuchautor, Schauspieler und Filmproduzent
- Paterson, Don (* 1963), schottischer Autor und Musiker
- Paterson, Emma (1848–1886), englische Frauenrechtlerin
- Paterson, Eric (1929–2014), kanadischer Eishockeytorwart
- Paterson, Esther (1892–1971), australische Malerin und Illustratorin
- Paterson, Fred (1897–1977), australischer Rechtsanwalt und Kommunist
- Paterson, Gary (* 1949), kanadischer Geistlicher der United Church of Canada
- Paterson, George (1906–1996), britischer Jurist und Kolonialbeamter
- Paterson, Gil (* 1942), schottischer Politiker
- Paterson, Iain (* 1973), schottischer Opern- und Konzertsänger (Bassbariton)
- Paterson, Ian, britischer Chemiker
- Paterson, Isabel (1886–1961), US-amerikanische Schriftstellerin, Journalistin und Literaturkritikerin
- Paterson, Jackie (1920–1966), britischer Boxer im Fliegengewicht
- Paterson, James (1854–1932), schottischer Maler des Spätimpressionismus
- Paterson, Jamie (* 1991), englischer Fußballspieler
- Paterson, Jennifer, kanadische Biathletin
- Paterson, John (1744–1808), US-amerikanischer Offizier, Jurist und Politiker
- Paterson, John († 1832), schottischer Architekt
- Paterson, Katherine (* 1932), US-amerikanische SchriftstellerinKatherine Paterson (* 1932)

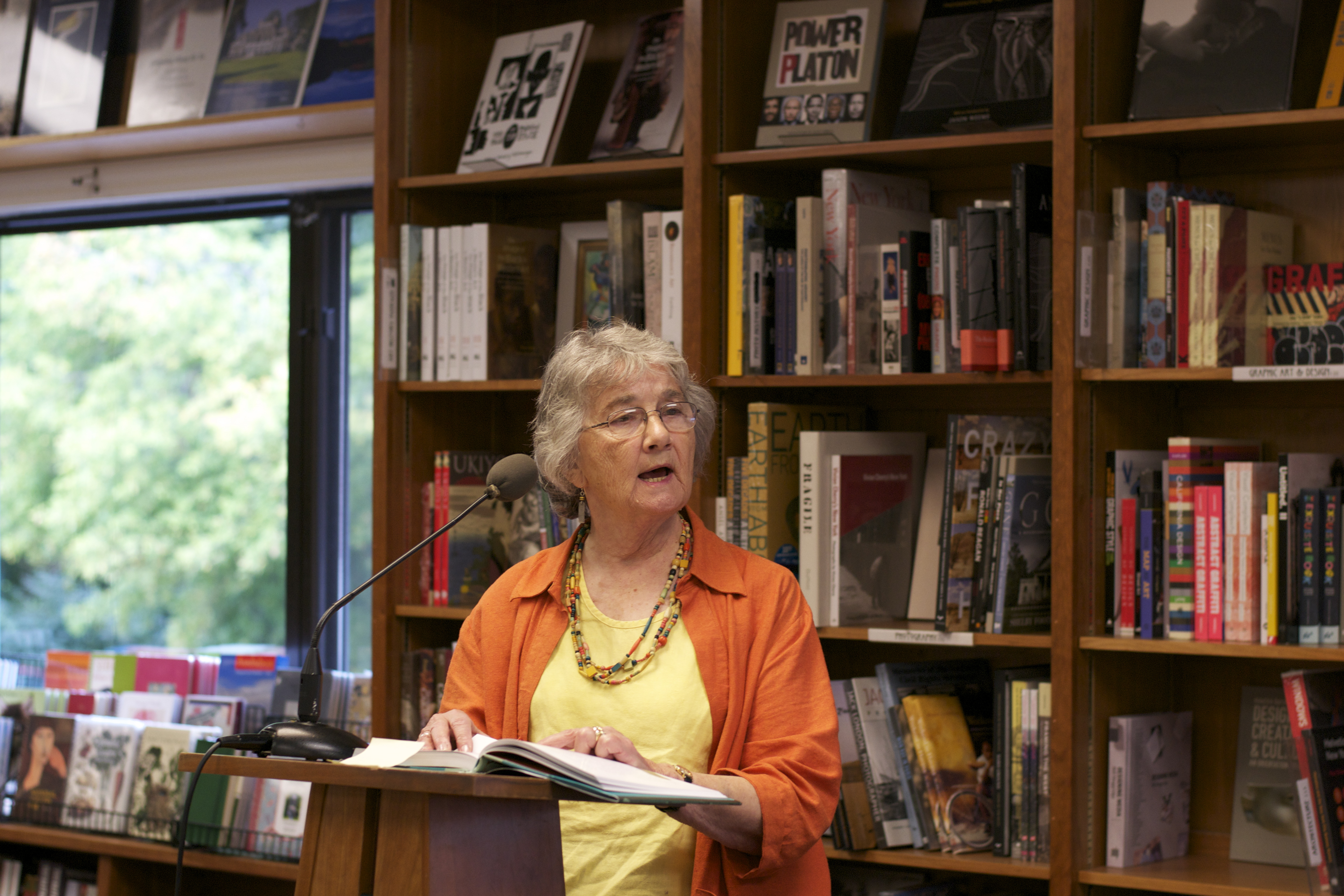
Katherine Paterson (* 1932)

- Paterson, Katie (* 1981), schottische Installationskünstlerin
- Paterson, Lesley (* 1980), schottische Triathletin
- Paterson, Mark, britischer Tontechniker
- Paterson, Mark (1947–2022), neuseeländischer Regattasegler
- Paterson, Martin (* 1987), nordirischer Fußballspieler und -trainer
- Paterson, Matthew (* 1967), britischer Politologe und Hochschullehrer
- Paterson, Mike (* 1942), britischer Informatiker
- Paterson, Neil (1915–1995), schottischer Fußballspieler und Drehbuchautor
- Paterson, Owen, australischer Filmschaffender
- Paterson, Owen (* 1956), britischer Politiker (Conservative Party)
- Paterson, Richard (* 1949), schottischer Meister-BlenderRichard Paterson (* 1949)

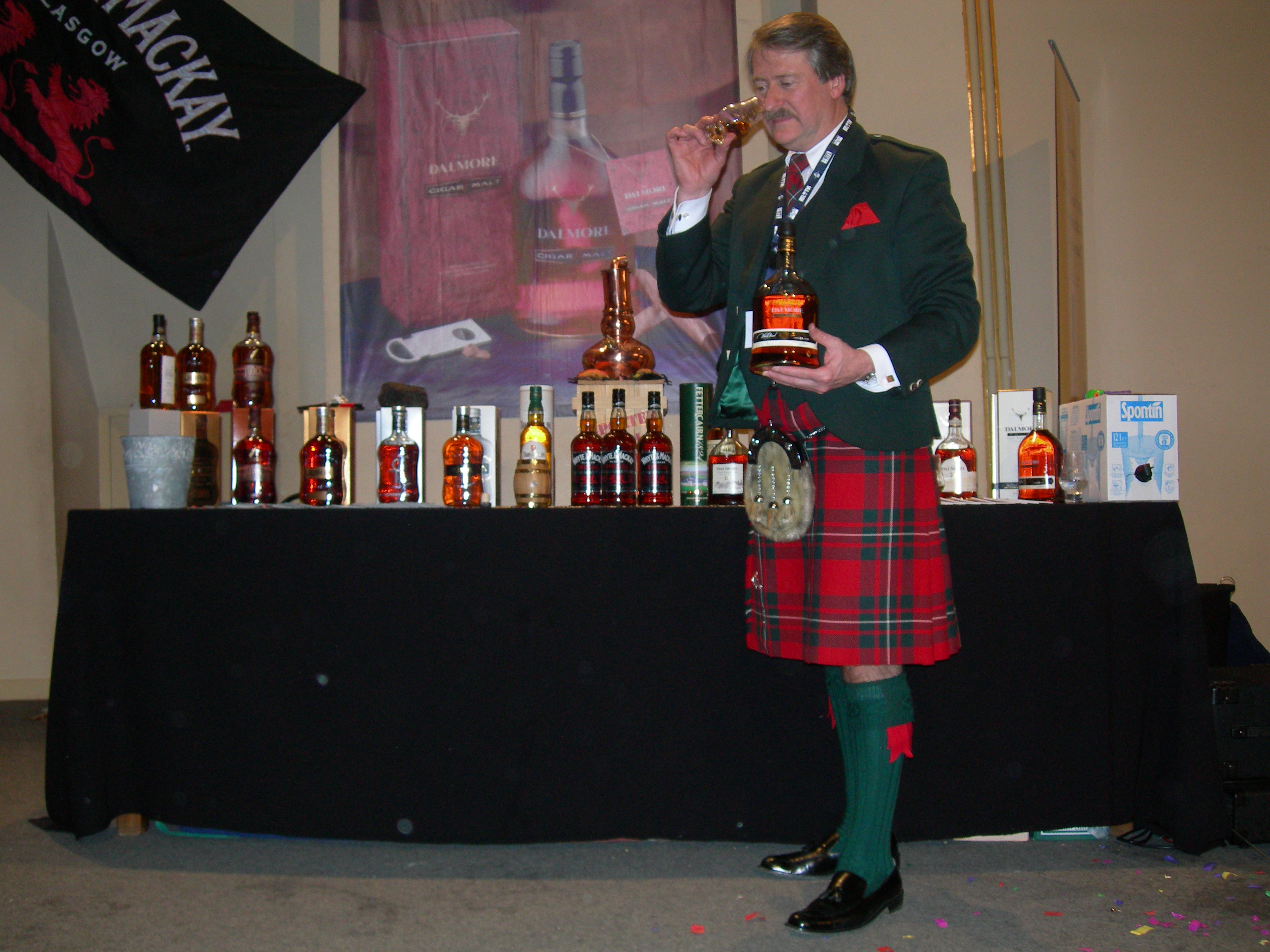
Richard Paterson (* 1949)

- Paterson, Rick (* 1958), kanadischer Eishockeyspieler, -trainer, -scout und -funktionär
- Paterson, Robert (* 1949), britischer Theologe; Bischof von Sodor und Man
- Paterson, Rolf (1941–2017), kanadischer Badmintonspieler und -funktionär
- Paterson, Steven, schottischer Politiker der Scottish National Party (SNP)
- Paterson, Thomas G. (* 1941), US-amerikanischer Historiker
- Paterson, Thomas J. (1805–1885), US-amerikanischer Politiker
- Paterson, Thomas Wilson (1851–1921), kanadischer Politiker, Vizegouverneur von British Columbia
- Paterson, Tim (* 1956), US-amerikanischer Unternehmer und Programmierer
- Paterson, William (1658–1719), schottischer Kaufmann, Autor und Politiker
- Paterson, William (1745–1806), US-amerikanischer Staatsmann, Richter am Supreme Court
- Paterson, William (1755–1810), Gouverneur in Tasmanien und von New South Wales in Australien
- Paterson, William (1839–1914), Politiker der Liberalen Partei Kanadas
- Paterson, William E. (* 1941), britischer Politikwissenschaftler und Hochschullehrer
- Paterson-Robinson, James (* 1978), australischer Springreiter
- Pateryn, Greg (* 1990), US-amerikanischer Eishockeyspieler und -scout
- Pates, Colin (* 1961), englischer Fußballspieler
- Pates, Jake (* 1998), US-amerikanischer Snowboarder
- Pates, Richard Edmund (* 1943), US-amerikanischer Geistlicher und römisch-katholischer Bischof von Des Moines
- Patesko (1910–1988), brasilianischer Fußballspieler
- Patey, Charles George Edward (1811–1881), britischer Admiral und Kolonialadministrator
- Patey, Janet Monach (1842–1894), englische Sängerin (Alt/Kontraalt)
- Patey, Larry (* 1953), kanadischer Eishockeyspieler
- Patey, Tom (1932–1970), britischer Bergsteiger
- Patey-Grabowska, Alicja (* 1937), polnische Lyrikerin, Kinderbuchautorin, Übersetzerin und Literaturkritikerin

### Patg
- Patgorski, John (* 1986), US-amerikanischer Pokerspieler

### Path
- Pathak, Gopal Swarup (1896–1982), indischer Politiker und Vizepräsident
- Pathak, Parag (* 1980), US-amerikanischer Ökonom
- Pathak, Raghunandan Swarup (1924–2007), indischer Richter, Präsident des Obersten Gerichtshofs Indiens (1986–1989)
- Pathalil, Joseph (1937–2022), indischer Geistlicher, römisch-katholischer Bischof von Udaipur
- Pathé, Charles (1863–1957), französischer Unternehmer und ein Pionier der Filmindustrie
- Pathé, Moritz (1893–1956), deutscher Maler und Buchillustrator
- Pathenheimer, Waltraut (1932–2018), deutsche Fotografin
- Pathirage, Rumesh Tharanga (* 2003), sri-lankischer Speerwerfer
- Pathirana, Matheesha (* 2002), sri-lankischer Cricketspieler
- Pathman, Mollie (* 1992), US-amerikanische Fußballspielerin
- Pathmanathan, Kanagasabai (1948–2009), sri-lankischer Politiker
- Pathmanathan, Selvarasa (* 1955), sri-lankischer Anführer der Tamil Tigers in Sri-Lanka
- Pathomchai Seaisakul (* 1988), thailändischer Fußballspieler
- Pathompol Charoenrattanapirom (* 1994), thailändischer Fußballspieler
- Pathomtat Sudprasert (* 1993), thailändischer Fußballspieler
- Pathus, Hans-Joachim (1936–2022), deutscher Leichtathlet
- Pathy, Mark (* 1969), kanadischer Unternehmer, Philanthrop und Raumfahrer

### Pati
- Pati, Jogesh (* 1937), indischer Physiker
- Patia, Tupou (* 1984), Fußballschiedsrichterin von den Cookinseln
- Patiaschwili, Dschumber (* 1939), sowjetischer bzw. georgischer Politiker
- Patience, Luke (* 1986), britischer Segler
- Patience, Olivier (* 1980), französischer Tennisspieler
- Patiens, Bischof von Metz, Heiliger
- Patijn, Leonardus (1718–1778), niederländischer Mediziner und Stadtarzt von Rotterdam
- Patijn, Schelto (1936–2007), niederländischer Politiker (PvdA), Bürgermeister von Amsterdam
- Patil, Pratibha (* 1934), indische Rechtsanwältin und PolitikerinPratibha Patil (* 1934)

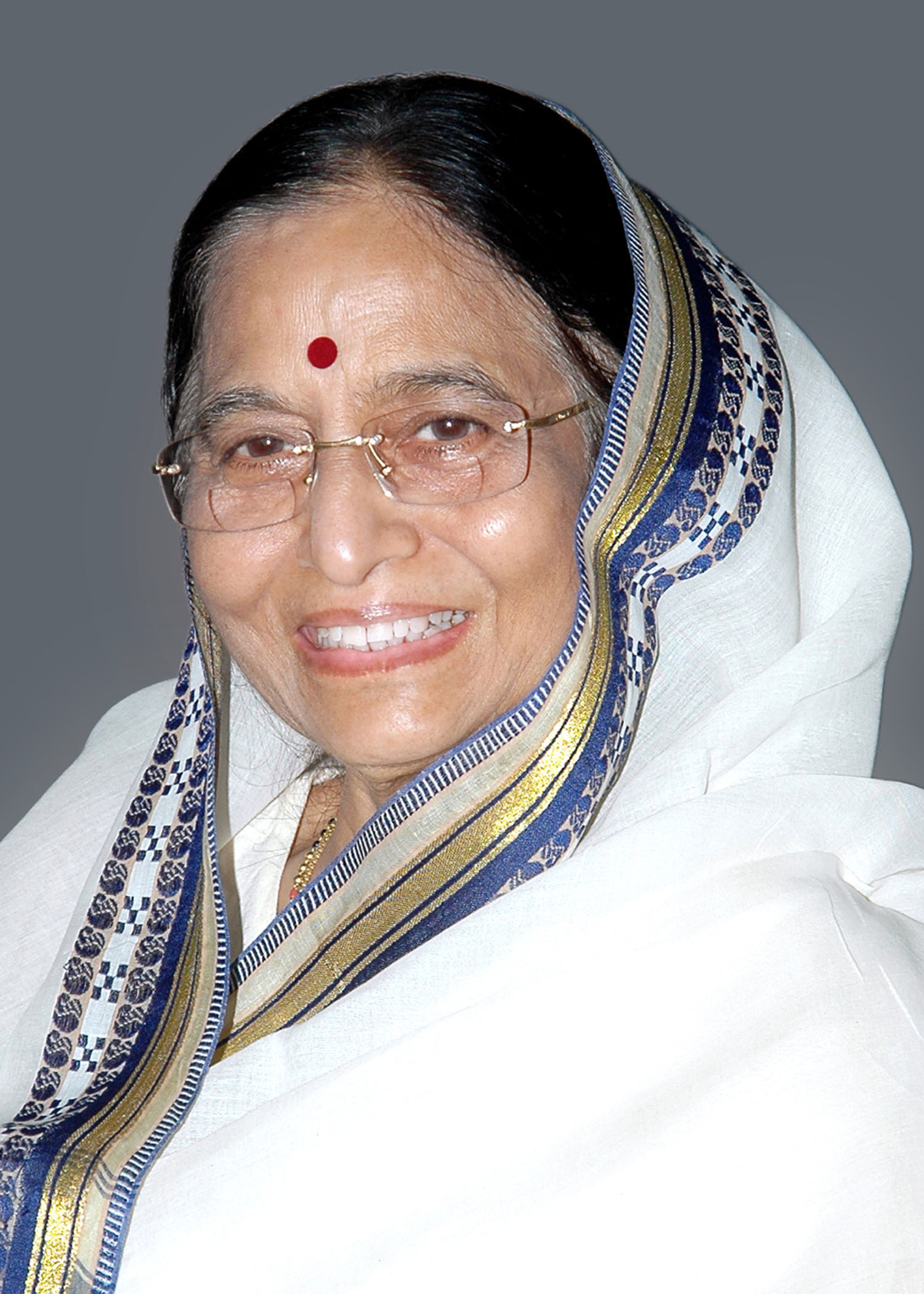
Pratibha Patil (* 1934)

- Patil, Rudrankksh (* 2003), indischer Sportschütze
- Patil, Sadashiv Kanoji (1900–1981), indischer Politiker
- Patil, Sandeep (* 1956), indischer Cricketspieler
- Patil, Smita (1955–1986), indische Filmschauspielerin
- Patil, Vasantrao (1917–1989), indischer Politiker
- Patil, Veerendra (1924–1997), indischer Politiker, Lok Sabha- und Rajya Sabha-Mitglied, Unionsminister, Chief Minister von Mysore beziehungsweise Karnataka
- Patilineț, Vasile (1923–1984), rumänischer Politiker (PCR)
- Patin, Charles (1633–1693), französischer Arzt und Numismatiker
- Patin, Guy (1601–1672), französischer Gelehrter und Arzt
- Patin, Henri (1793–1876), französischer Altphilologe und Mitglied der Académie française
- Patin, Maurice (1895–1962), französischer Jurist
- Patin, Wilhelm August (* 1879), deutscher Theologe und SS-Funktionär
- Patinir, Joachim († 1524), niederländischer Maler und Zeichner
- Patinkin, Don (1922–1995), US-amerikanischer Ökonom
- Patinkin, Mandy (* 1952), US-amerikanischer Schauspieler und SängerMandy Patinkin (* 1952)

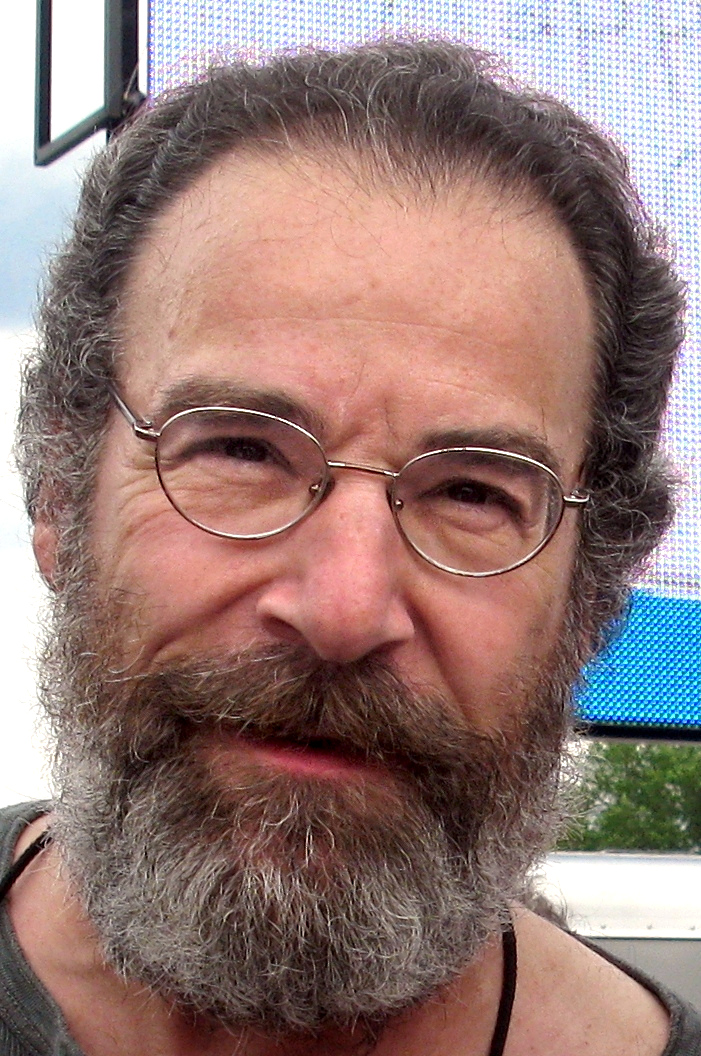
Mandy Patinkin (* 1952)

- Patiño Leal, Eduardo Porfirio (* 1949), mexikanischer Geistlicher, emeritierter römisch-katholischer Bischof von Córdoba
- Patiño Velázquez, Miguel (1938–2019), mexikanischer Geistlicher, römisch-katholischer Bischof von Apatzingán
- Patiño y Rosales, José de (1666–1736), spanischer Staatsmann
- Patiño, Amber (* 2001), US-amerikanische Schauspielerin und Sängerin
- Patiño, Antenor (1896–1982), bolivianischer Unternehmer und Diplomat
- Patino, Charlie (* 2003), englischer Fußballspieler
- Patiño, Christian (* 1975), mexikanischer Fußballspieler
- Patiño, David (* 1967), mexikanischer Fußballspieler
- Patiño, Hugo (* 1965), US-amerikanischer Karambolagespieler
- Patiño, Javier (* 1988), philippinisch-spanischer Fußballspieler
- Patiño, Luis (* 1993), mexikanischer Tennisspieler
- Patiño, Odín (* 1983), mexikanischer Fußballtorhüter
- Patiño, Paula (* 1997), kolumbianische Radrennfahrerin
- Patiño, Ricardo (* 1954), ecuadorianischer Politiker
- Patiño, Simón I. (1862–1947), bolivianischer Zinn-Baron
- Patio, Didier (* 1980), französischer Fußballspieler
- Patipan Un-Op (* 1995), thailändischer Fußballspieler
- Patipanchai Phothep (* 2003), thailändischer Fußballspieler
- Patiparn Phetphun (* 1980), thailändischer Fußballspieler
- Patipat Kamsat (* 1996), thailändischer Fußballspieler
- Patipat Robroo (* 1981), thailändischer Fußballtrainer
- Patiphan Pinsermsootsri (* 1996), thailändischer Fußballspieler
- Patiphol Thosaeng (* 2003), thailändischer Fußballspieler
- Patir, Ruth (* 1984), israelische Künstlerin
- Patırer, Okan (* 1979), türkischer Schauspieler
- Patiris, Dan (1930–2022), US-amerikanischer Studio- und Jazzmusiker (Holzblasinstrumente)
- Patirup Wongthep (* 2006), thailändischer Fußballspieler
- Patis, Giorgos (* 1983), griechischer Badmintonspieler
- Patissier, Isabelle (* 1967), französische Kletterin
- Patisson, Danik (1939–2016), französische Film- und Theaterschauspielerin
- Patitucci, John (* 1959), US-amerikanischer Jazz-Bassist
- Patitz, Albert (1906–1978), deutscher Architekt
- Patitz, Tatjana (1966–2023), deutsches ModelTatjana Patitz (1966–2023)

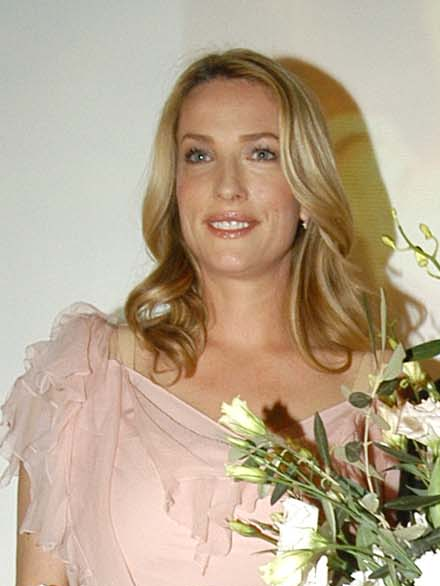
Tatjana Patitz (1966–2023)

- Patiwat Khammai (* 1994), thailändischer Fußballspieler
- Patíz, Vicente (* 1976), deutscher Gitarrist

### Patj
- Patje, Christian Ludwig Albrecht (1748–1817), deutscher Beamter und Publizist, schuf den Vorläufer für das Adressbuch Hannover
- Patjuk, Jekaterina (* 1983), estnische Leichtathletin

### Patk
- Patka, Erika (* 1942), österreichische Archivarin, Kunstkonsulentin und Kuratorin
- Patka, Marcus G. (* 1966), österreichischer Historiker und Germanist
- Patka, Pavel (* 1987), tschechischer Fußballspieler
- Patkanjan, Rafael (1830–1892), armenischer Autor und Schriftsteller
- Patkanow, Serafim Keropowitsch (1860–1918), russischer Statistiker, Ökonom und Ethnograph
- Patkar, Medha (* 1954), indische Ökologin und Bürgerrechtlerin
- Patkoló, Roman (* 1982), slowakischer Kontrabass-Spieler
- Pátková, Irena, tschechische Badmintonspielerin
- Patkowski, Józef (1929–2005), polnischer Komponist, Musikwissenschaftler und -pädagoge
- Patkul, Alexander von (1817–1877), russischer General der Infanterie
- Patkul, Georg Reinhold von (1657–1723), schwedischer Generalmajor
- Patkul, Gustav Heinrich von (1698–1778), livländischer Landmarschall und Landrat
- Patkul, Johann Jakob von (1757–1811), estländischer Gouvernements-Adelsmarschall
- Patkul, Johann Reinhold von (1660–1707), livländischer und sächsischer StaatsmannJohann Reinhold von Patkul (1660–1707)

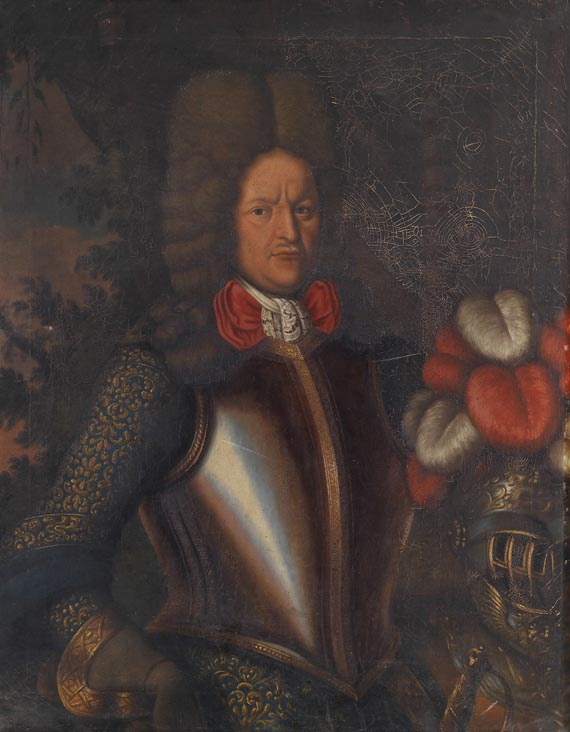
Johann Reinhold von Patkul (1660–1707)

- Patkul, Rudolph von (1800–1856), Ritterschaftshauptmann der Estländischen Ritterschaft

### Patl
- Patlán, José Antonio (* 1983), mexikanischer Fußballspieler
- Patler, John (* 1938), US-amerikanischer Attentäter

### Patm
- Patman, William Neff (1927–2008), US-amerikanischer Politiker
- Patman, Wright (1893–1976), US-amerikanischer Politiker
- Patmore, Coventry (1823–1896), britischer Dichter und Literaturkritiker

### Patn
- Patnaik, Biju (1916–1997), indischer Politiker, Rajya-Sabha- und Lok-Sabha-Mitglied, Unionsminister, Chief Minister von Orissa
- Patnaik, Naveen (* 1946), indischer Politiker
- Patneaude, Brian (* 1974), US-amerikanischer Jazzmusiker und Komponist

### Pato
- Pato, Cristina (* 1980), spanische Gaitaspielerin und Pianistin
- Pato, Luke, südafrikanischer anglikanischer Theologe
- Patocchi, Aldo (1907–1986), Schweizer Grafiker und Holzschnittkünstler
- Patocchi, Giuseppe (1822–1891), Schweizer Politiker
- Patocchi, Michele (1837–1897), Schweizer Anwalt, Staatsarchivar, Politiker, Tessiner Grossrat und Staatsrat
- Patocchi, Pericle (1911–1968), Schweizer Schriftsteller und Lehrer
- Patock, Coelestin (1927–2008), deutscher Theologe und Ostkirchenkundler
- Patocka, Franz (1951–2021), österreichischer Sprachwissenschaftler
- Patočka, Jan (1907–1977), tschechoslowakischer PhilosophJan Patočka (1907–1977)

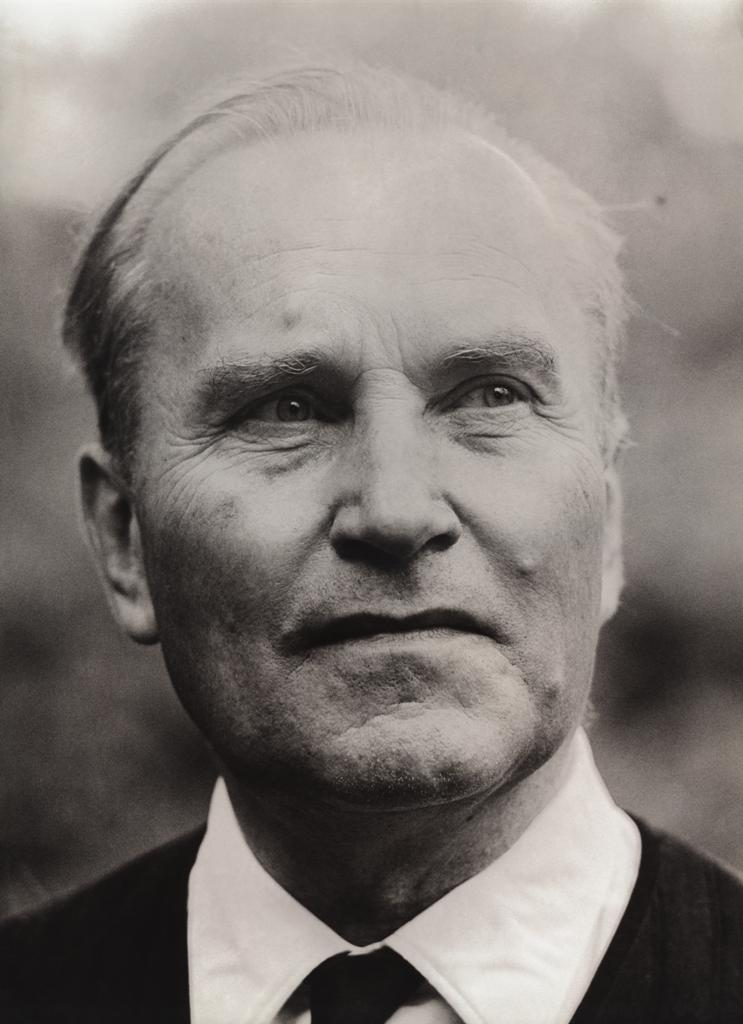
Jan Patočka (1907–1977)

- Patocka, Joost (* 1969), niederländischer Jazzmusiker
- Patocka, Jürgen (* 1977), österreichischer Fußballspieler und -trainer
- Patočková, Libuše (1933–2010), tschechoslowakische Skilangläuferin
- Patočková, Tereza (* 1994), tschechische Volleyballspielerin
- Patoczka, Günter (1956–2015), österreichischer Maler und Bühnenbildner
- Patodi, Vijay Kumar (1945–1976), indischer Mathematiker
- Patomäki, Heikki (* 1963), finnischer Politikwissenschaftler
- Paton Walsh, Jill (1937–2020), britische Schriftstellerin (Krimi, Jugendbuch)
- Paton, Alan (1903–1988), südafrikanischer Schriftsteller, Politiker und Apartheid-Gegner
- Paton, Andrew Archibald (1811–1874), britischer Schriftsteller und Diplomat
- Paton, Angela (1930–2016), US-amerikanische Schauspielerin
- Paton, Ben (* 2000), kanadischer Fußballspieler
- Paton, Borys (1918–2020), ukrainischer Wissenschaftler, Präsident der Nationalen Akademie der Wissenschaften der Ukraine
- Paton, David (* 1949), schottischer Bassist, Gitarrist und SängerDavid Paton (* 1949)

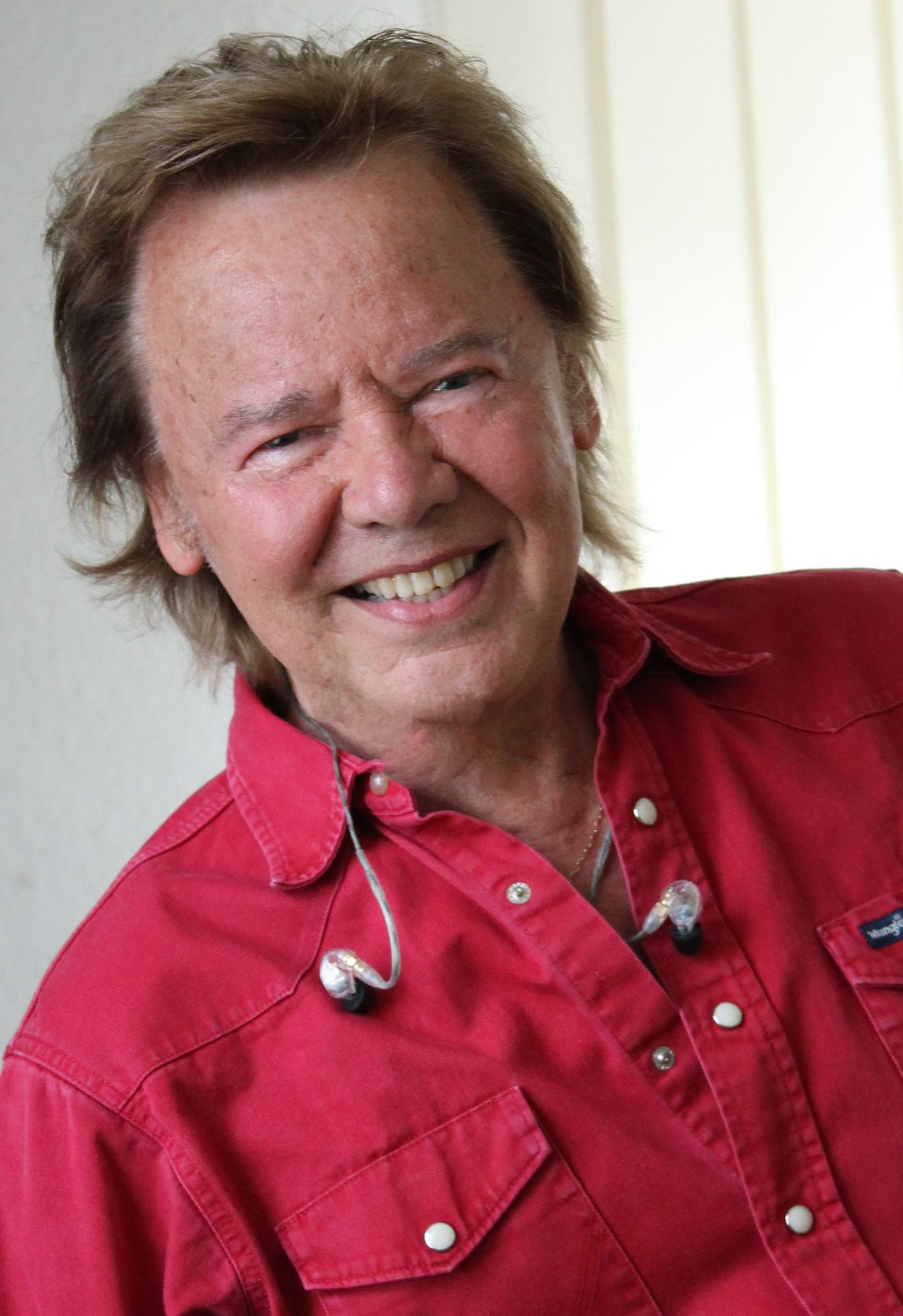
David Paton (* 1949)

- Paton, David-Lee (* 1985), deutsch-britischer Eishockeytorwart
- Paton, Diarmid Noel (1859–1928), schottischer Physiologe und Hochschullehrer
- Paton, Harry (* 1998), kanadischer Fußballspieler
- Paton, Herbert James (1887–1969), schottischer Philosoph
- Paton, James (1869–1917), britischer Seemann und Expeditionsteilnehmer
- Paton, Jewgeni Oskarowitsch (1870–1953), sowjetischer Wissenschaftler
- Paton, Joseph Noel (1821–1901), schottischer Künstler
- Paton, Paul (* 1987), nordirischer Fußballspieler
- Paton, Robert (1854–1905), schottischer Fußballspieler
- Paton, William (1917–1993), britischer Pharmakologe
- Paton, William Roger (1857–1921), schottischer Klassischer Philologe und Epigraphiker
- Patonay, Karl (1838–1895), österreichischer Schauspieler
- Patorni, Jacqueline (1917–2002), französische Tennisspielerin
- Patorra, Leonie (* 2001), deutsche Handballspielerin
- Patou, Georges, belgischer Radrennfahrer
- Patou, Jean (1878–1914), belgischer Radrennfahrer
- Patou, Jean (1887–1936), französischer Modeschöpfer und DesignerJean Patou (1887–1936)

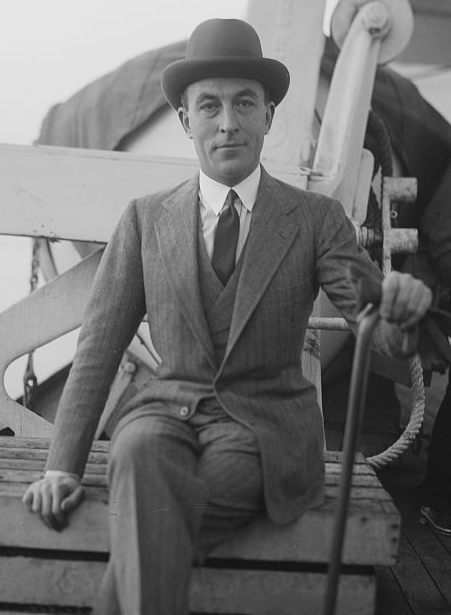
Jean Patou (1887–1936)

- Patou-Mathis, Marylène (* 1955), französische Urgeschichtlerin
- Patouillard, Narcisse Théophile (1854–1926), französischer Mykologe
- Patoulidou, Paraskevi (* 1965), griechische Hürdenläuferin und Olympiasiegerin
- Patoum (1911–2012), französischer Jazz- und Unterhaltungsmusiker
- Patour, Kilian (* 1982), französischer Radrennfahrer
- Patout, Pierre (1879–1965), französischer Architekt
- Patow, Bernhard von (1798–1858), deutscher Verwaltungsbeamter
- Patow, Otto (1847–1932), Hamburger Weingroßhändler, MdBü
- Patow, Robert von (1804–1890), deutscher Beamter und Politiker (LRP), MdR

### Patr
- Patrail, Mait (* 1988), estnischer Handballspieler
- Patrakejewa, Nadeschda Nikolajewna (1959–2014), russische Skirennläuferin
- Patrakka, Eedit, finnische Schauspielerin
- Patrão Neves, Maria do Céu (* 1959), portugiesische Politikerin, MdEP
- Patrapeamani, nubische Königin
- Patraquim, Luís Carlos (* 1953), mosambikanischer Schriftsteller, Dichter, Journalist und Drehbuchautor
- Patras, Abraham (1671–1737), Generalgouverneur von Niederländisch-Indien
- Pătraș, Stan Ioan (1908–1977), rumänischer Künstler
- Pătrășcanu, Lucrețiu (1900–1954), rumänischer Politiker, Minister, Anwalt, Soziologe und Ökonom
- Pătrășcoiu, Anca (* 1967), rumänische Schwimmerin
- Pătrașcu, Bogdan (* 1979), rumänischer Fußballspieler
- Pătrașcu, Cerasela (* 1992), rumänische Kunstturnerin
- Pătrașcu, Florin (* 1986), rumänischer Fußballspieler
- Patrasová, Dagmar (* 1956), tschechische Schauspielerin, Sängerin und Moderatorin
- Patrat, Joseph (1733–1801), französischer Librettist und Schauspieler
- Patrekur Jóhannesson (* 1972), isländischer Handballtrainer und -spieler
- Patrese, Riccardo (* 1954), italienischer Formel-1-RennfahrerRiccardo Patrese (* 1954)

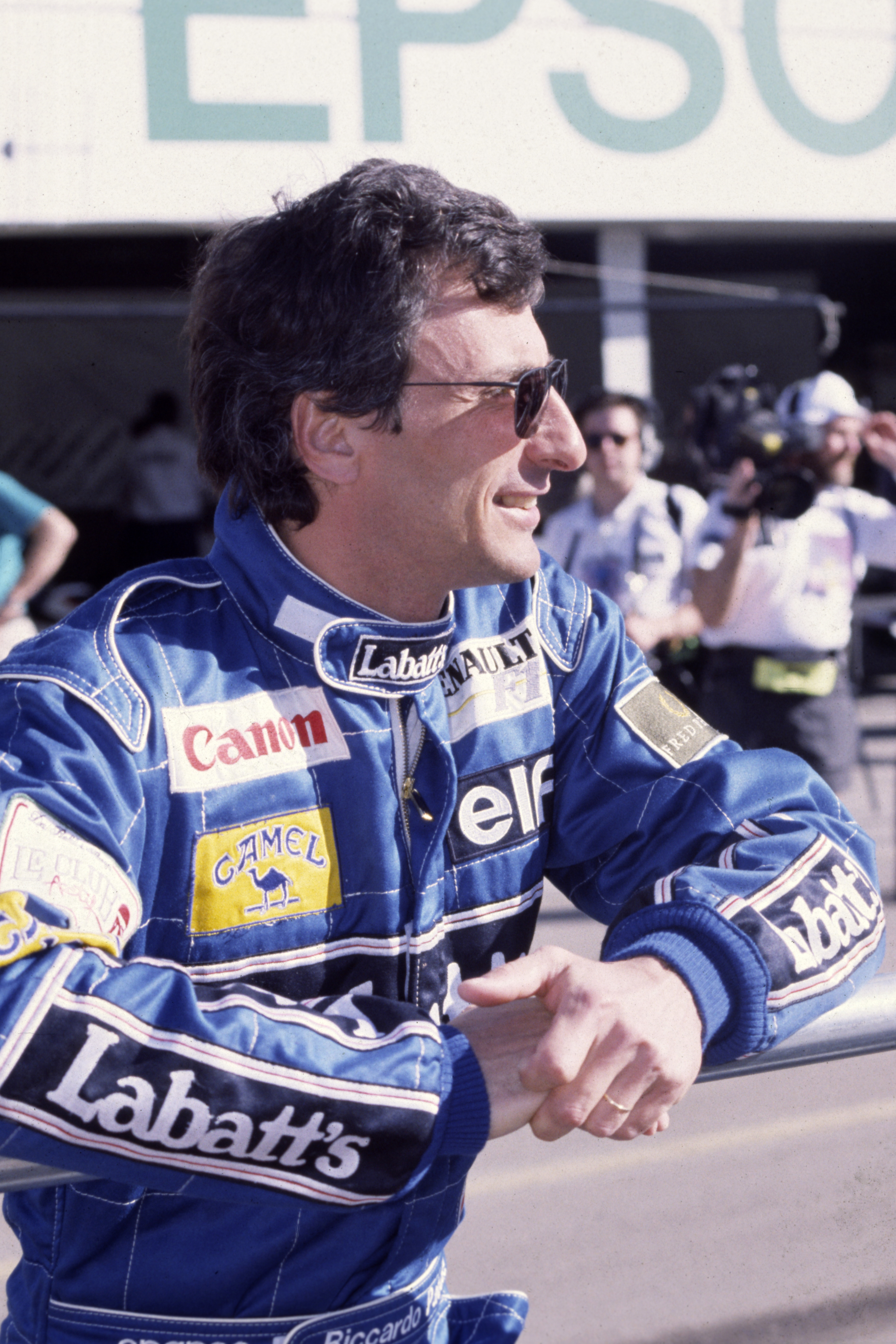
Riccardo Patrese (* 1954)

- Patria, Franco (1943–1964), italienischer Rennfahrer
- Patria, Jacques-Julien-Émile (1915–2001), römisch-katholischer Bischof von Périgueux
- Patriarca, Emilio (* 1937), italienischer Geistlicher und Bischof von Monze
- Patriarca, Raymond (1908–1984), US-amerikanischer Gangster
- Patric (* 1993), spanischer Fußballspieler
- Patric, Jason (* 1966), US-amerikanischer SchauspielerJason Patric (* 1966)

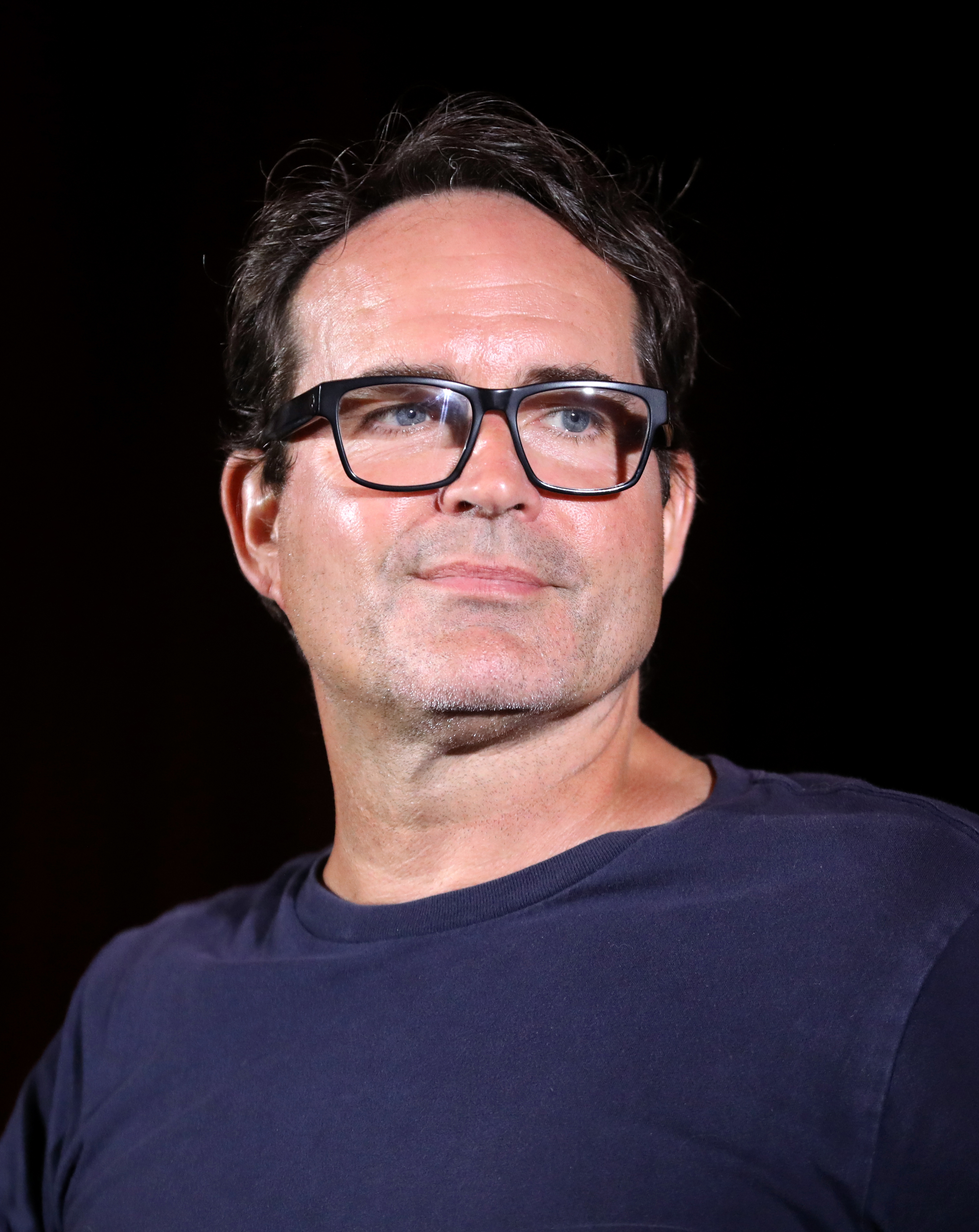
Jason Patric (* 1966)

- Patric, Michael, irisch-kanadischer Schauspieler und Synchronsprecher
- Patrice, Jean-Philippe (* 1997), französischer Säbelfechter
- Patrice, Sébastien (* 2000), französischer Säbelfechter
- Patricia of Connaught (1886–1974), Mitglied der britischen Königsfamilie aus dem Haus Sachsen-Coburg und Gotha
- Patricia, Matt (* 1974), US-amerikanischer American-Football-Trainer
- Patriciello, Aldo (* 1957), italienischer Politiker, MdEP
- Patrício, António (1878–1930), portugiesischer Dramatiker, Schriftsteller und Diplomat
- Patrício, José Gonçalves Martins (* 1954), angolanischer Manager, Politiker und Diplomat
- Patricio, Pierre (* 1960), philippinischer autodidaktischer Maler
- Patrício, Rui (* 1988), portugiesischer Fußballtorhüter
- Patricius, Anführer von jüdischen Aufständischen gegen den römischen Unterkaiser Constantius Gallus
- Patricius, Unterkaiser Leos I. von Byzanz, Sohn Aspars
- Patricius von Prusa, Bischof und Märtyrer
- Patrick (* 1992), brasilianischer Fußballspieler
- Patrick de Chaworth († 1258), anglonormannischer Adliger
- Patrick mit Absicht, deutscher Rapper
- Patrick von Irland, Missionar und Nationalheiliger von Irland und Island
- Patrick, 5. Earl of Atholl († 1242), schottischer Magnat
- Patrick, Adrian (* 1973), britischer Sprinter
- Patrick, Anna, kanadische Badmintonspielerin
- Patrick, Barbara (* 1961), US-amerikanische Schauspielerin
- Patrick, Brian, US-amerikanischer Moderator und Journalist
- Patrick, Burton D. (* 1935), US-amerikanischer Offizier, Generalleutnant der US-Army
- Patrick, Butch (* 1953), US-amerikanischer SchauspielerButch Patrick (* 1953)

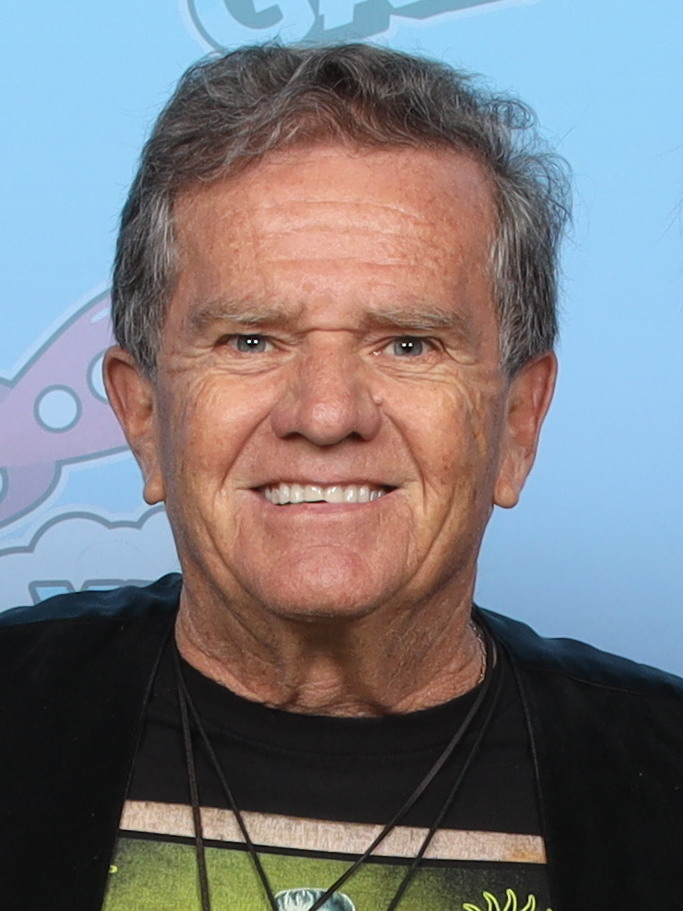
Butch Patrick (* 1953)

- Patrick, Craig (* 1946), US-amerikanischer Eishockeyspieler, -trainer, -funktionär und -scout
- Patrick, Dan (* 1950), US-amerikanischer Politiker
- Patrick, Danica (* 1982), US-amerikanische AutomobilrennfahrerinDanica Patrick (* 1982)

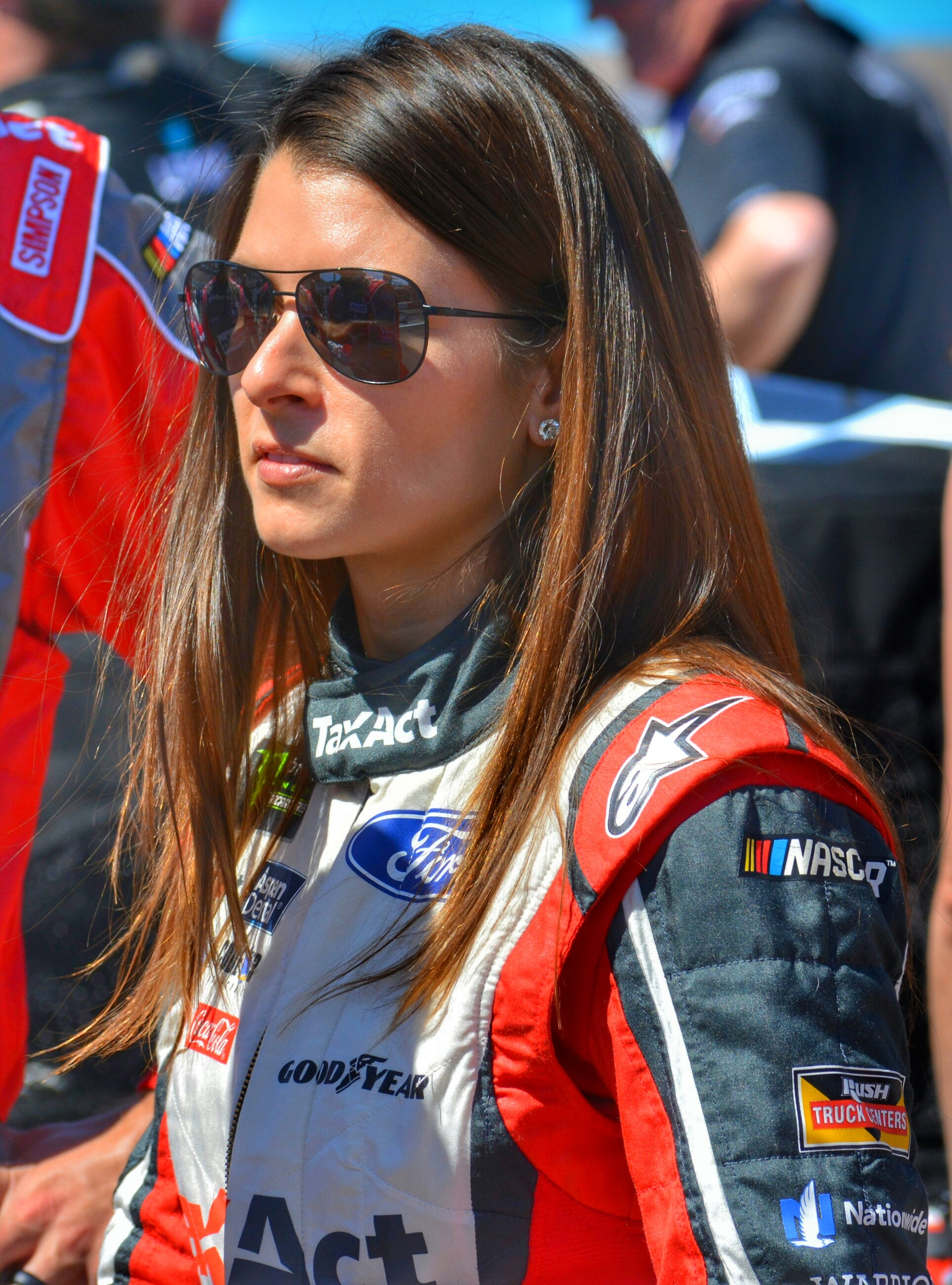
Danica Patrick (* 1982)

- Patrick, David (* 1960), US-amerikanischer Leichtathlet
- Patrick, David M. (* 1947), englischer Organist
- Patrick, Dennis (1918–2002), US-amerikanischer Schauspieler
- Patrick, Deval (* 1956), US-amerikanischer Gouverneur
- Patrick, Dorothy (1921–1987), kanadisch-amerikanische Schauspielerin
- Patrick, Edwin D. (1894–1945), US-amerikanischer Offizier, Generalmajor der US-Army
- Patrick, Elizabeth (* 1985), australische Ruderin
- Patrick, Frank (1885–1960), kanadischer Eishockeyspieler, -trainer, -funktionär und -schiedsrichter
- Patrick, Fraser (* 1985), schottischer Snookerspieler
- Patrick, Fred (1965–1989), surinamisch-niederländischer Fußballspieler
- Patrick, Gail (1911–1980), US-amerikanische Schauspielerin
- Patrick, Jacob (* 2003), deutscher Basketballspieler
- Patrick, Jaele (* 1988), australische Wasserspringerin
- Patrick, James (* 1963), kanadischer Eishockeyspieler und -trainer
- Patrick, Jody (* 1978), kanadische Badmintonspielerin
- Patrick, Johannes (* 2001), deutscher Basketballspieler
- Patrick, John (1905–1995), US-amerikanischer Dramatiker und Drehbuchautor
- Patrick, John (* 1968), US-amerikanischer Basketballspieler und TrainerJohn Patrick (* 1968)

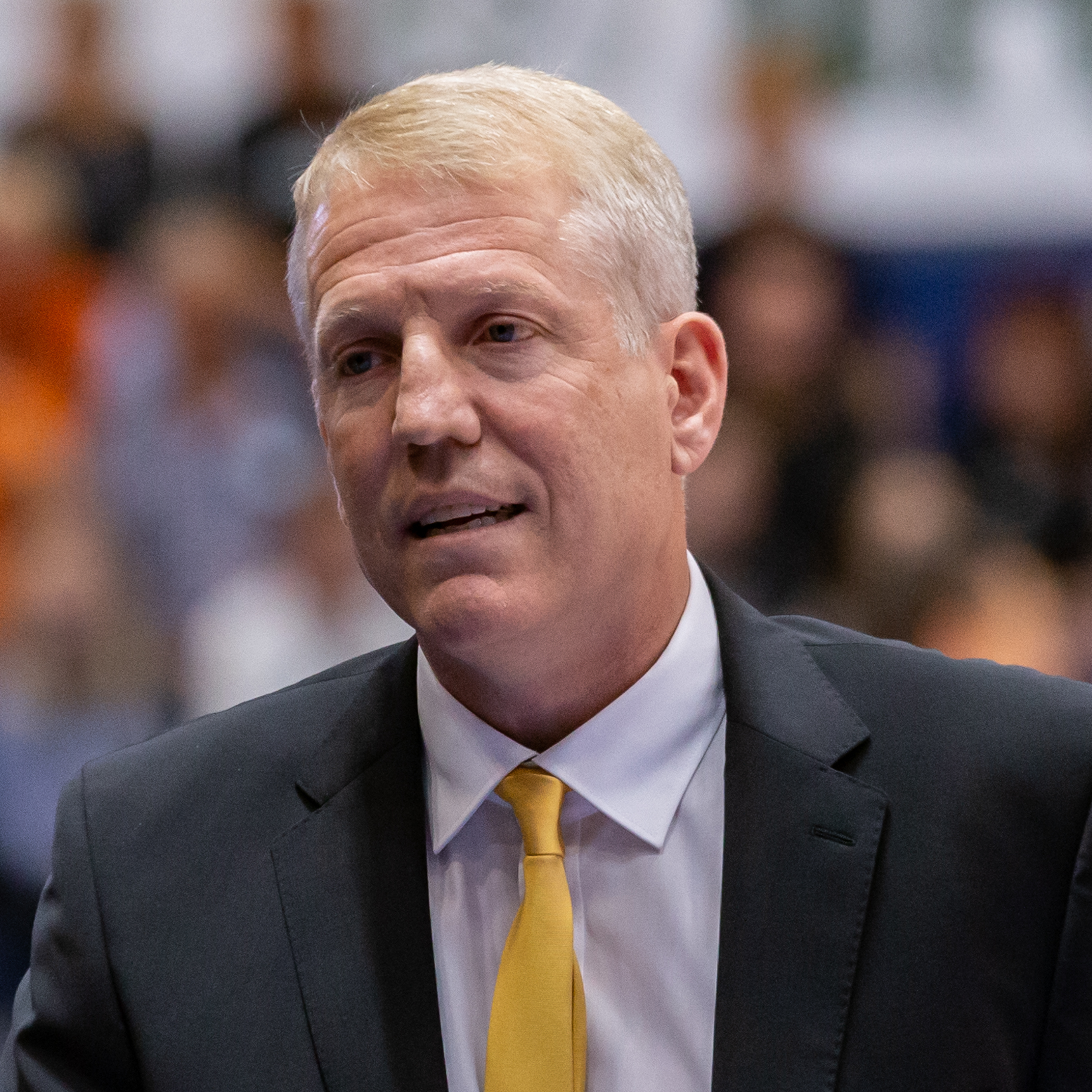
John Patrick (* 1968)

- Patrick, Kelly (* 1974), kanadischer Squashspieler
- Patrick, Lawrence (1920–2006), US-amerikanischer Ingenieur, Professor für Maschinenbau
- Patrick, Lee (1901–1982), US-amerikanische Schauspielerin
- Patrick, Leonard A., US-amerikanischer Offizier, Generalmajor der US Air Force
- Patrick, Lester (1883–1960), kanadischer Eishockeyspieler, -trainer und -funktionär
- Patrick, Luther (1894–1957), US-amerikanischer Rechtsanwalt und Politiker
- Patrick, Lynn (1912–1980), kanadischer Eishockeyspieler und -trainer
- Patrick, Nicholas (* 1964), US-amerikanischer Astronaut
- Patrick, Nigel (1913–1981), britischer Schauspieler
- Patrick, Nolan (* 1998), kanadischer Eishockeyspieler
- Patrick, Pat (1929–1991), US-amerikanischer Jazz-Saxophonist
- Patrick, Richard (* 1968), US-amerikanischer Sänger und Gitarrist
- Patrick, Robert (* 1958), US-amerikanischer Schauspieler und ProduzentRobert Patrick (* 1958)

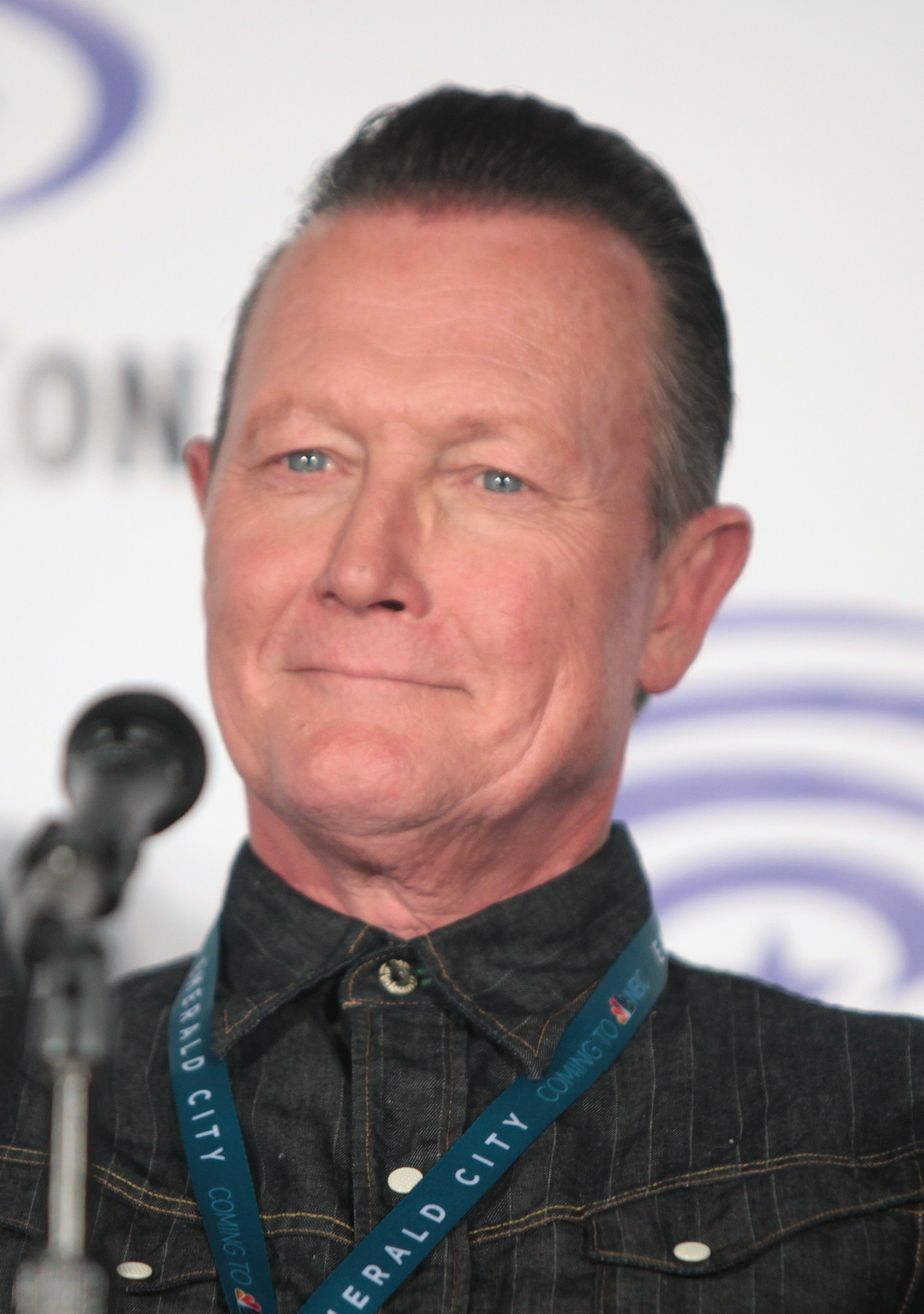
Robert Patrick (* 1958)

- Patrick, Ruth (1907–2013), US-amerikanische Botanikerin und Limnologin
- Patrick, Scooter (1932–2016), US-amerikanischer Autorennfahrer
- Patrick, Steve (* 1961), kanadischer Eishockeyspieler
- Patrick, Symphony (* 2007), Leichtathletin aus Trinidad und Tobago
- Patrick, Tera (* 1976), US-amerikanisches Fotomodell und Pornodarstellerin
- Patrick, Tim (* 1993), US-amerikanischer Footballspieler
- Patrick, William Donald (1889–1967), britischer Richter am Court of Session und dem Internationalen Militärgerichtshof für den Fernen Osten
- Patricksson, Axel William (* 1992), norwegischer Skirennläufer
- Patricolo, Giovanni (1789–1861), italienischer Maler
- Patridge, Audrina (* 1985), US-amerikanische Reality-TV-Darstellerin und Schauspielerin
- Patrie, Béatrice (* 1957), französische Juristin und Politikerin (Mouvement des citoyens), MdEP
- Patrignani, Gaudenzio (1755–1823), italienischer römisch-katholischer Ordensgeistlicher und Bischof von Ferentino
- Patrignani, Roberto (1935–2008), italienischer Motorradrennfahrer, Journalist, Schriftsteller und Abenteurer
- Patrijuks, Aleksandrs (* 1993), lettischer Biathlet
- Patrik Jean (* 1990), schwedischer Sänger und Songwriter
- Patrik, Miroslav (* 1963), tschechischer Geologe und Umweltaktivist
- Patrikejew, Juri Nikolajewitsch (* 1979), russischer bzw. armenischer Ringer
- Patrikejew, Wassian, russischer Adliger und Kleriker
- Patrikios, antiker griechischer Bronzeschmied
- Patrikiou-Kanellopoulou, Eleni (1901–1980), griechische Architektin
- Patrikow, Jancho (1944–2014), bulgarischer Ringer
- Patriota, Antonio (* 1954), brasilianischer Diplomat
- Patris, Stevick (* 1991), palauischer Gewichtheber
- Patrizi da Cherso, Francesco (1529–1597), venezianischer PhilosophFrancesco Patrizi da Cherso (1529–1597)

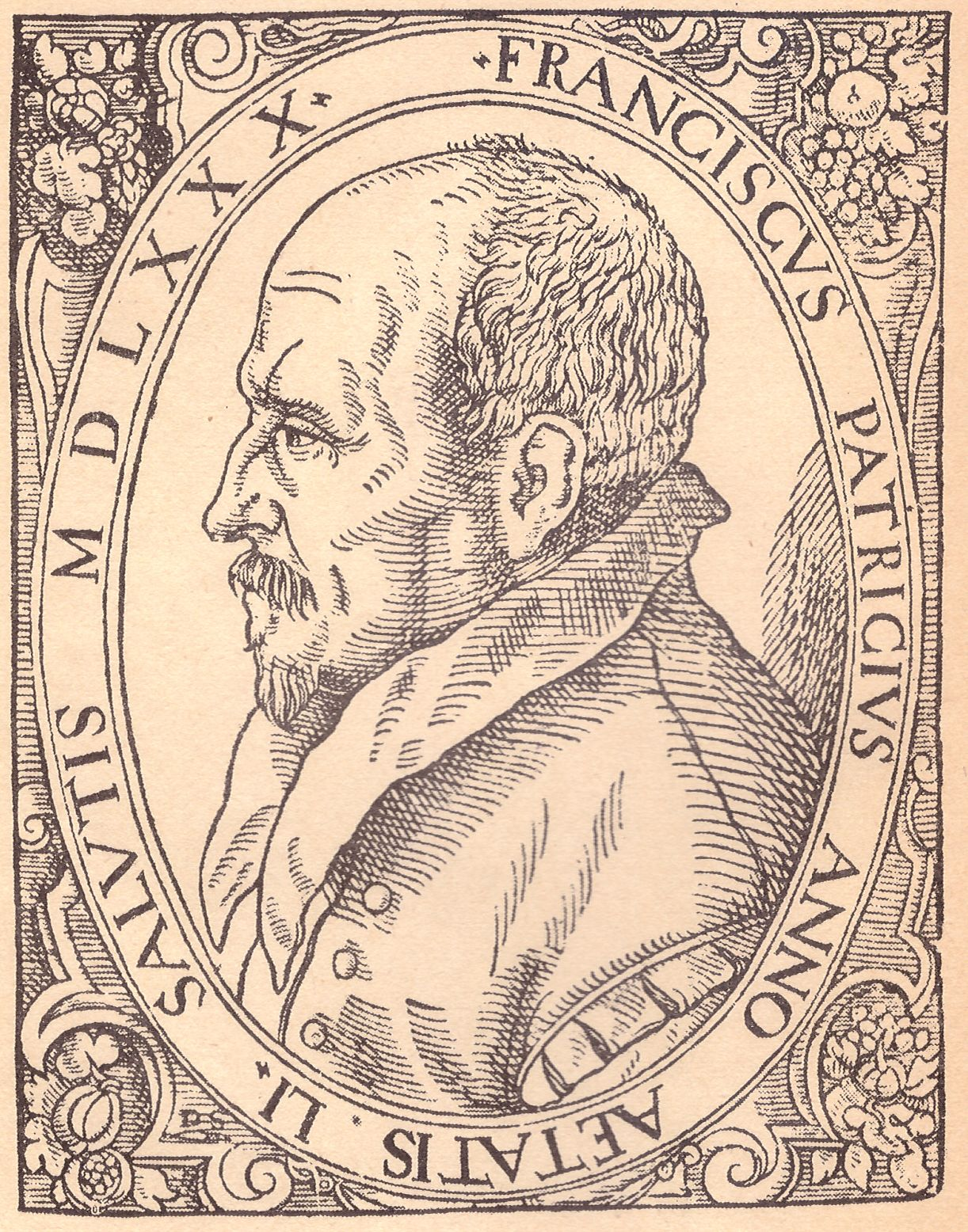
Francesco Patrizi da Cherso (1529–1597)

- Patrizi Naro, Costantino (1798–1876), italienischer Kardinal
- Patrizi Piccolomini, Agostino, italienischer Bischof und päpstlicher Zeremonienmeister
- Patrizius (* 1942), deutscher Sänger, Komponist, Moderator und Musikverleger
- Patrocínio, Adriano (* 1965), angolanischer Politiker (MPLA)
- Patrocínio, José do († 1905), brasilianischer Autor, Verleger und Politiker
- Patroclus († 426), Bischof von Arles
- Patroclus, französischer Heiliger
- Patroclus von Troyes, Heiliger und MärtyrerPatroclus von Troyes

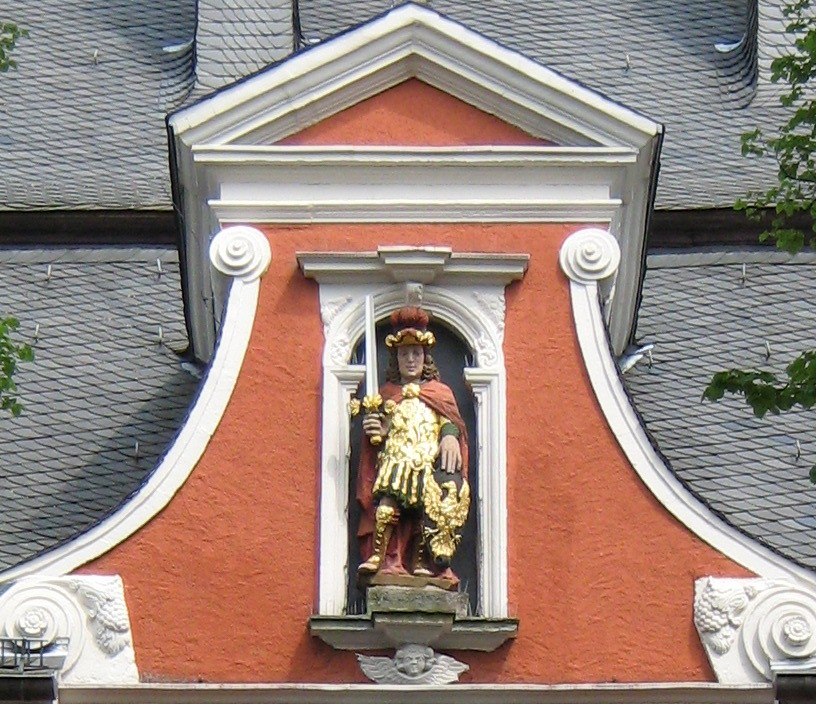
Patroclus von Troyes

- Patrokles, hellenistischer Flottenführer und Entdecker
- Patroklos, Admiral des ägyptischen Königs Ptolemaios II.
- Patroklou, Elena (* 1968), zyprische Sängerin
- Patron, phokischer Söldnerführer
- Patrón Wong, Jorge Carlos (* 1958), mexikanischer Geistlicher, römisch-katholischer Erzbischof von Jalapa
- Patron, Agnès (* 1984), französische Animationsfilmerin
- Patrón, Paola (* 1967), uruguayische Leichtathletin
- Patrone, Diego (* 1994), uruguayischer Fußballspieler
- Patrone, Hermano (1909–1999), portugiesischer Schwimmer, Wasserballspieler und Schwimmtrainer
- Patronen, Hannu (* 1984), finnischer Fußballspieler
- Patroni Griffi, Giuseppe (1921–2005), italienischer Regisseur und Schriftsteller
- Patroni, Aldo Maria (1904–1988), italienischer Ordensgeistlicher, römisch-katholischer Bischof von Calicut
- Patroni, Giovanni (1869–1951), italienischer Archäologe
- Patronis, Jimmy (* 1972), US-amerikanischer Politiker (Republikanische Partei)
- Patrono, Carmelo, italienischer Szenenbildner und Artdirector
- Patrophilos, griechischer Koroplast
- Patru, Olivier (1604–1681), französischer Jurist und Romanist
- Patruban, Karl von (1816–1880), österreichischer Chirurg
- Pătrui, Andrei (* 1996), rumänischer Tennisspieler
- Patruno, Lino (* 1935), italienischer Jazzmusiker, Schauspieler und Filmkomponist
- Patruno, Stefanie (* 1979), deutsche Kunsthistorikerin und Kuratorin
- Patruschew, Dmitri Nikolajewitsch (* 1977), russischer Bankmanager und Ökonom
- Patruschew, Nikolai Platonowitsch (* 1951), russischer Offizier, Leiter des russischen Inlandsgeheimdienstes FSBNikolai Platonowitsch Patruschew (* 1951)

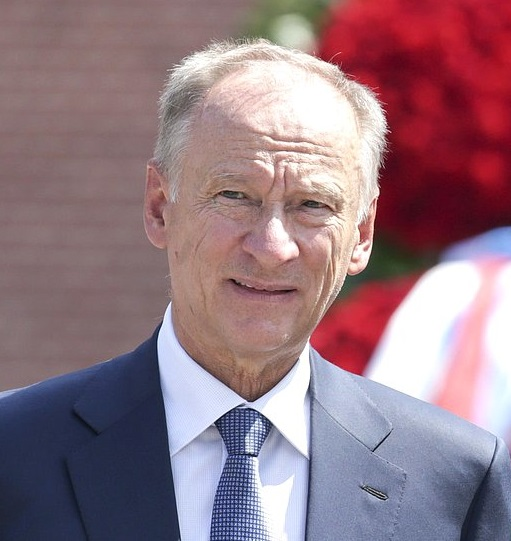
Nikolai Platonowitsch Patruschew (* 1951)

- Patrut, Iulia-Karin (* 1975), deutsche Literaturwissenschaftlerin
- Patry, Albert (1864–1938), deutscher Theater- und Stummfilmschauspieler
- Patry, André (1876–1971), Schweizer Ophthalmologe
- Patry, André (1902–1960), französischer Astronom
- Patry, Karl (1898–1958), deutscher Gutsbesitzer, Agrarfunktionär, NSDAP-Landespolitiker, SS-Brigadeführer und Kriegsverwaltungsbeamter
- Patrzałek, Marcin (* 2000), polnischer Gitarrist, Komponist und ProduzentMarcin Patrzałek (* 2000)

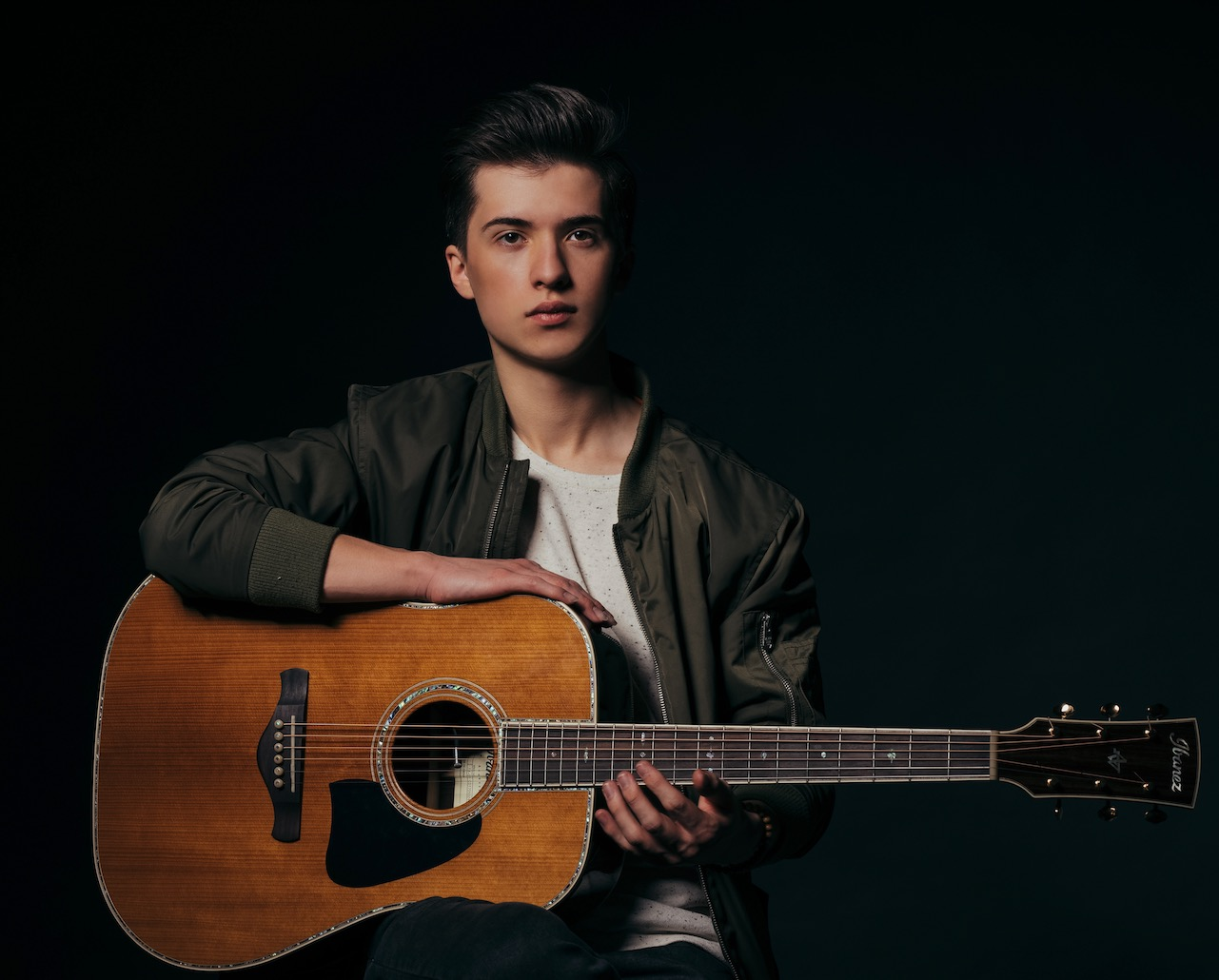
Marcin Patrzałek (* 2000)

- Patrzek, Andreas (* 1957), deutscher Diplompsychologe, Betriebswirt (VWA) und vorwiegend als Autor, Kommunikationsberater, Trainer und Coach tätig
- Patrzek, Katrin (* 1964), deutsche Rechtswissenschaftlerin

### Pats
- Päts, Konstantin (1874–1956), estnischer Politiker
- Päts, Riho (1899–1977), estnischer Komponist, Chorleiter und Musikpädagoge
- Patsakon Chaowana (* 1997), thailändischer Fußballspieler
- Patsatham La-ongnual (* 1999), thailändischer Fußballspieler
- Patsatzoglou, Christos (* 1979), griechischer Fußballspieler
- Patsauq, Markoosie (1941–2020), kanadischer Schriftsteller
- Patsavas, Alexandra (* 1968), US-amerikanischer Musical Supervisor
- Patsch, Carl (1865–1945), österreichischer Slawist, Archäologe und Historiker
- Pätsch, Gertrud (1910–1994), deutsche Ethnologin und PhilologinGertrud Pätsch (1910–1994)

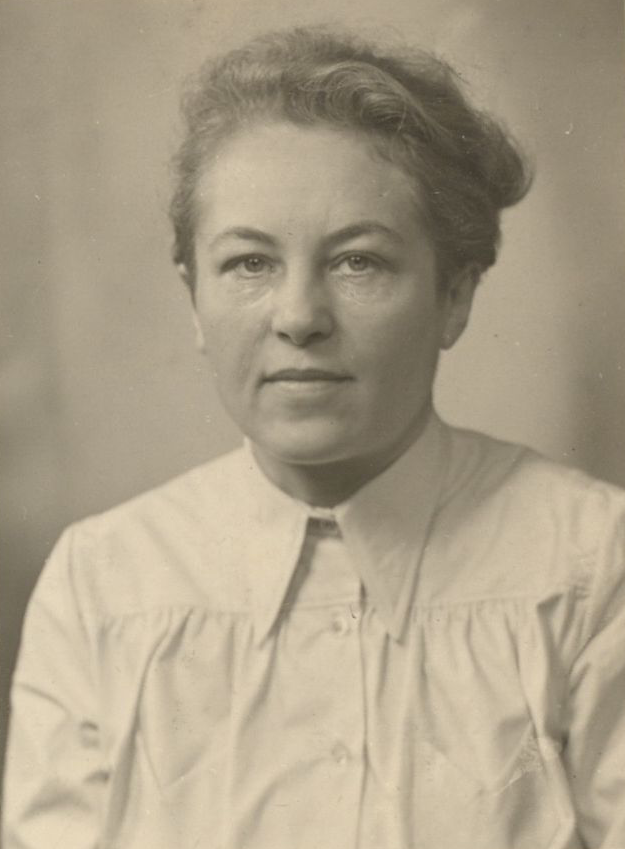
Gertrud Pätsch (1910–1994)

- Patsch, Hans (* 1600), Tiroler Barockbildhauer
- Patsch, Hermann (* 1938), deutscher Philologe
- Pätsch, Julius (1905–1982), deutscher Journalist
- Patsch, Rainer (* 1944), deutscher Elektrotechniker und Hochschullehrer
- Pätsch, Werner (* 1926), deutscher Whistleblower
- Patsch, Wolfgang (* 1946), österreichischer Internist und Labormediziner
- Patschabut, Darja (* 1994), belarussische Gewichtheberin
- Patschatschi, Adnan (1923–2019), irakischer Politiker und Diplomat
- Patschatschi, Hamdi al- (1886–1948), irakischer Landbesitzer und Politiker
- Patschatschi, Muzahim el (1891–1982), nationalistischer Staatsmann und Diplomat im Königreich Irak
- Patsche, Wilhelm (1887–1968), deutscher Opernsänger (Bass)
- Patscheider, Elsa (1928–1995), italienische Lehrerin und Schriftstellerin (Südtirol)
- Patscheider, Hagen (* 1988), italienischer Skirennläufer
- Patscheider, Reinhard (1957–1998), italienischer Bergsteiger (Südtirol)
- Patschin, Andrei Borissowitsch (* 1991), russischer Skispringer
- Patschinski, Nico (* 1976), deutscher FußballspielerNico Patschinski (* 1976)

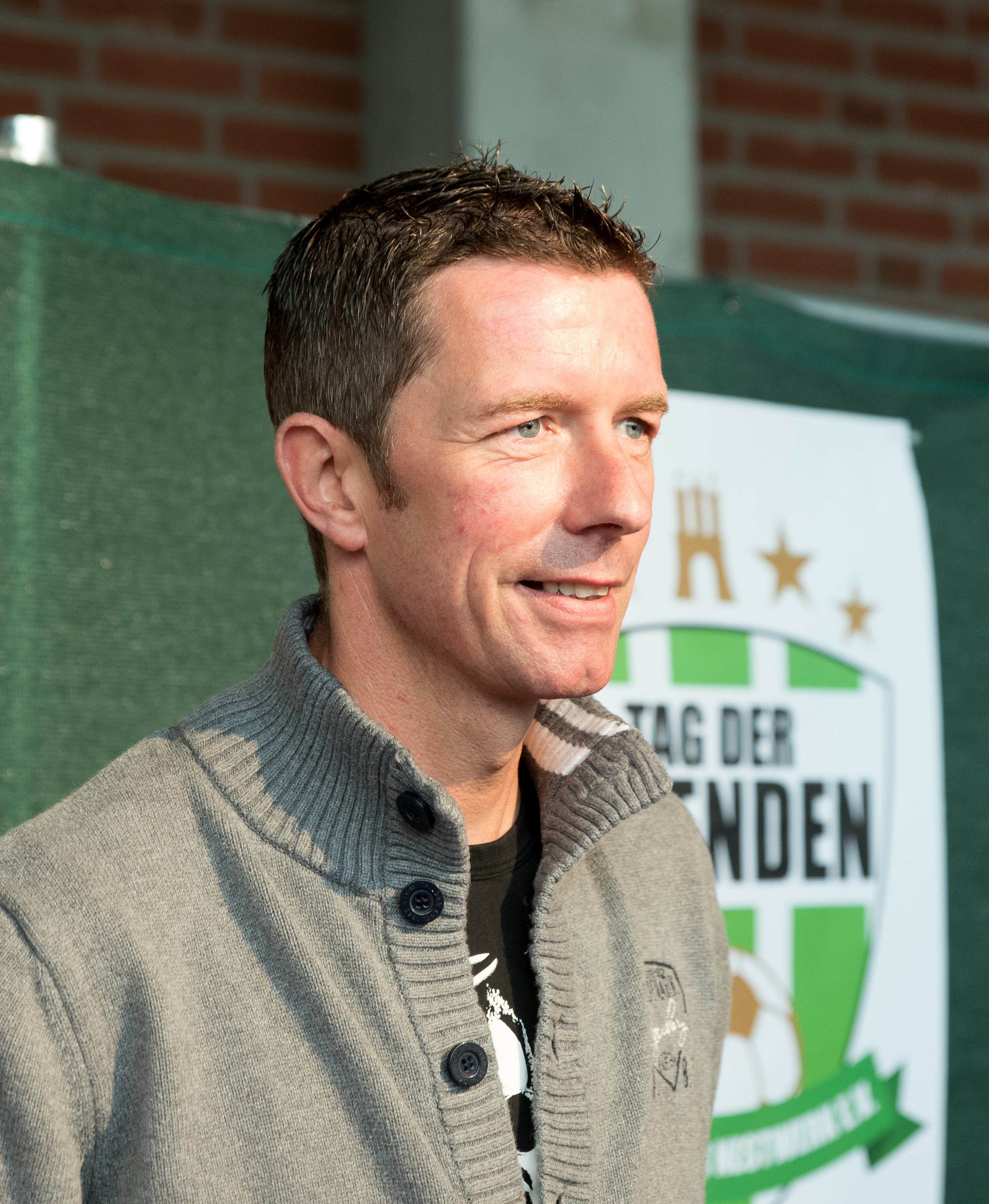
Nico Patschinski (* 1976)

- Patschinski, Rainer (* 1950), deutscher Eishockeyspieler
- Patschkalewa, Taissija Sergejewna (* 2001), russische Tennisspielerin
- Patschke, Carl (1844–1916), deutscher Musikinstrumentenbauer und Unternehmer, Pianoforte-Fabrikant, Münzsammler und Stifter
- Patschke, Ingo (* 1952), deutscher Arzt und Sanitätsoffizier
- Patschovsky, Alexander (* 1940), deutscher Historiker
- Patschowsky, Günther (1903–1945), deutscher Jurist, SD-Beamter und Regierungspräsident
- Patschowskyj, Wassyl (1878–1942), galizisch-ukrainischer Schriftsteller, Philosoph und Historiker
- Patsouris, griechischer Sportschütze

### Patt
- Patt, Dieter (* 1943), deutscher Verwaltungsbeamter und Landrat
- Patt, Gideon (1933–2020), israelischer Politiker, Knesset-Abgeordneter und mehrfach Minister
- Patt, Helmut Josef (1926–2003), deutscher römisch-katholischer Geistlicher
- Patt, Peter (* 1963), deutscher Politiker (CDU), MdL
- Patt, Stephan (* 1961), deutscher Neuropathologe, Theologe und Priester der Prälatur des Opus Dei
- Patt, Yale N. (* 1939), US-amerikanischer Computeringenieur

#### Patta
- Patta, Lorenzo (* 2000), italienischer Leichtathlet
- Patta, Serafino, italienischer Benediktiner, Komponist und Organist
- Pattabhi Jois, K. (1915–2009), indischer Yogalehrer, Gründer des Ashtanga Yoga Research InstituteK. Pattabhi Jois (1915–2009)

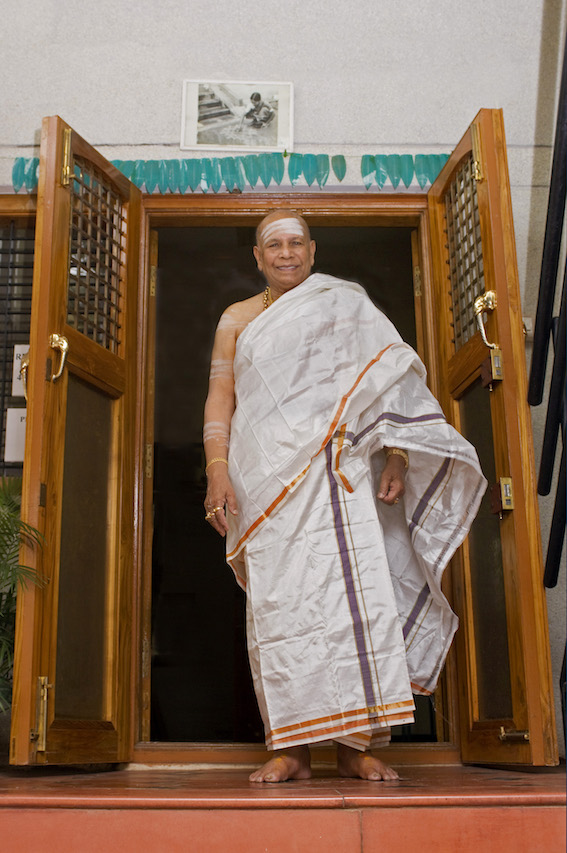
K. Pattabhi Jois (1915–2009)

- Pattabongse, Pinit, thailändischer Badmintonspieler
- Pattabongse, Prathin, thailändische Badmintonspielerin
- Pattabongse, Pravat (1903–1972), thailändischer Badmintonspieler, -trainer und -funktionär
- Pattai, Guido (1818–1859), deutscher Jurist und Politiker
- Pattai, Robert (1846–1920), österreichischer Rechtsanwalt und Politiker
- Pattakos, Stylianos (1912–2016), griechischer Militär und Politiker
- Pattammal, D. K. (1919–2009), indische Sängerin
- Pattangall, William Robinson (1865–1942), US-amerikanischer Jurist und Politiker
- Pattantyús, Ádám (* 1978), ungarischer Tischtennisspieler
- Pattara Piyapatrakitti (* 1980), thailändischer Fußballspieler
- Pattara Soimalai (* 2001), thailändischer Fußballspieler
- Pattaraburin Jannawan (* 2005), thailändischer Fußballspieler
- Pattarachokchai, Virahya (* 1992), thailändische Schauspielerin
- Pattarapol Lapmaak (* 1988), thailändischer Fußballspieler
- Pattarapol Naprasert (* 1994), thailändischer Fußballtrainer
- Pattarapon Suksakit (* 2003), thailändischer Fußballspieler
- Pattaratron Buransuk (* 2007), thailändischer Fußballspieler
- Pattaro, Francesca (* 1995), italienische Radrennfahrerin
- Pattawee Jeeraburanakit (* 1989), thailändischer Fußballspieler

#### Pattb
- Pattberg, Auguste (1769–1850), deutsche Sammlerin von Liedern und Sagen sowie Dichterin
- Pattberg, Heinrich (1862–1934), deutscher Bergbau-Manager

#### Patte
- Patté, Gérard (* 1945), französischer Autorennfahrer
- Patte, Pierre (1723–1814), französischer Architekt
- Pattee, Elizabeth Greenleaf (1893–1991), US-amerikanische Architektin, Landschaftsarchitektin und Professorin für Architektur
- Pattee, Elmer Ellsworth († 1925), US-amerikanischer Künstler und Kunsthändler
- Pattee, Elsie Dodge (1876–1975), US-amerikanische Miniaturmalerin
- Pattee, Richard (* 1906), US-amerikanischer Historiker
- Patteisky, Karl (1891–1968), österreichischer Geologe
- Patten, Brian (* 1946), britischer Dichter und Dramatiker
- Patten, Chris (* 1944), britischer Politiker, Gouverneur Hongkongs und EU-KommissarChris Patten (* 1944)

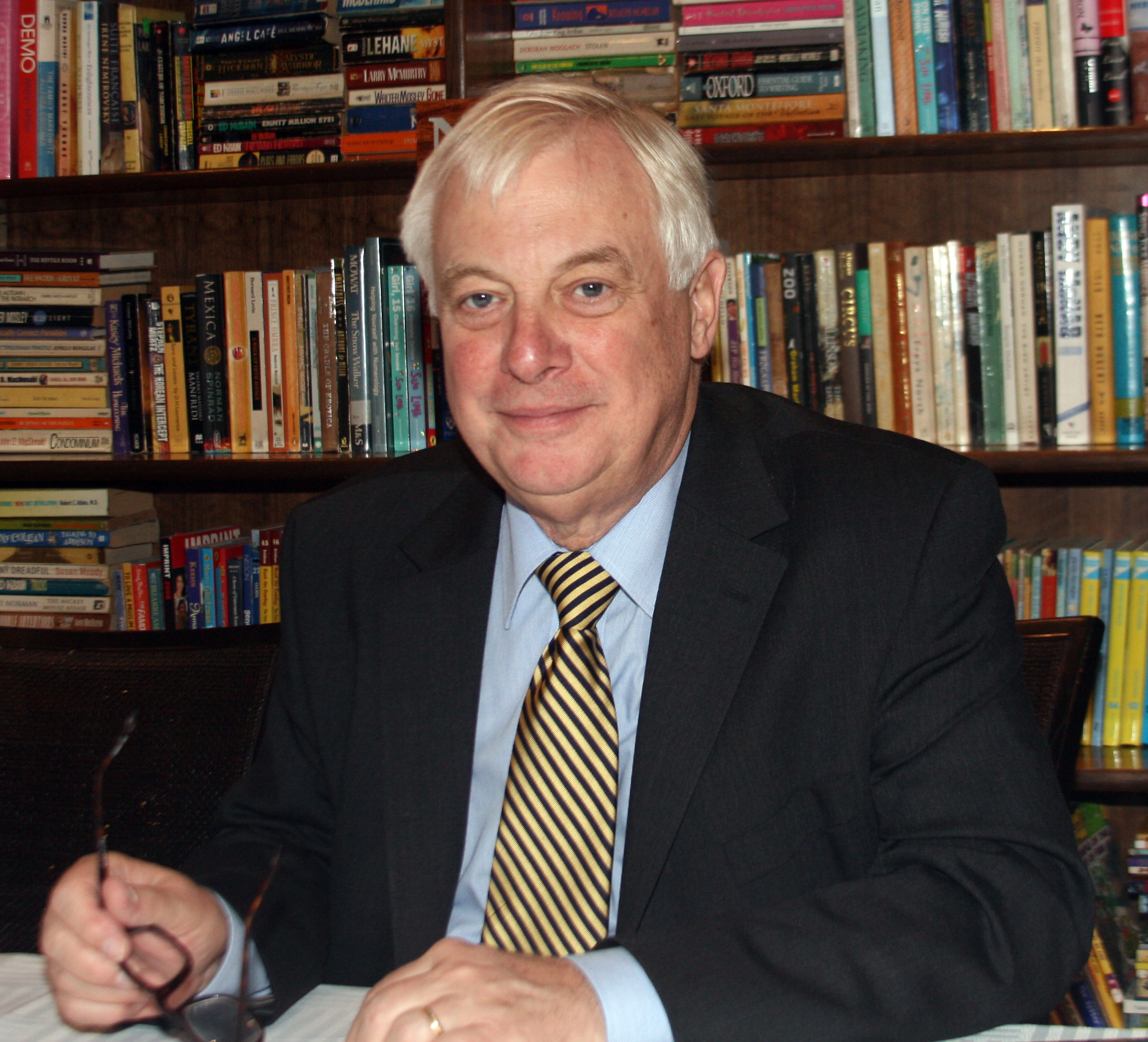
Chris Patten (* 1944)

- Patten, Christopher (* 1988), deutscher Schauspieler
- Patten, Edward J. (1905–1994), US-amerikanischer Politiker
- Patten, Harold (1907–1969), US-amerikanischer Politiker
- Patten, Henry (* 1996), britischer Tennisspieler
- Patten, Herb (* 1943), australischer Musiker, Gumleaf-Musik
- Patten, Jack (1905–1957), politischer Führer der Aborigines
- Patten, Jane Boit (1869–1964), US-amerikanische Botanikerin
- Patten, John (1746–1800), US-amerikanischer Politiker
- Patten, John, Baron Patten (* 1945), britischer Politiker
- Patten, Luana (1938–1996), US-amerikanische Schauspielerin
- Patten, Mary (* 1951), US-amerikanische Künstlerin
- Patten, Pramila (* 1958), mauritische Juristin und UN-Funktionärin
- Patten, Samuel (* 1963), australischer Ruderer
- Patten, Thomas G. (1861–1939), US-amerikanischer Politiker
- Pattenden, Colin (* 1947), englischer Gitarrist, Bassist und Toningenieur
- Pattenden, Gerald (* 1940), britischer Chemiker (Organische Chemie)
- Pattenhausen, Bernhard (1855–1926), deutscher Geodät
- Patterer, Christina (* 1992), österreichische Politikerin (SPÖ), Landtagsabgeordnete in Kärnten
- Patterer, Hubert (* 1962), österreichischer Journalist
- Patterlini, Domenico, italienischer Skispringen
- Patterson, Ada (1867–1939), US-amerikanische Journalistin und Theaterkritikerin
- Patterson, Ambrose McCarthy (1877–1966), australisch-amerikanischer Maler und Grafiker
- Patterson, Andrew, US-amerikanischer Werbefilmproduzent und Filmregisseur
- Patterson, Anne W. (* 1949), US-amerikanische Diplomatin
- Patterson, Arthur Lindo (1902–1966), US-amerikanischer Kristallograph
- Patterson, Audrey (1926–1996), US-amerikanische Sprinterin
- Patterson, Benjamin (1934–2016), US-amerikanischer bildender Künstler und Musiker
- Patterson, Brenda, US-amerikanische Bluessängerin
- Patterson, Brian (* 1947), englischer Schauspieler
- Patterson, Bruce D. (* 1952), US-amerikanischer Mammaloge
- Patterson, Bryan (1909–1979), US-amerikanischer Paläontologe
- Patterson, Bryan, englischer Squashspieler
- Patterson, Caitlin (* 1990), US-amerikanische Skilangläuferin
- Patterson, Carly (* 1988), US-amerikanische Turnerin
- Patterson, Casey (* 1980), US-amerikanischer Volleyball- und Beachvolleyballspieler
- Patterson, Christian (* 1972), US-amerikanischer Fotograf
- Patterson, Christopher Salmon (1823–1893), kanadischer Richter
- Patterson, Clair Cameron (1922–1995), US-amerikanischer Geochemiker, der das Alter der Erde bestimmte
- Patterson, Colin (1933–1998), britischer Paläontologe
- Patterson, Colin (* 1960), kanadischer Eishockeyspieler
- Patterson, Cordarrelle (* 1991), US-amerikanischer American-Football-SpielerCordarrelle Patterson (* 1991)

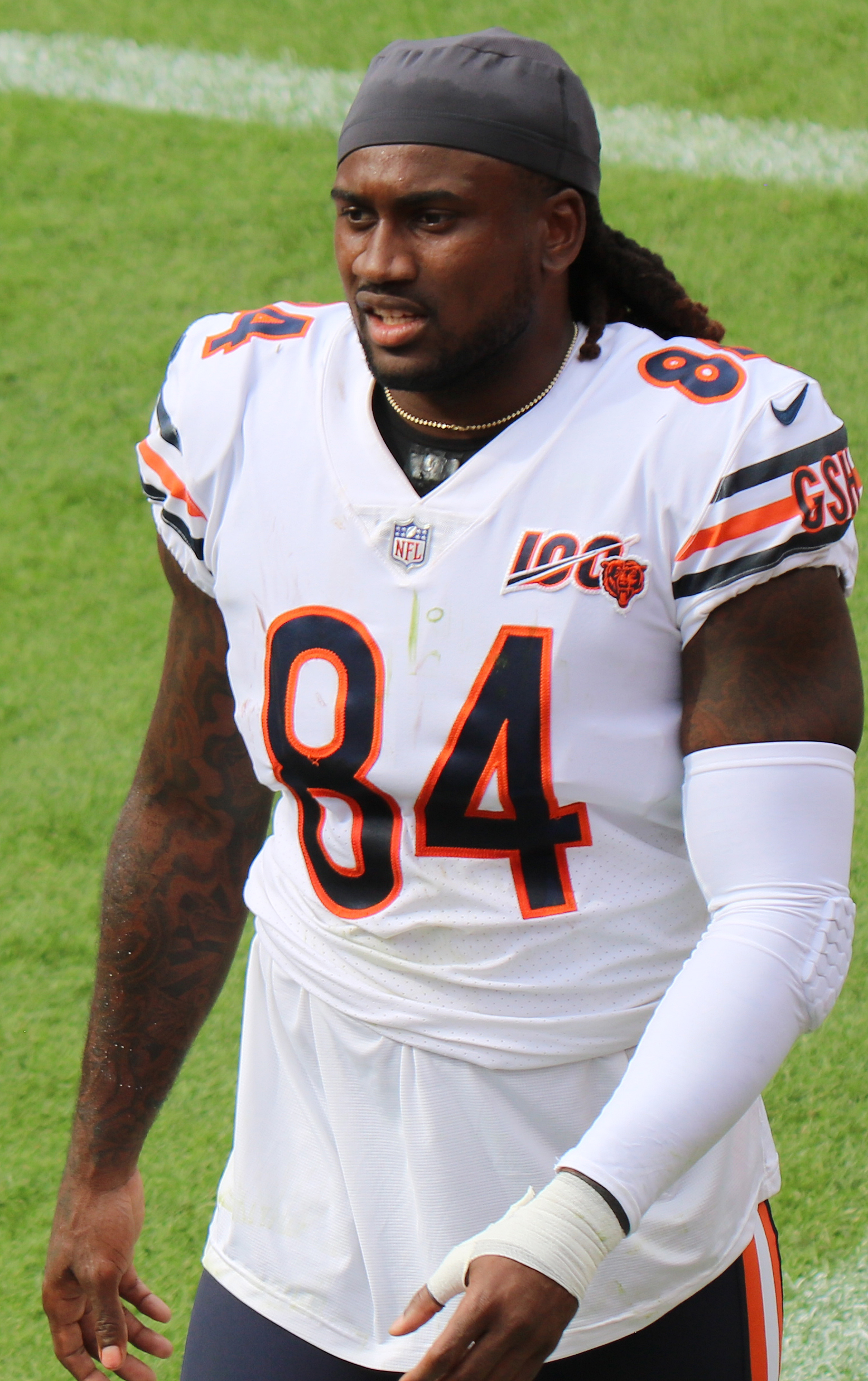
Cordarrelle Patterson (* 1991)

- Patterson, David A. (* 1947), US-amerikanischer Informatiker
- Patterson, David T. (1818–1891), US-amerikanischer Politiker (Demokratische Partei)
- Patterson, Don (1936–1988), US-amerikanischer Jazzorganist
- Patterson, Edward White (1895–1940), US-amerikanischer Politiker
- Patterson, Eleanor (* 1996), australische Hochspringerin
- Patterson, Elishewa (* 1966), deutsche jüdische Aktivistin und Rechtsanwältin
- Patterson, Elizabeth (1785–1879), Erste Ehefrau von Jérôme Bonaparte
- Patterson, Elizabeth (1874–1966), US-amerikanische Theater- und Filmschauspielerin
- Patterson, Ellis E. (1897–1985), US-amerikanischer Politiker
- Patterson, Ernest Minor (1879–1969), US-amerikanischer Wirtschafts- und Politikwissenschaftler
- Patterson, Flora Wambaugh (1847–1928), US-amerikanische Botanikerin und Mykologin
- Patterson, Floyd (1935–2006), US-amerikanischer BoxerFloyd Patterson (1935–2006)

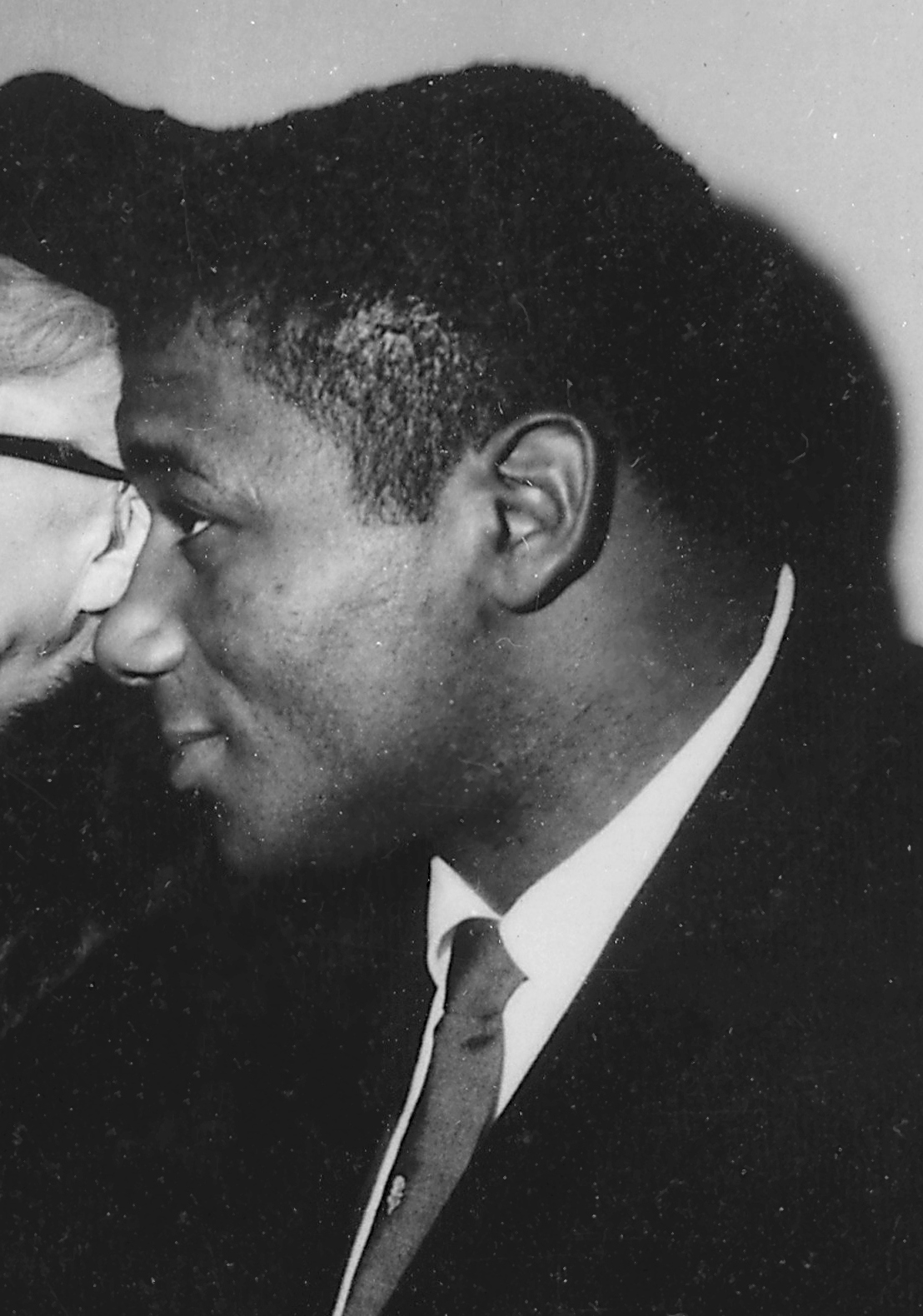
Floyd Patterson (1935–2006)

- Patterson, Francine (* 1947), US-amerikanische Psychologin
- Patterson, Francis F. (1867–1935), US-amerikanischer Politiker
- Patterson, Frank (1871–1966), US-amerikanischer Komponist
- Patterson, Frank (1938–2000), irischer Sänger
- Patterson, Geoffrey, US-amerikanischer Tonmeister
- Patterson, George (1887–1955), englischer Fußballtrainer
- Patterson, George Robert (1863–1906), US-amerikanischer Politiker
- Patterson, George Washington (1799–1879), US-amerikanischer Politiker
- Patterson, Gerald (1895–1967), australischer Tennisspieler
- Patterson, Gilbert B. (1863–1922), US-amerikanischer Politiker
- Patterson, Hank (1888–1975), US-amerikanischer Schauspieler
- Patterson, Isaac Lee (1859–1929), US-amerikanischer Politiker
- Patterson, Jaan (* 1975), deutscher Musiker, Performance-Künstler, Komponist, Autor und Poet
- Patterson, Jack A. (1890–1971), US-amerikanischer Politiker
- Patterson, Jacory (* 2000), US-amerikanischer Sprinter
- Patterson, James (* 1947), US-amerikanischer KrimiautorJames Patterson (* 1947)

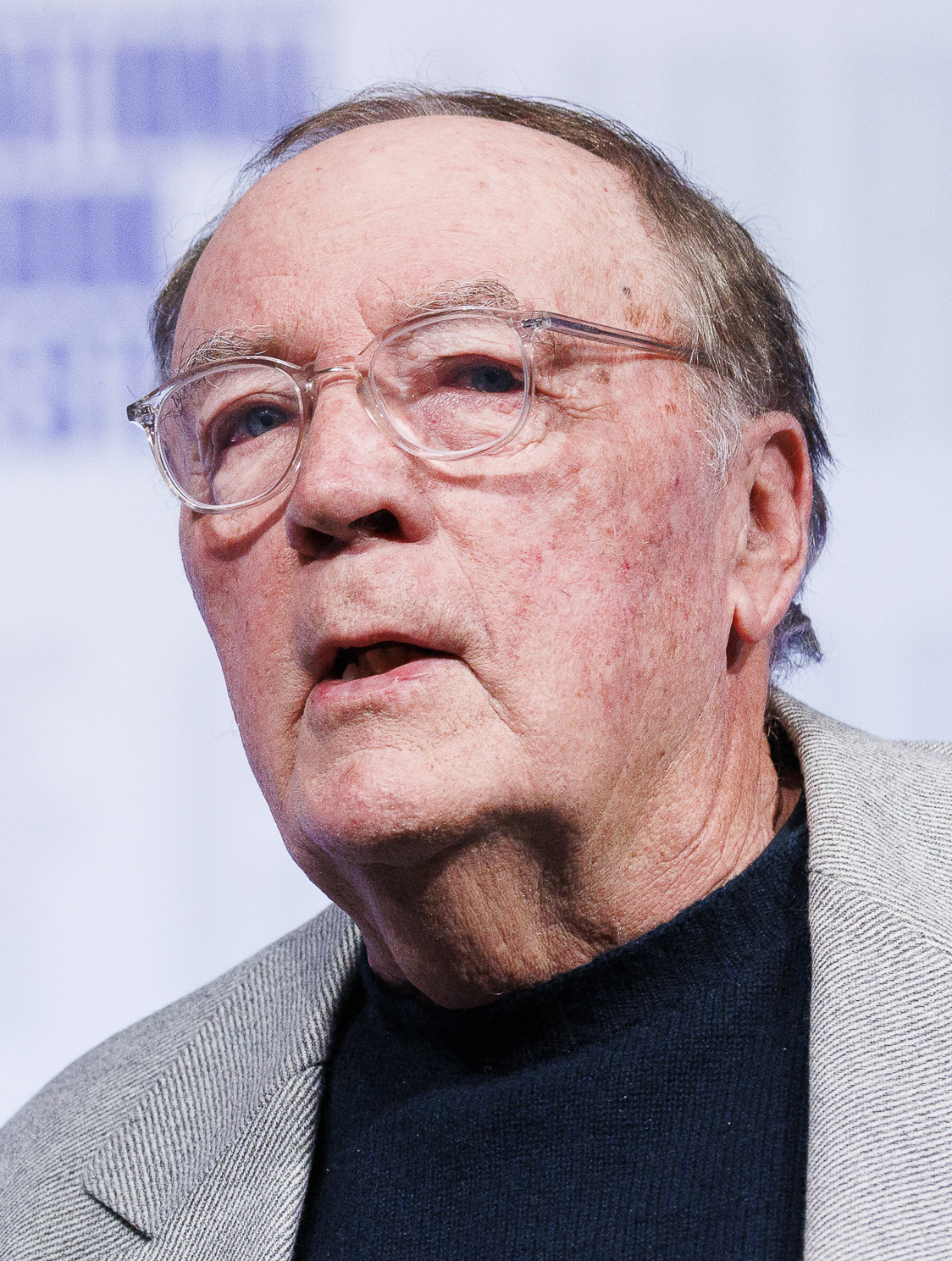
James Patterson (* 1947)

- Patterson, James Colebrooke (1839–1929), kanadischer Politiker, Vizegouverneur von Manitoba
- Patterson, James Laird (1822–1902), britischer römisch-katholischer Geistlicher, Weihbischof in Westminster
- Patterson, James O’Hanlon (1857–1911), US-amerikanischer Politiker

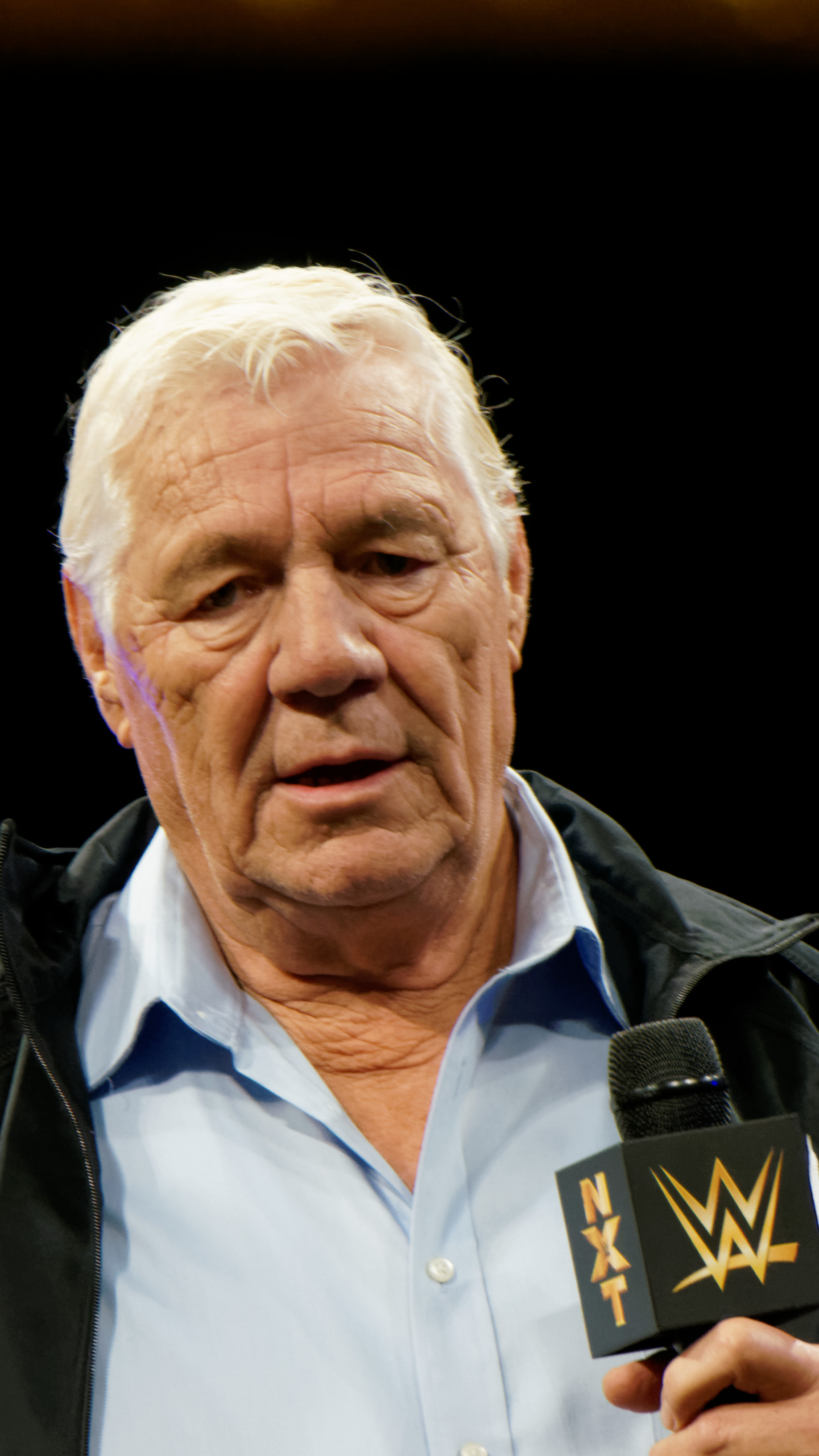
Pat Patterson (1941–2020)

- Patterson, James T. (1908–1989), US-amerikanischer Politiker
- Patterson, James T. (* 1935), US-amerikanischer Historiker
- Patterson, James W. (1823–1893), US-amerikanischer Politiker
- Patterson, Janet (1956–2016), australische Kostümbildnerin und Artdirectorin
- Patterson, Jerry M. (1934–2024), US-amerikanischer Politiker
- Patterson, John (1771–1848), US-amerikanischer Politiker
- Patterson, John (1940–2005), US-amerikanischer Regisseur
- Patterson, John Henry (1867–1947), britischer Soldat, Ingenieur, Jäger, Autor und ein bekennender zionistischer AktivistJohn Henry Patterson (1867–1947)

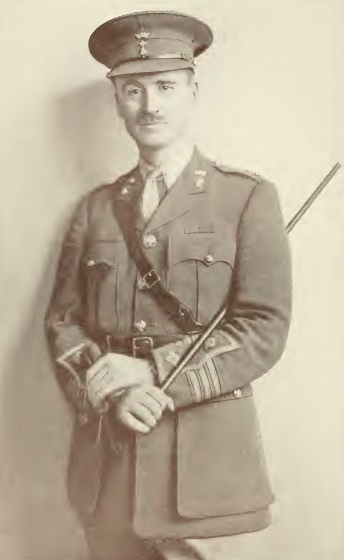
John Henry Patterson (1867–1947)

- Patterson, John J. (1830–1912), US-amerikanischer Politiker
- Patterson, John Malcolm (1921–2021), US-amerikanischer Politiker der Demokratischen Partei
- Patterson, Joseph (1912–1939), US-amerikanischer Hürdenläufer
- Patterson, Joseph Medill (1879–1946), US-amerikanischer Journalist und Zeitungsverleger
- Patterson, Josiah (1837–1904), US-amerikanischer Politiker
- Patterson, Kay (* 1944), australische Politikerin
- Patterson, LaFayette L. (1888–1987), US-amerikanischer Lehrer, Geschäftsmann und Politiker (Demokratische Partei)
- Patterson, Liz J. (1939–2018), US-amerikanische Politikerin
- Patterson, Lyndsey (* 1982), US-amerikanische Fußballspielerin
- Patterson, Malcolm R. (1861–1935), US-amerikanischer Politiker
- Patterson, Mark (* 1951), US-amerikanischer Autorennfahrer und Unternehmer
- Patterson, Mark (* 1970), neuseeländischer Politiker der Partei New Zealand First
- Patterson, Marnette (* 1980), US-amerikanische Schauspielerin
- Patterson, Marvin Breckinridge (1905–2002), US-amerikanische Fotojournalistin, Nachrichtensprecherin, Kamerafrau und Philanthropin
- Patterson, Mary Jane (1840–1894), US-amerikanische Lehrerin, erste Afroamerikanerin mit Studienabschluss
- Patterson, Marys (* 2001), kubanische Siebenkämpferin
- Patterson, Merritt (* 1990), kanadische SchauspielerinMerritt Patterson (* 1990)

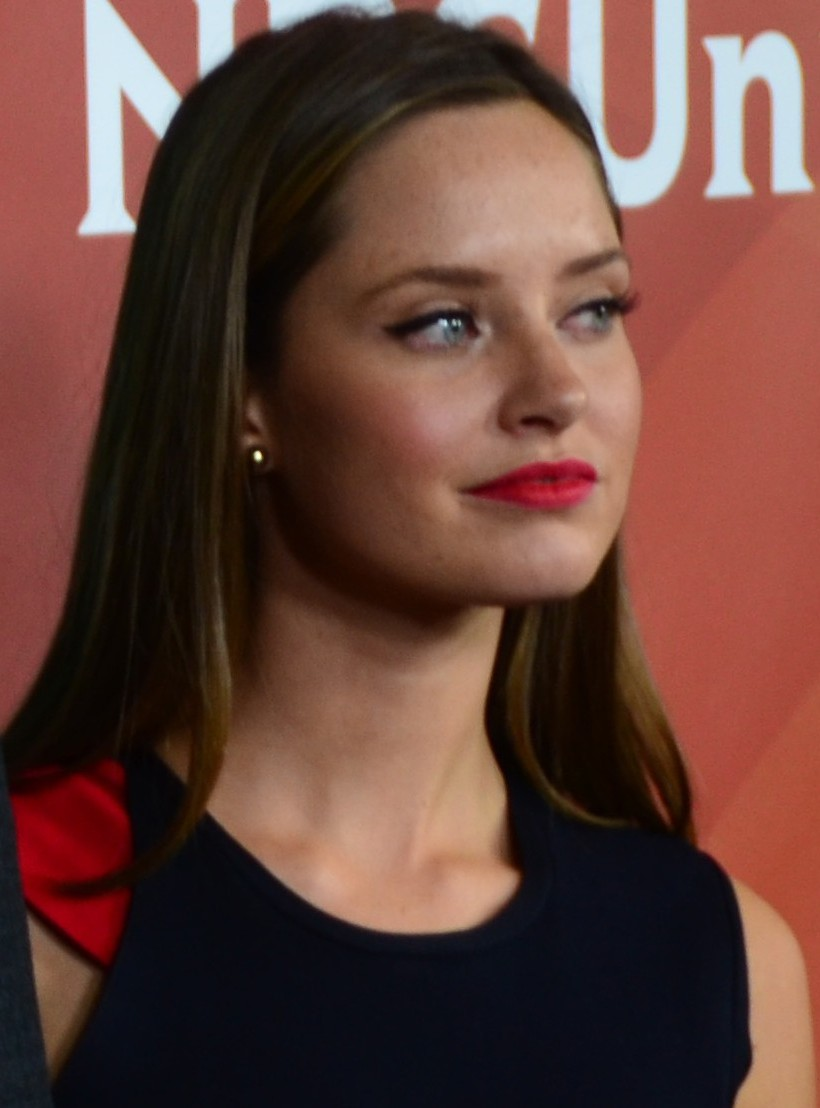
Merritt Patterson (* 1990)

- Patterson, Nathan (* 2001), schottischer Fußballspieler
- Patterson, Neil (1885–1948), US-amerikanischer Hochspringer
- Patterson, Neva (1920–2010), US-amerikanische Schauspielerin
- Patterson, Nick (* 1947), amerikanischer Kryptoanalytiker
- Patterson, Orlando (* 1940), jamaikanisch-US-amerikanischer Soziologe, Hochschullehrer für Soziologie an der Harvard University
- Patterson, Ottilie (1932–2011), nordirische Bluessängerin
- Patterson, Pat (1941–2020), kanadischer Wrestler und heutiger Wrestling-FunktionärPat Patterson (1941–2020)
- Patterson, Patrick (* 1989), US-amerikanischer Basketballspieler
- Patterson, Paul (* 1947), britischer Komponist
- Patterson, Paul L. (1900–1956), US-amerikanischer Politiker
- Patterson, Percival J. (* 1935), jamaikanischer Politiker, Premierminister Jamaikas
- Patterson, Pete (* 1957), US-amerikanischer alpiner Skirennläufer
- Patterson, Peter (1825–1904), amerikanischer Politiker und Geschäftsmann
- Patterson, Rahsaan (* 1974), US-amerikanischer R&B- und Soul-Sänger und Schauspieler
- Patterson, Richard North (* 1947), US-amerikanischer Schriftsteller und Jurist
- Patterson, Rik (* 1960), australischer Radrennfahrer
- Patterson, Robert P. (1891–1952), US-amerikanischer Jurist und Politiker
- Patterson, Roscoe C. (1876–1954), US-amerikanischer Politiker (Republikanische Partei)
- Patterson, Saidie (1904–1985), nordirische Friedensaktivistin, Gewerkschafterin und Politikerin (Northern Ireland Labour Party)
- Patterson, Samuel (* 1948), britischer Mathematiker
- Patterson, Sarah (* 1972), englische Filmschauspielerin
- Patterson, Scott (* 1958), US-amerikanischer SchauspielerScott Patterson (* 1958)

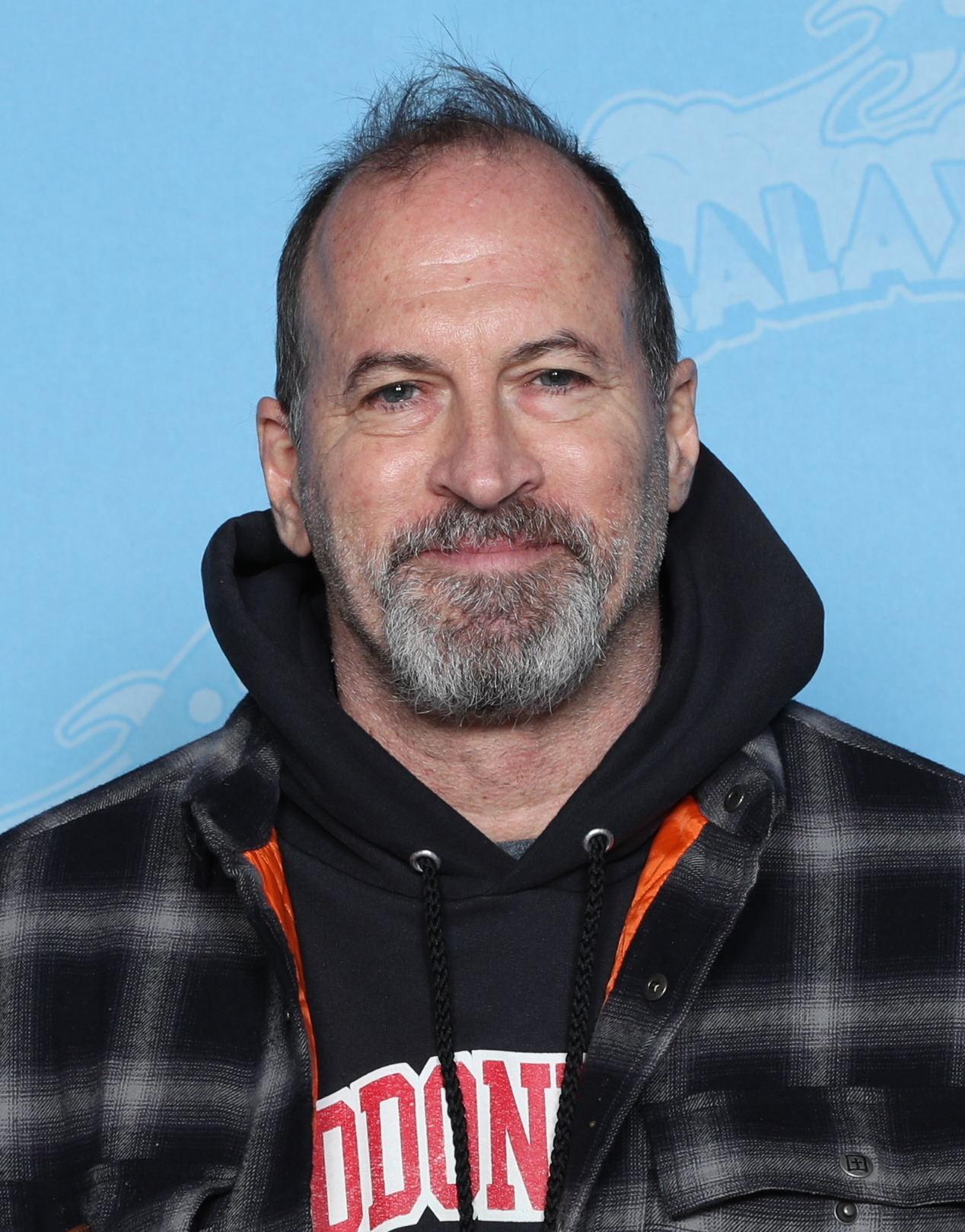
Scott Patterson (* 1958)

- Patterson, Scott (* 1992), US-amerikanischer Skilangläufer
- Patterson, Shawn (* 1965), US-amerikanischer Songwriter
- Patterson, Simon (* 1981), britischer DJ und Trance-Produzent
- Patterson, Susan (* 1955), US-amerikanische alpine Skirennläuferin
- Patterson, Sydney (1927–1999), australischer Bahnradsportler
- Patterson, Tammi (* 1990), australische Tennisspielerin
- Patterson, Thomas (1764–1841), US-amerikanischer Politiker
- Patterson, Thomas MacDonald (1839–1916), US-amerikanischer Politiker (Demokratische Partei)
- Patterson, Tim, kanadischer Geologe und Klimaforscher
- Patterson, Tracy Harris (* 1964), US-amerikanischer Boxer im Superfeder- und Superbantamgewicht
- Patterson, Tyler, US-amerikanischer Pokerspieler
- Patterson, Violet, englische Tischtennisspielerin
- Patterson, Walter († 1852), US-amerikanischer Jurist und Politiker
- Patterson, Warner Forrest (1896–1949), US-amerikanischer Romanist
- Patterson, William (1789–1838), US-amerikanischer Politiker
- Patterson, William (1790–1868), US-amerikanischer Politiker
- Patterson, William John (1886–1976), kanadischer Politiker
- Patteson, Okey L. (1898–1989), US-amerikanischer Politiker, Gouverneur von West Virginia

#### Patth
- Patthadon Tiangwong (* 2000), thailändischer Fußballspieler
- Patthey, Hubert (1919–2009), Schweizer Autorennfahrer, Unternehmer und Automobilfunktionär

#### Patti
- Patti, Adelina (1843–1919), spanische Opernsängerin (Sopran) italienischer Abstammung
- Patti, Amelia (1831–1915), italienische Opernsängerin (Sopran)
- Patti, Antonino da (1539–1617), italienischer Observant
- Patti, Carlotta (1835–1889), italienische Opernsängerin (Sopran)
- Patti, Guesch (* 1946), französische Sängerin
- Patti, Salvatore (1800–1869), italienischer Opernsänger (Tenor)
- Patti, Texas (* 1982), deutsche PornodarstellerinTexas Patti (* 1982)

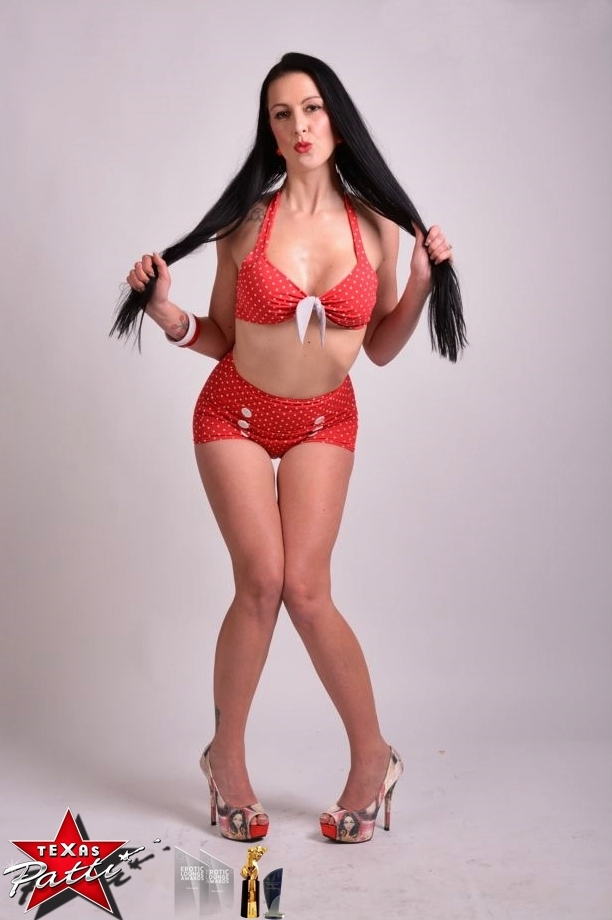
Texas Patti (* 1982)

- Patti, Tom (* 1963), US-amerikanischer Geschäftsmann, Politiker
- Pattiera, Tino (1890–1966), dalmatinischer Opernsänger (Tenor)
- Pattillo, Marvin, US-amerikanischer Jazzmusiker (Schlagzeug, Perkussion)
- Pattimura (1783–1817), ambonesischer Freiheitskämpfer, Nationalheld Indonesiens
- Pattinama Kerkhove, Lesley (* 1991), niederländische Tennisspielerin
- Pattinson, Baden (1899–1978), australischer Politiker (Liberal and Country League)
- Pattinson, Hugh Lee (1796–1858), britischer Chemiker und Industrieller
- Pattinson, Lizzy (* 1983), britische Popsängerin
- Pattinson, Robert (* 1986), britischer SchauspielerRobert Pattinson (* 1986)

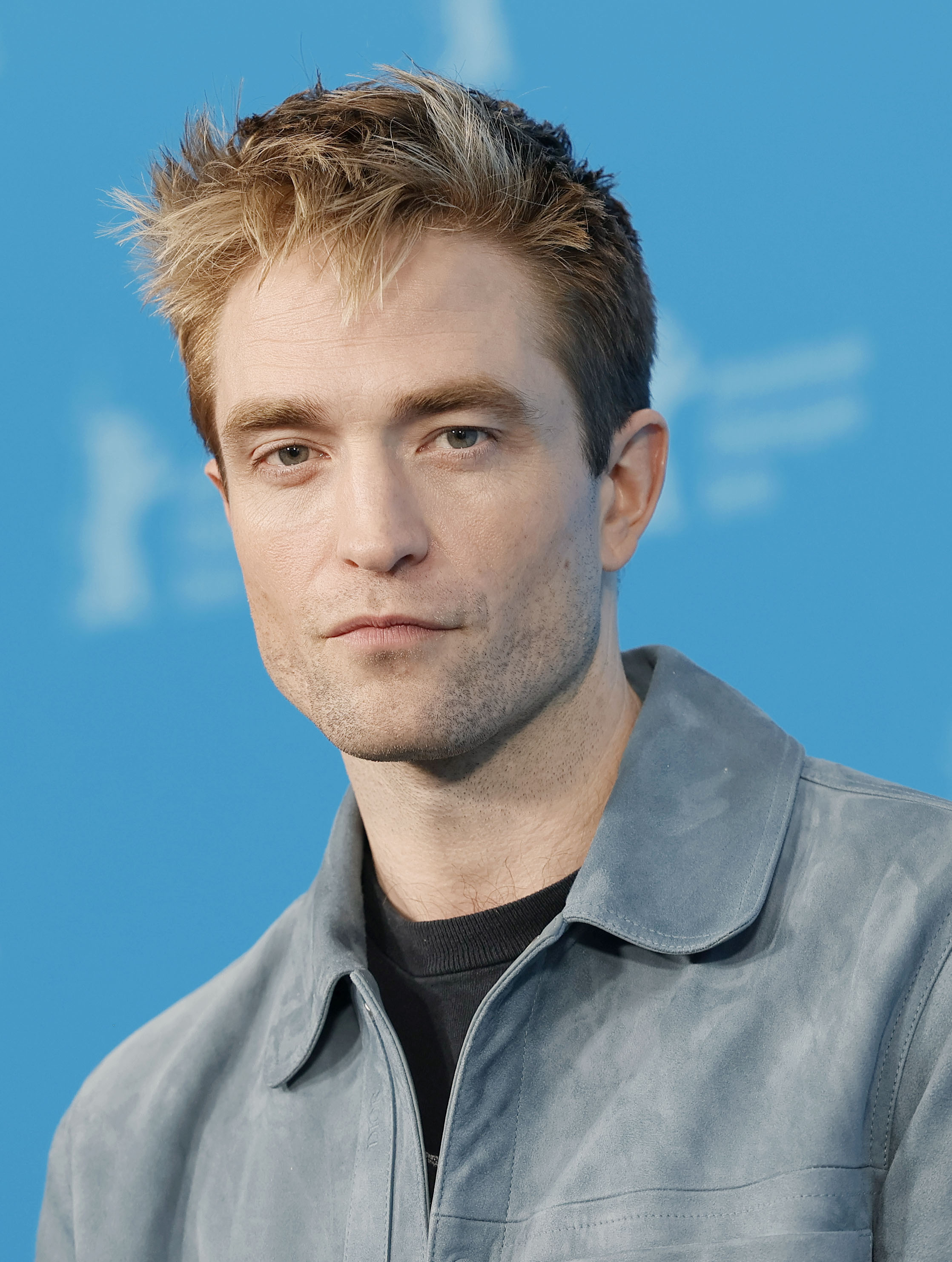
Robert Pattinson (* 1986)

- Pattipeiluhu, Sam (1950–1996), indonesischer gehörloser Lehrer
- Pattir, Dan (1931–2021), israelischer Journalist, Diplomat und Publizist
- Pattirane, Didi († 2021), indonesischer Jazzmusiker (Gitarre)
- Pattis, Daniel (* 1998), italienischer Langstreckenläufer
- Pattis, Erich (1902–1996), italienischer Architekt (Südtirol)
- Pattishall, Chris, US-amerikanischer Jazzmusiker (Piano)
- Pattishall, Hugh of († 1241), englischer Geistlicher, Lord High Treasurer und Bischof von Coventry
- Pattishall, John († 1349), englischer Adliger
- Pattison, A. M. (1880–1957), kanadischer Künstler
- Pattison, Andrew (* 1949), simbabwischer Tennisspieler
- Pattison, Ben (* 2001), britischer Leichtathlet
- Pattison, Edward W. (1932–1990), US-amerikanischer Politiker
- Pattison, Eliot (* 1951), US-amerikanischer Sachbuch- und Krimi-SchriftstellerEliot Pattison (* 1951)

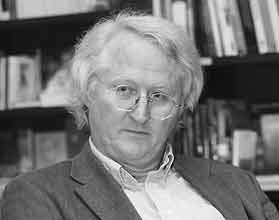
Eliot Pattison (* 1951)

- Pattison, Fred (1924–2010), schottischer Chemiker, Arzt und Hochschullehrer
- Pattison, Harriet (1928–2023), US-amerikanische Landschaftsarchitektin
- Pattison, James (1886–1963), irischer Politiker, Teachta Dála
- Pattison, James William (1844–1915), US-amerikanischer Landschaftsmaler und Marinemaler, Kunstkritiker, Kunstschriftsteller sowie Kunstlehrer und Hochschullehrer
- Pattison, John M. (1847–1906), US-amerikanischer Politiker
- Pattison, Mark (1813–1884), englischer Autor
- Pattison, Pat, US-amerikanischer Jazz-Musiker
- Pattison, Paul, Maskenbildner
- Pattison, Robert Emory (1850–1904), US-amerikanischer Politiker
- Pattison, Rodney (* 1943), schottischer Segler
- Pattison, Séamus (1936–2018), irischer Politiker (Irish Labour Party), MdEP
- Pattison, Vicky (* 1987), britische Reality-TV-Mitwirkende
- Pattiwael, Tjaak (1914–1987), indonesischer Fußballspieler

#### Pattl
- Pattloch, Alfred (1873–1943), deutscher römisch-katholischer Geistlicher und Märtyrer

#### Pattm
- Pattmann, Michael (* 1966), deutscher Schlagzeuger und Musikpädagoge

#### Patto
- Patto, Bischof von Verden
- Patton, Andreas (* 1962), deutscher Schauspieler
- Patton, Brad (* 1972), australisch-schwedischer Pornodarsteller
- Patton, Candice (* 1988), US-amerikanische SchauspielerinCandice Patton (* 1988)

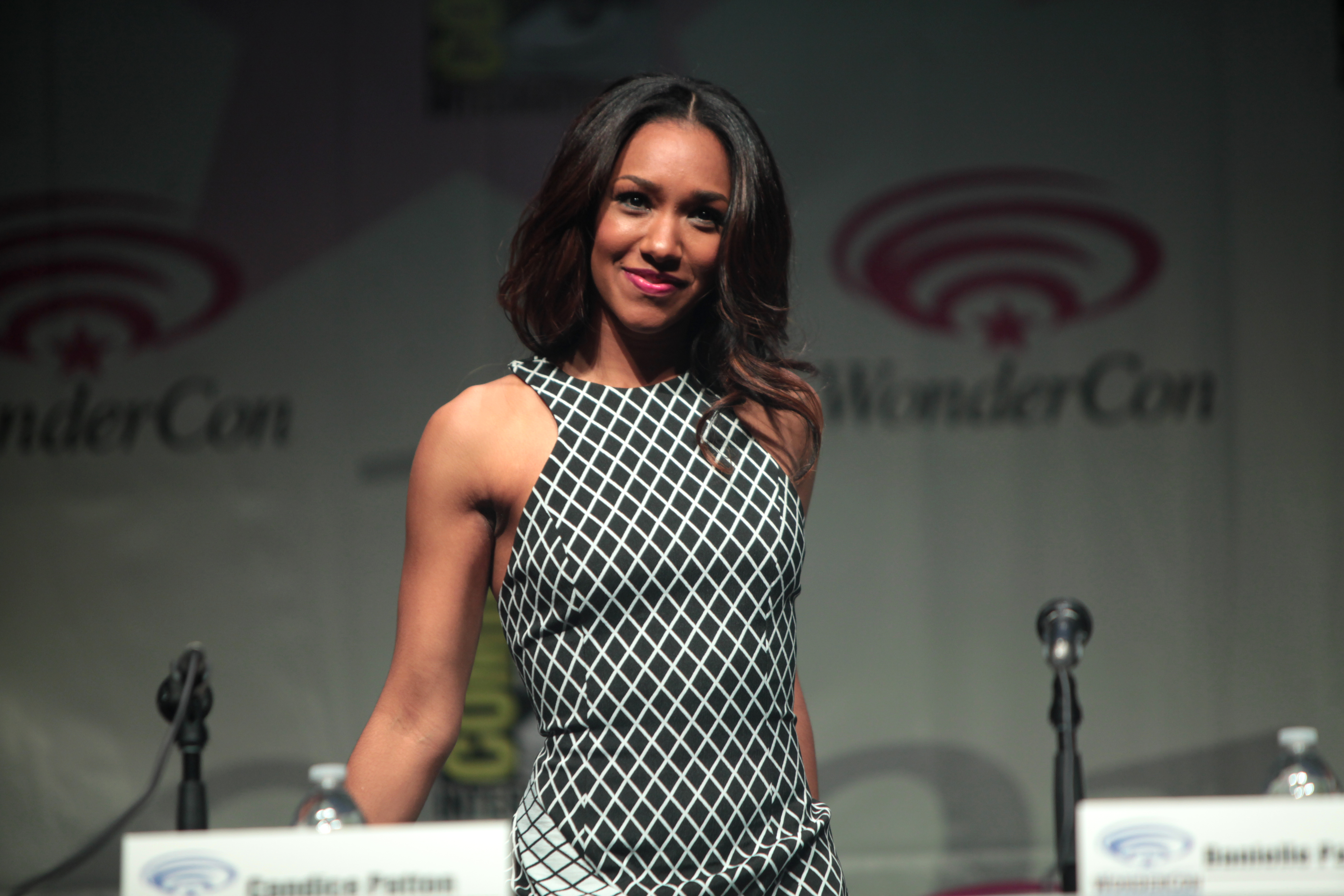
Candice Patton (* 1988)

- Patton, Charles Emory (1859–1937), US-amerikanischer Politiker
- Patton, Charley (1891–1934), US-amerikanischer Bluesmusiker
- Patton, Cindy (* 1956), US-amerikanische Soziologin und Autorin
- Patton, Darvis (* 1977), US-amerikanischer Sprinter
- Patton, David H. (1837–1914), US-amerikanischer Politiker
- Patton, Dylan (* 1992), US-amerikanischer Schauspieler
- Patton, Fiona (* 1962), kanadische Autorin
- Patton, Francesco (* 1963), italienischer Ordensgeistlicher und Kustos des Heiligen Landes
- Patton, George IV (1923–2004), US-amerikanischer Offizier, Generalmajor der US-Army
- Patton, George S. (1856–1927), US-amerikanischer Anwalt, Geschäftsmann und Politiker
- Patton, George S. (1885–1945), General der US Army im Zweiten WeltkriegGeorge S. Patton (1885–1945)

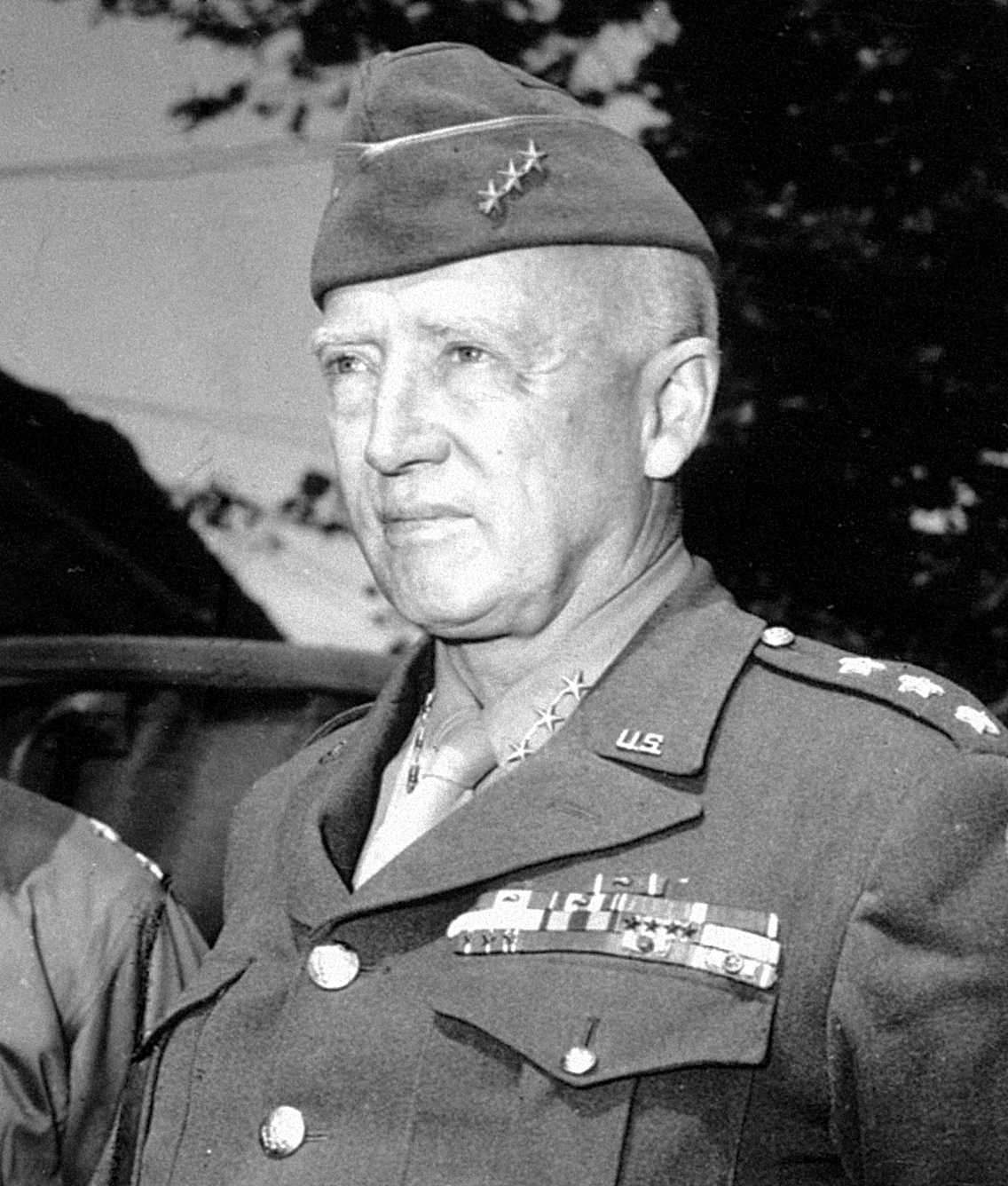
George S. Patton (1885–1945)

- Patton, George S. senior (1833–1864), Offizier im Sezessionskrieg
- Patton, Harvey (1923–1994), deutscher Schriftsteller und Science-Fiction-Autor
- Patton, James (1780–1830), US-amerikanischer Politiker
- Patton, James L. (* 1941), US-amerikanischer Evolutionsbiologe und Mammaloge
- Patton, Jean (* 1932), US-amerikanische Sprinterin
- Patton, Jeb (* 1974), US-amerikanischer Jazzmusiker
- Patton, Jimmy (1931–1989), US-amerikanischer Country- und Rockabilly-Musiker
- Patton, John (1823–1897), US-amerikanischer Politiker
- Patton, John (1935–2002), US-amerikanischer Jazz-Organist
- Patton, John Denniston (1829–1904), US-amerikanischer Politiker
- Patton, John junior (1850–1907), US-amerikanischer Politiker (Republikanische Partei)
- Patton, John M. (1797–1858), US-amerikanischer Politiker
- Patton, Justin (* 1997), US-amerikanischer Basketballspieler
- Patton, Lynne (* 1973), US-amerikanische Event-Managerin und Politikberaterin
- Patton, Mark (* 1959), US-amerikanischer Schauspieler
- Patton, Mel (1924–2014), US-amerikanischer Sprinter
- Patton, Mike (* 1968), US-amerikanischer Sänger und Songwriter
- Patton, Nat (1881–1957), US-amerikanischer Politiker
- Patton, Paul E. (* 1937), US-amerikanischer Politiker
- Patton, Paula (* 1975), US-amerikanische FilmschauspielerinPaula Patton (* 1975)

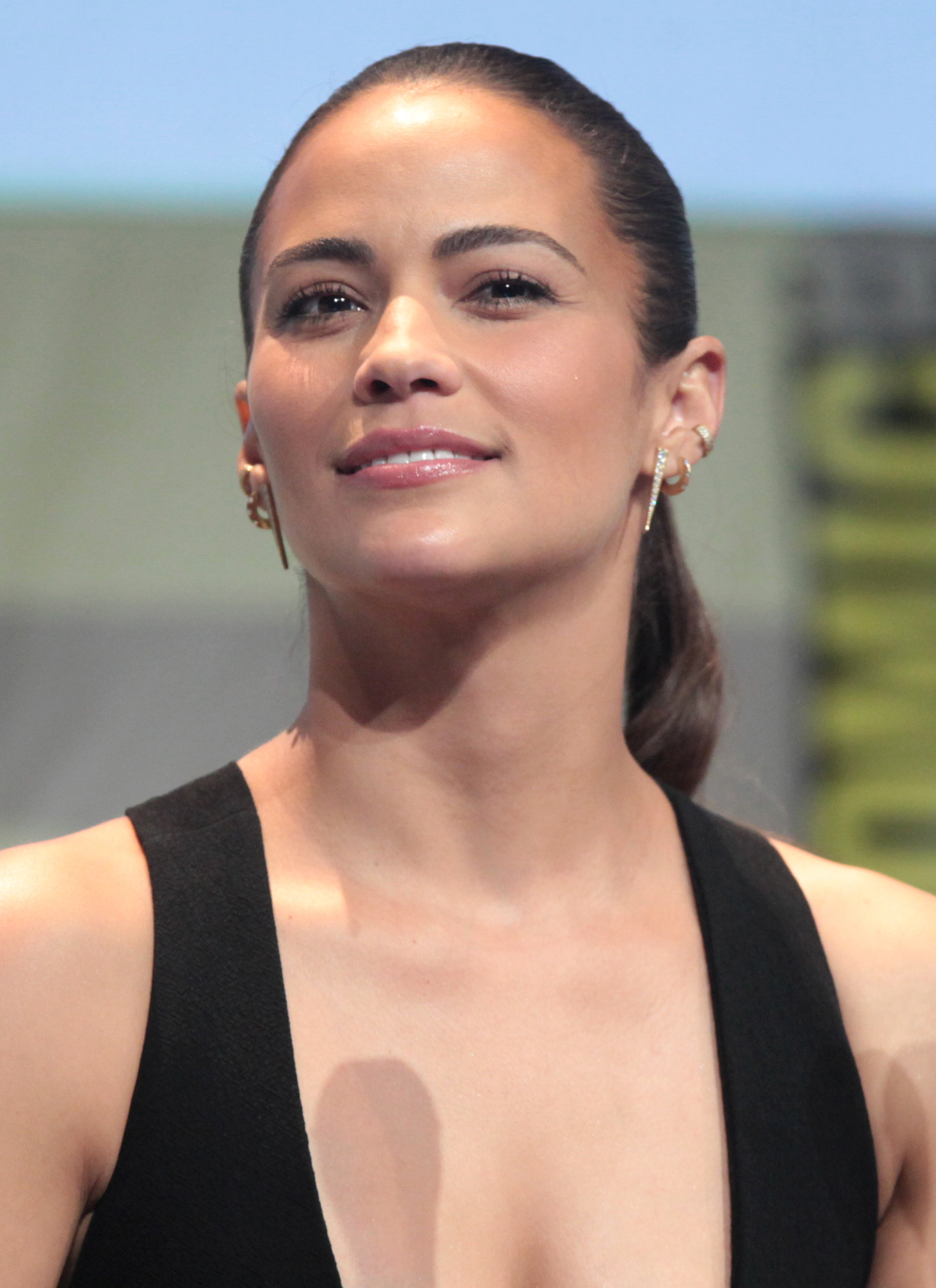
Paula Patton (* 1975)

- Patton, Peter (1876–1939), britischer Eishockeyspieler und -funktionär
- Patton, Quinton (* 1990), US-amerikanischer American-Football-Spieler
- Patton, Robert M. (1809–1885), US-amerikanischer Politiker, 20. Gouverneur von Alabama
- Patton, Sandy (* 1948), amerikanische Jazzsängerin
- Patton, Ted (* 1966), US-amerikanischer Ruderer
- Patton, Virginia (1925–2022), US-amerikanische Schauspielerin und Unternehmerin
- Patton, Will (* 1954), US-amerikanischer Film- und TheaterschauspielerWill Patton (* 1954)

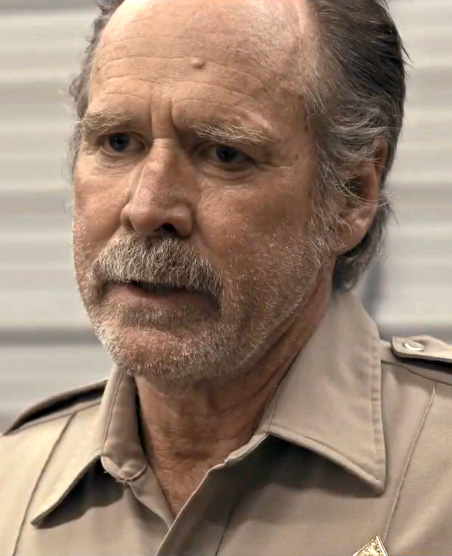
Will Patton (* 1954)

- Patton-Plusczyk, Helen (* 1962), deutsch-amerikanische Schauspielerin und Gründerin der Patton Stiftung: Sustainable Trust
- Pattoni, Giuseppe (1926–1999), italienischer Mechaniker und Unternehmer

#### Pattu
- Pattullo, Thomas Dufferin (1873–1956), kanadischer Politiker

#### Patty
- Patty, Budge (1924–2021), US-amerikanischer Tennisspieler
- Pattyn, Marcella (1920–2013), belgische Ordensfrau, letzte Begine
- Pattynama, Shayne (* 1998), niederländisch-indonesischer Fußballspieler

### Patu
- Patuanelli, Stefano (* 1974), italienischer Politiker und Ingenieur
- Patumi, Daniele (* 1956), italienischer Jazzmusiker
- Paturel, Dominique (1931–2022), französischer Schauspieler
- Paturel, Gaëtan (* 2003), französischer Biathlet
- Paturi, Felix R. (* 1940), deutscher Sachbuchautor, freiberuflicher Journalist und Fernsehredakteur
- Patursson, Erlendur (1913–1986), färöischer Schriftsteller und Politiker der republikanischen Tjóðveldisflokkurin
- Patursson, Helena (1864–1916), färöische Schriftstellerin und Frauenrechtlerin
- Patursson, Jóannes (1866–1946), färöischer Landwirt, Dichter, Schriftsteller und nationalistisch eingestellter Politiker
- Patursson, Rói (* 1947), färöischer Schriftsteller und Philosoph
- Patursson, Sverre (1871–1960), färöischer Schriftsteller
- Patursson, Tróndur (* 1944), färöischer Künstler
- Patusca da Silveira, Arnaldo (1894–1980), brasilianischer Fußballnationalspieler
- Patuwai, Tamati, neuseeländischer Schauspieler
- Patuzzi, Alexander (1813–1869), österreichischer Chirurg

### Patw
- Patwa, Karim (* 1968), schweizerisch-britischer Filmregisseur und Drehbuchautor
- Patwardhan, Jayoo (* 1949), indische Architektin, Szenenbildnerin und Filmregisseurin
- Patwardhan, Nachiket (* 1948), indischer Architekt, Szenenbildner und Filmregisseur

### Paty
- Paty, Cédric (* 1981), französischer Handballspieler
- Paty, Charles-Auguste-Marie (1916–2004), französischer Geistlicher, katholischer Bischof
- Paty, Léon Du (* 1849), französischer Maler
- Paty, Samuel (1973–2020), französischer Lehrer, Anschlagsopfer
- Patyegarang, erste Aborigine mit deren Hilfe erstmals eine Sprache der Aborigines übersetzt werden konnte

### Patz
- Pätz, Alina (* 1990), Schweizer Curlerin
- Patz, Andreas (* 1983), deutscher Fußballspieler und -trainer
- Patz, Arnall (1920–2010), US-amerikanischer Augenarzt
- Pätz, Axel (* 1956), deutscher Kabarettist, Musiker und Komponist
- Pätz, Claudio (* 1987), Schweizer Curler
- Patz, Etan (* 1972), US-amerikanischer Vermisster
- Pätz, Wilhelm (1800–1856), deutscher Landschaftsmaler und Lithograf
- Patzaichin, Ivan (1949–2021), rumänischer Kanute, Trainer und Funktionär
- Patzak, Alfred (1931–2012), deutscher Diplomat, Botschafter der DDR
- Patzak, Bernhard (1873–1933), deutscher Kunsthistoriker
- Patzak, Helge (* 1974), deutscher Basketballtrainer und -spieler
- Patzak, Jörn (* 1971), deutscher Jurist, Staatsanwalt, Basketballspieler, Autor und Leiter der Justizvollzugsanstalt WittlichJörn Patzak (* 1971)

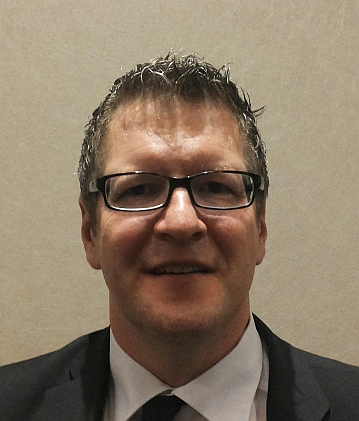
Jörn Patzak (* 1971)

- Patzak, Julius (1898–1974), österreichischer Opern- und Liedsänger (Tenor)
- Patzak, Peter (1945–2021), österreichischer FilmregisseurPeter Patzak (1945–2021)

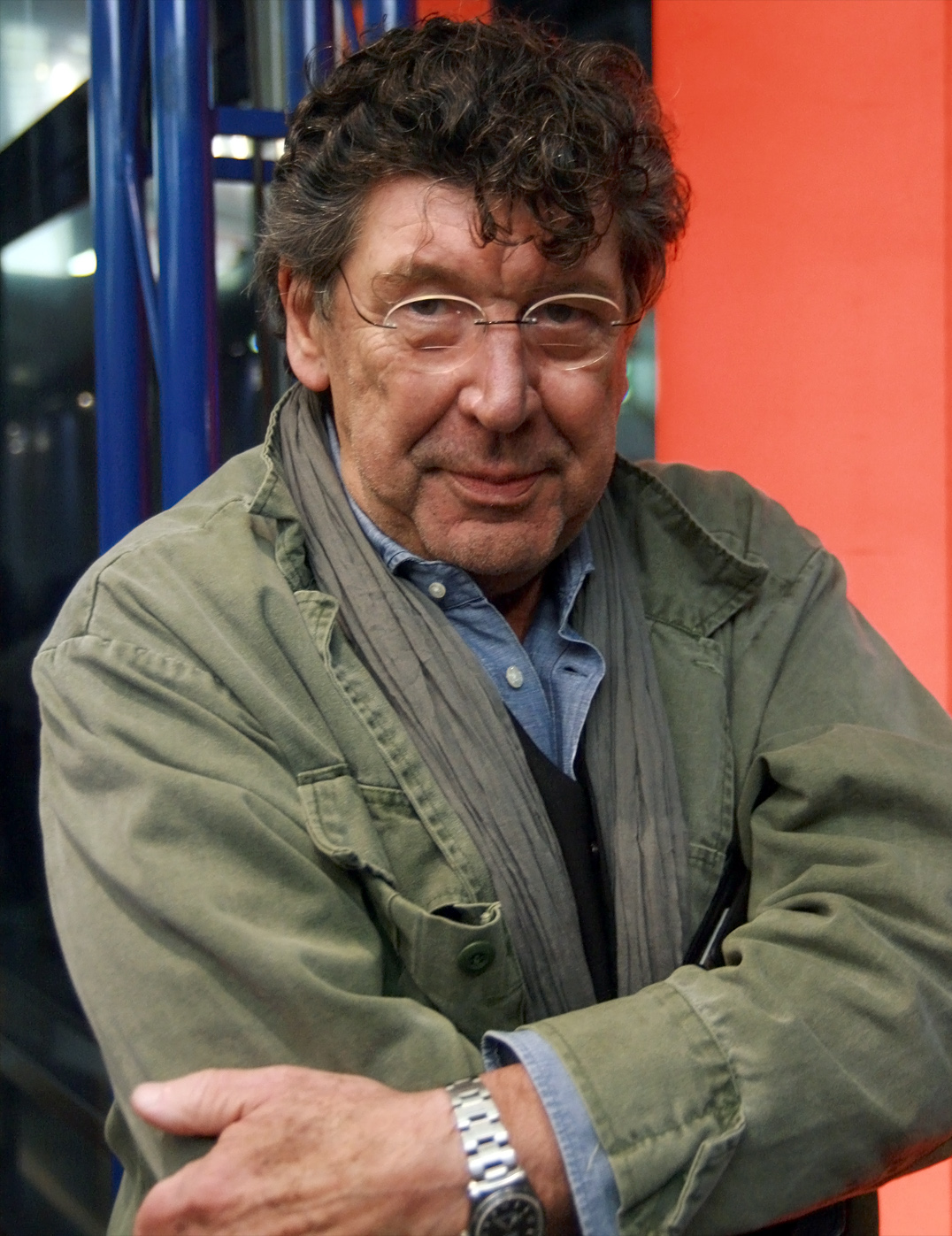
Peter Patzak (1945–2021)

- Patzak, Rayl (* 1971), deutscher Literaturveranstalter, DJ, Autor, Poetry-Essayist und -Master
- Pátzay, Pál (1896–1979), ungarischer Bildhauer und Politiker, Mitglied des Parlaments
- Patze, Hans (1919–1995), deutscher Historiker und Archivar
- Patzek, Barbara (* 1948), deutsche Althistorikerin und Hochschullehrerin
- Patzek, Martin (* 1944), deutscher römisch-katholischer Theologe und Priester
- Patzel, Ehrenfried (1914–2004), deutscher Fußball-Torwart
- Patzel, Heike, deutsche Fußballspielerin
- Pätzel, Herbert (* 1933), deutscher Stasi-Mitarbeiter, stellvertretender Leiter der Abteilung XIV des Ministeriums für Staatssicherheit
- Pätzel, Paul G. (1916–2009), deutscher Sportjournalist, Sportveranstalter Basketballfunktionär
- Patzel, Vojtěch (* 1998), tschechischer Handballspieler
- Patzel-Mattern, Katja (* 1970), deutsche Historikerin
- Patzelt, Carolin, deutsche Romanistin
- Patzelt, Erna (1894–1987), österreichische Historikerin
- Patzelt, Erwin (1924–2022), deutscher Biologe und Geograph, Experte für Botanik, Zoologie und Ethnologie Ecuadors
- Patzelt, Gerald (1931–2021), deutscher Geologe
- Patzelt, Gernot (* 1939), österreichischer Geograph, Hochgebirgsforscher und Polarforscher
- Patzelt, Heinz (* 1957), österreichischer Jurist
- Patzelt, Holger (* 1974), deutscher Ökonom
- Patzelt, Josef (1926–2015), österreichischer Architekt, Maler, Zeichenlehrer
- Patzelt, Martin (* 1947), deutscher Politiker (CDU), Oberbürgermeister der Stadt Frankfurt (Oder) (2002–2010), MdB
- Patzelt, Paul (1932–2013), deutscher Chemiker und Hochschullehrer
- Patzelt, Werner J. (* 1953), deutscher Politikwissenschaftler mit dem Schwerpunkt Vergleichende PolitikwissenschaftWerner J. Patzelt (* 1953)

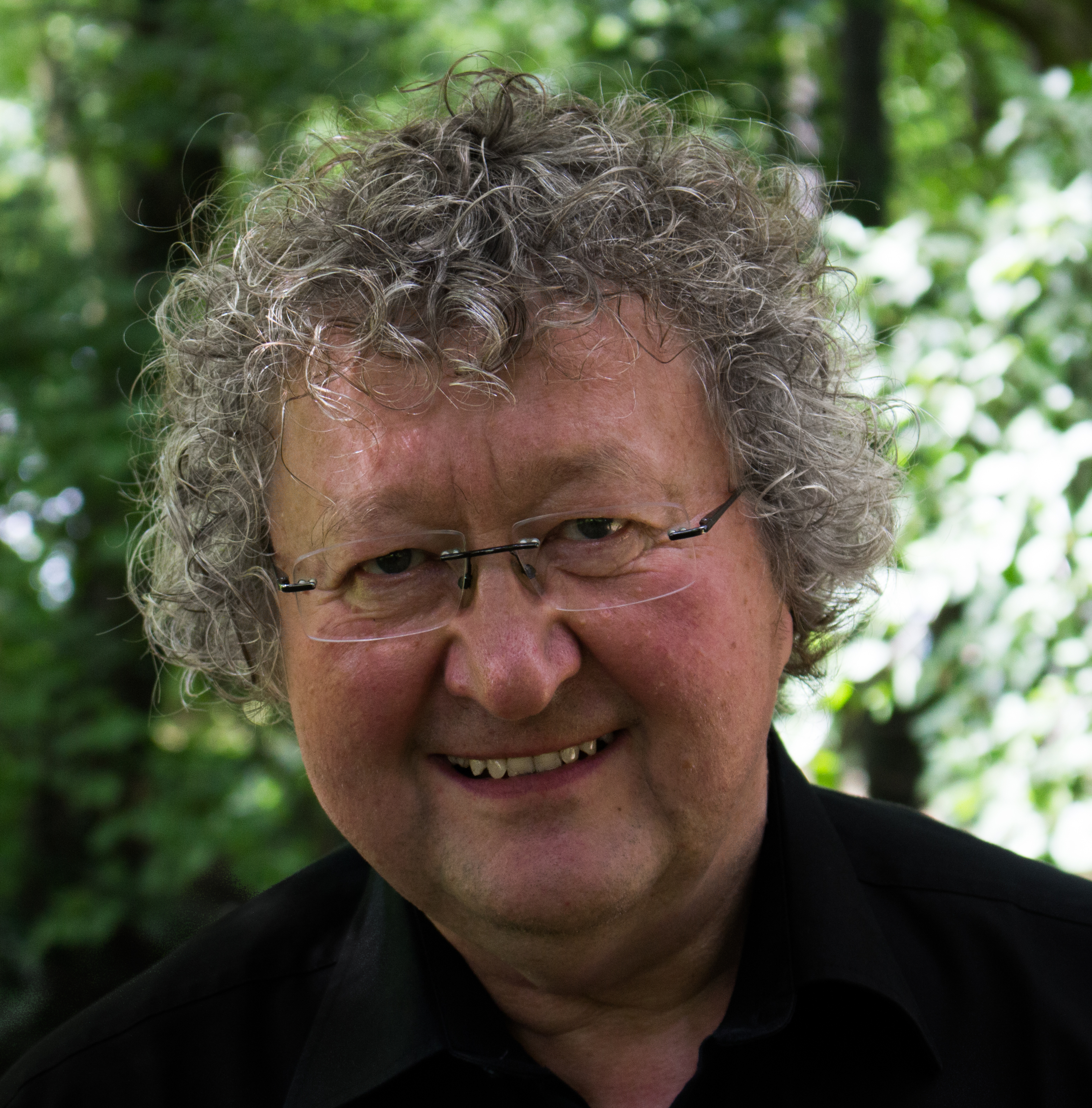
Werner J. Patzelt (* 1953)

- Patzelt, Wolfgang (* 1947), deutscher Kaufmann, Unternehmer und Manager
- Patzen, Seraina (* 1992), Schweizer Politikerin (Grüne)
- Patzenhauer, Volker (* 1959), deutscher Fußballspieler
- Patzenhofer, Johann Georg (1815–1873), deutscher Bierbrauer
- Patzenhofer, Konrad (1821–1904), österreichisch-ungarischer Industrieller
- Patzer, Andreas (* 1943), deutscher Altphilologe
- Patzer, Franz (1854–1933), deutscher Landwirt und Politiker, MdL
- Patzer, Franz (1924–1992), österreichischer Bibliothekar
- Patzer, Harald (1910–2005), deutscher Klassischer Philologe
- Patzer, Helmut (1919–2009), deutscher Kinderarzt und Rektor der Medizinischen Akademie Erfurt (1973–1985)
- Patzer, Reinhardt (* 1872), deutscher Gewerkschaftsfunktionär und Politiker, MdL
- Patzer, Winfried (1941–2025), deutscher Fußballspieler
- Patzig, Albrecht (1850–1929), deutscher Buchhändler, Parteisekretär und Politiker (NLP), MdR
- Patzig, Bernd (* 1944), deutscher Radrennfahrer
- Patzig, Conrad (1888–1975), deutscher Marineoffizier, Admiral im Zweiten WeltkriegConrad Patzig (1888–1975)

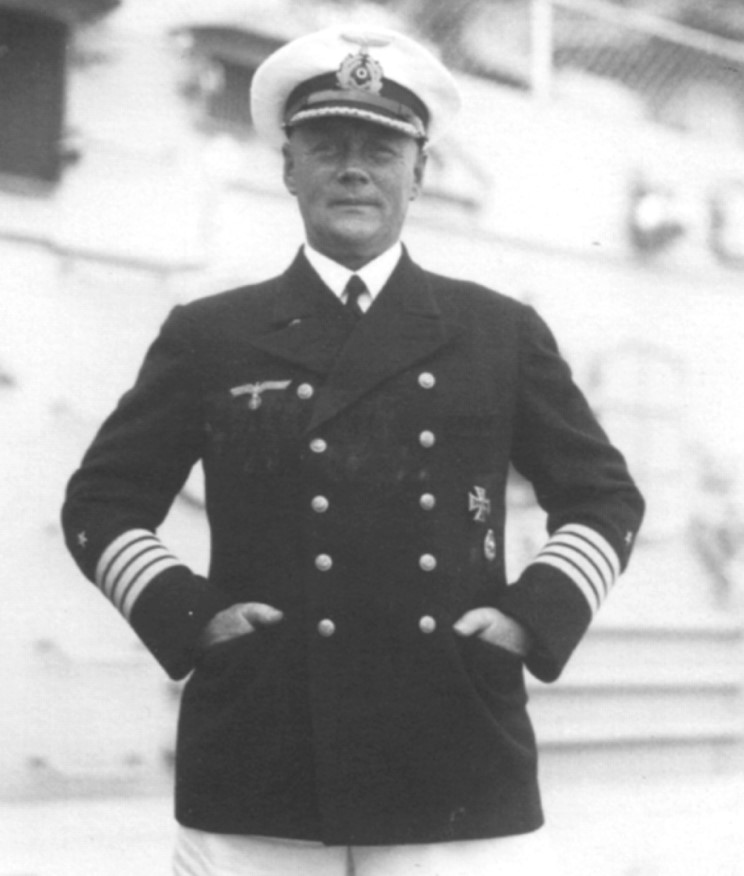
Conrad Patzig (1888–1975)

- Patzig, Edwin (1846–1929), deutscher Byzantinist und Gymnasiallehrer
- Patzig, Gerhard (1927–2009), deutscher Kunsthändler und Maler
- Patzig, Günther (1926–2018), deutscher Philosoph
- Patzig, Heinz (1929–2013), deutscher Fußballspieler und -trainer
- Patzig, Johann Christian Friedrich (1774–1840), deutscher Jurist und Beamter
- Patzig, Uwe (* 1948), deutscher Politiker (CDU), MdV und MdB
- Patzina, Reinhard (* 1948), deutscher Rechtsanwalt und Autor
- Pätzke, Anne (* 1982), deutsche Illustratorin und Autorin
- Patzke, Bernd (* 1943), deutscher FußballspielerBernd Patzke (* 1943)

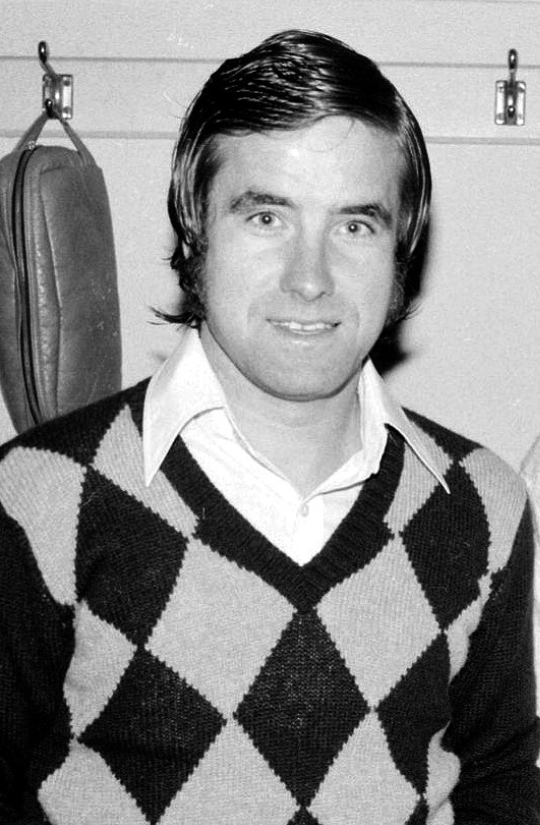
Bernd Patzke (* 1943)

- Patzke, Erwin (1929–2018), deutscher Botaniker
- Patzke, Frauke (* 1971), deutsche politische Beamtin (Grüne)
- Patzke, Greta (* 1974), Chemikerin und Professorin für anorganische Chemie an der Universität Zürich
- Patzke, Johann Samuel (1727–1787), deutscher Pfarrer und Schriftsteller
- Patzke, Kathrin (* 1982), deutsche Fußballspielerin
- Patzke, Norman (* 1977), deutscher Bassbariton
- Patzke, Wolfgang (1959–2016), deutscher Fußballspieler
- Patzl, Stefan (* 1991), österreichischer Antiquitätenhändler
- Patzler, Sebastian (* 1990), deutscher Fußballspieler
- Pätzold, Anne (* 1997), deutsche Schriftstellerin
- Pätzold, Christian (* 1944), deutscher Schauspieler
- Pätzold, Christian G. (* 1951), deutscher Ökonom und Essayist
- Pätzold, Dimitri (* 1983), deutsch-kasachischer Eishockeytorwart
- Pätzold, Erich, deutscher Motorrad- und Automobilrennfahrer
- Pätzold, Erich (* 1930), deutscher Politiker (SPD), MdA
- Pätzold, Frank (* 1953), deutscher Fußballspieler
- Pätzold, Franz (* 1989), deutscher Schauspieler
- Pätzold, Heinz-Werner (1919–1989), deutscher Schauspieler, Synchron- und Hörspielsprecher
- Pätzold, Henning (* 1971), deutscher Pädagoge
- Pätzold, Herbert (* 1922), deutscher Fußballspieler
- Pätzold, Hermann (1824–1861), deutscher Komponist und Dirigent an der Musikalischen Akademie Königsberg
- Pätzold, Horst (1926–2018), deutscher Pflanzenbauwissenschaftler, Hochschullehrer und Autor
- Pätzold, Johann (* 1987), deutscher Musiker und Komponist
- Pätzold, Karin, deutsche Fußballspielerin
- Pätzold, Konrad (1928–2017), deutscher Bauingenieur
- Pätzold, Kurt (1930–2016), deutscher marxistischer Historiker und HochschullehrerKurt Pätzold (1930–2016)

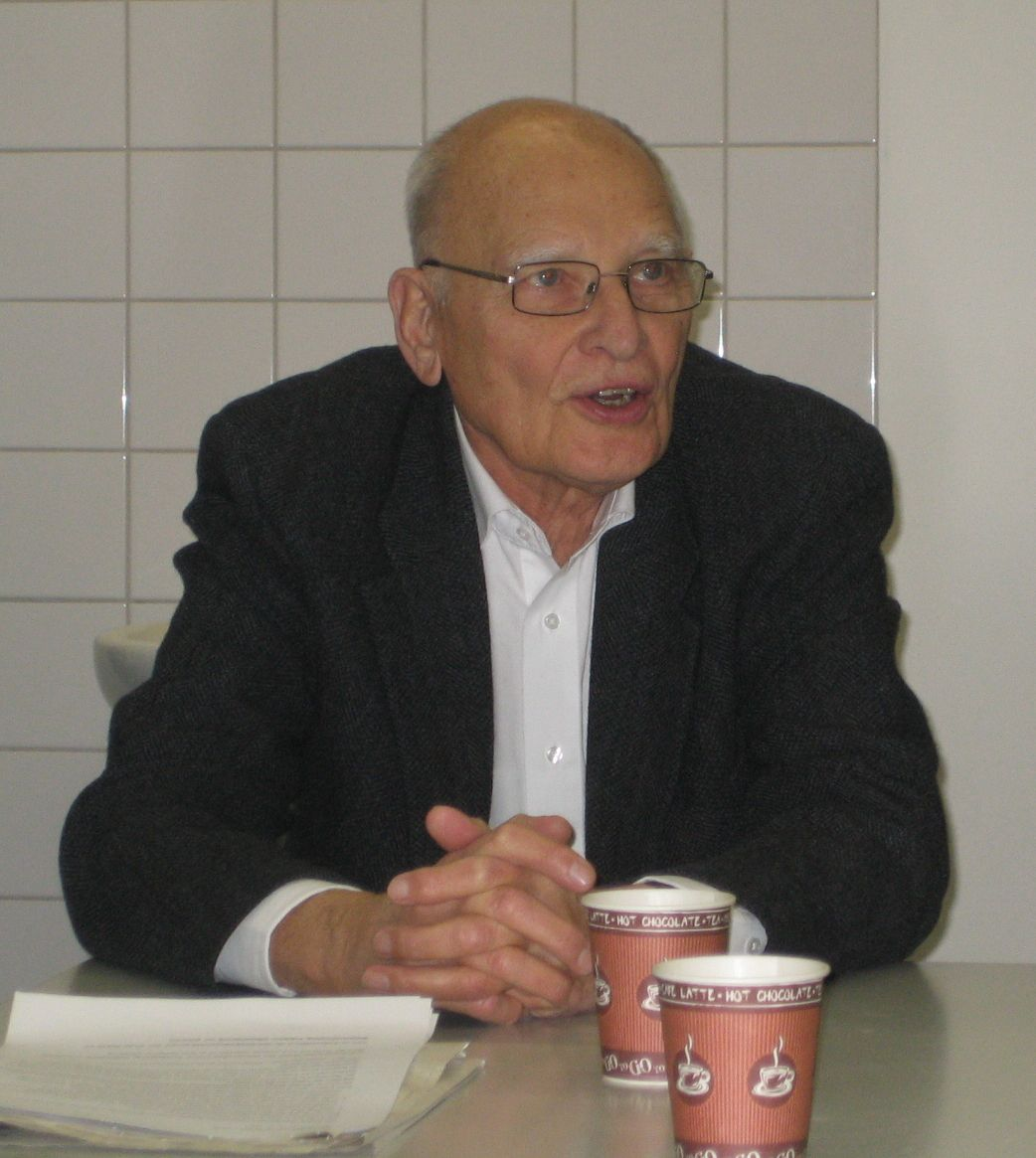
Kurt Pätzold (1930–2016)

- Pätzold, Martin (* 1984), deutscher Politiker (CDU) und Honorarprofessor an der Hochschule Mittweida
- Pätzold, Mirko (* 1976), deutscher Bobsportler
- Pätzold, Roberto (* 1979), deutscher Fußballspieler
- Pätzold, Rudolf (1921–2006), deutscher Ingenieur und Ornithologe
- Pätzold, Stefan (* 1966), deutscher Historiker und Archivar
- Patzold, Steffen (* 1972), deutscher Historiker
- Pätzold, Susanne (* 1967), deutsche SchauspielerinSusanne Pätzold (* 1967)

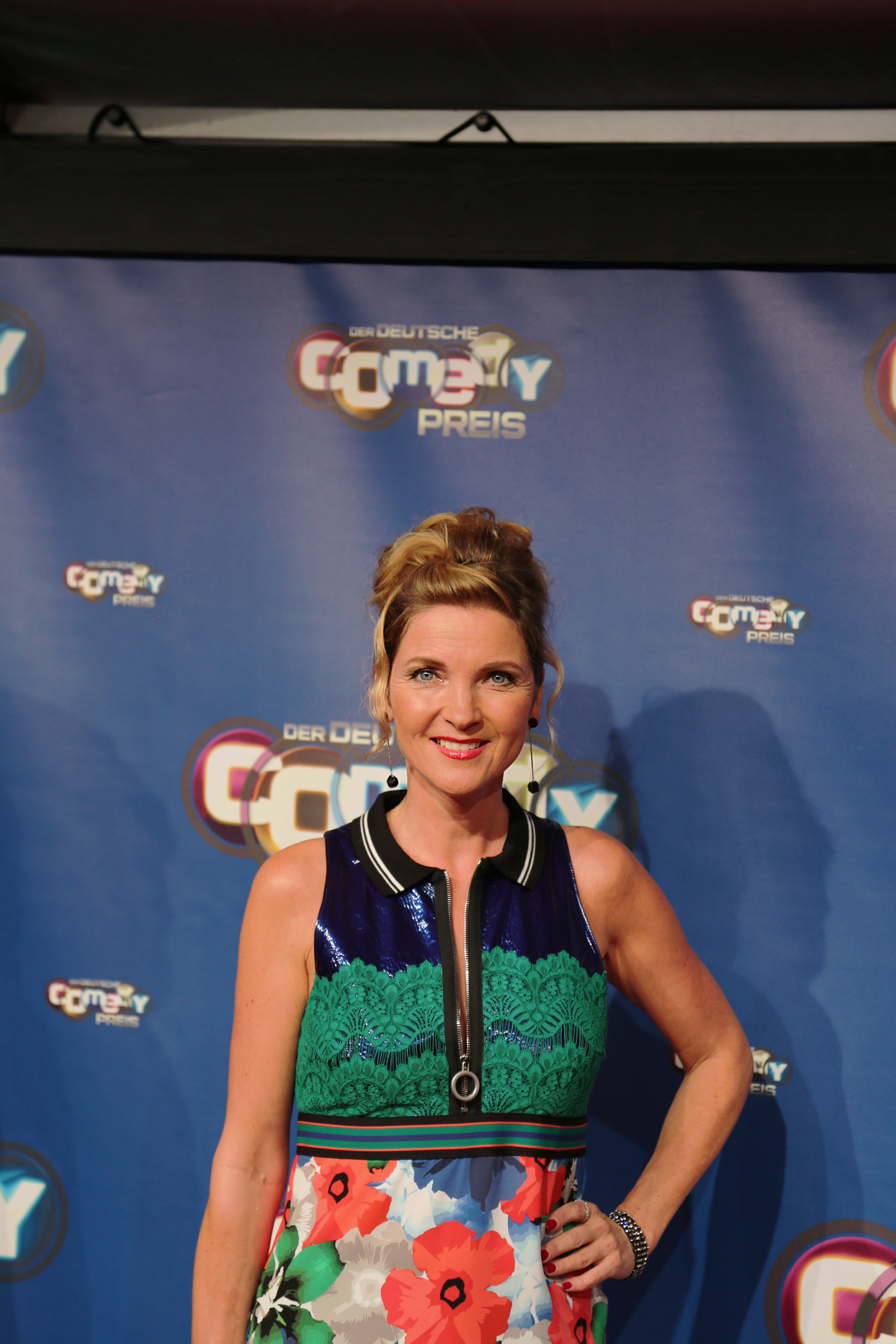
Susanne Pätzold (* 1967)

- Pätzold, Ulrich (* 1943), deutscher Journalist und Hochschullehrer
- Pätzold, Walter (1948–2011), deutscher Mykologe
- Pätzoldt, Björn (* 1944), deutscher Politologe und Verleger
- Patzoldt, Kevin (* 1984), US-amerikanischer Biathlet
- Patzschke, Jochen (1932–2005), deutscher Politiker (SPD), MdL
- Patzschke, Peggy (* 1970), deutsche Rundfunk- und Fernsehmoderatorin, Veranstalterin und Autorin
- Patzschke, Rüdiger (* 1967), deutscher Fußballspieler
- Patzschke-Beutel, Ursula (1912–1995), deutsche Fernsehansagerin
- Patzwahl, Kristin (* 1965), deutsche Leichtathletin
- Patzwald, Anne (* 1989), deutsche Rollstuhlbasketballspielerin
- Patzwall, Klaus D., deutscher Ordenskundler, Autor, Herausgeber und Verleger